# 妖精尾巴 (虛構組織)
妖精尾巴是在日本漫畫《FAIRY TAIL》中的一個虛構組織，為主角群所屬的魔導士公會，公會總部位於菲歐烈王國東邊的的瑪格諾利亞鎮。

## 組織概要
- 註：「妖精」，是西方文化裡一種傳說生物，其體型嬌小，長有昆虫般的翅膀。

由梅比斯、普雷希特、沃洛德及尤里於X686年4月共同創立，公會目前已經創立107年（至X793）。第三代會長馬卡羅夫曾提及「妖精尾巴」隱含著透過不斷冒險來找出答案的意義，因為妖精是否有尾巴始終是個謎，所以要自己去尋求真正的答案。简写是「FT」。公會風氣自由奔放，而且將公會夥伴視為家人一樣的重視，虽然被誉为菲欧烈王国最强，但却是个满是问题儿童的“妖精尾巴”常在工作時破壞公共場所和建築物，因此被評議會認定是個常惹麻煩的问题公會。故事最初以优秀的魔导士为目标并梦想加入这里的少女露西角度展开，与意外吃火喷火，火焰缠身的「火之灭龙魔导士」纳兹和蓝猫哈比相遇组成队伍，挑战各种各样的任务，因此也有部分读者认为“妖精的尾巴”实质是露西角度开始个人冒险故事，没有她关于「FT」也不会带来变化和历史得以揭露。
與「青色天馬」、「蛇姬之鱗」、「四頭獵犬」等正規公會的關係友好，在大魔鬥演武後也結交了「劍咬之虎」、「人魚腳跟」等正規公會。此外也與獨立公會「魔女之罪」交好。从该公会出身的成员遭遇各有不同，或走向光明、创造高峰或墜入黑暗，不过最后都珍视那份妖精尾巴伙伴情谊，决不继续加害曾经同一纹章的伙伴(除了第二任會長普雷希特，即惡魔心臟的會長哈迪斯)。
在X784年時，公會聚集了年輕有為的魔導士們，被譽為是菲歐烈王國最強公會。年底於天狼島舉行「S級魔導士升級考試」時，先後遭遇闇黑公會「惡魔心臟」及「黑龍」亞克諾羅基亞的襲擊，最終梅比斯的靈體發動防禦魔法「妖精之球」，從亞克諾羅基亞的咆嘯中拯救了所有公會成員，但解除魔法的代價讓他們被封印了七年。在「天狼組」消失的七年間，公會日益衰敗，淪為負債累累的全國最弱公會。天狼組歸來後為奪回全國第一的榮耀，參加X791年的王國年度慶典──決定王國第一公會的「大魔鬥演武」。雖然剛開賽時陷入墊底的絕對不利態勢，但是在成員們的努力不懈下逐漸逆轉局勢，在最後一天的賽程中以全勝之姿獲得冠軍。同年與冥府之門一戰後，馬卡羅夫為了保護成員決定解散妖精尾巴。X792年由納茲和露西召集成員重建公會，並推舉艾爾莎擔任會長。眾人救回到阿爾巴雷斯帝國談判的馬卡羅夫後，艾爾莎辭去會長職務，馬卡羅夫再次擔任會長。

### 歷史
| 年份   | 事件                                                                                                   |
| ------ | --- |
| X679年 | 公會赤色蜥蝪被闇黑公會青色髑髏殲滅。                                                                   |
| X686年 | 沃洛德、普雷希特、尤里首次踏足天狼島。                                                                 |
| X686年 | 天狼玉失蹤，梅比斯離開天狼島尋找天狼玉的下落。                                                         |
| X686年 | 馬格諾利亞居民成功戰勝青色髑髏。                                                                       |
| X686年 | 4月：公會成立，初代會長為梅比斯．法米利翁。                                                            |
| X686年 | 7月：第二次通商戰爭。                                                                                  |
| X688年 | 2月：魔導士公會介入戰爭，梅比斯因在戰場上的表現獲得了「妖精軍師」的稱號。                              |
| X690年 | 5月：創始成員尤里．德雷亞結婚。第二次通商戰爭結束，正規公會間禁止互相征伐。                            |
| X696年 | 3月：尤里之子——馬卡羅夫．德雷亞誕生。                                                                  |
| X697年 | 梅比斯去世，指名普雷希特．蓋爾伯格擔任第二代會長。                                                     |
| X700年 | 尤里．德雷亞去世。                                                                                     |
| X731年 | 普雷希特沉迷於研究黑魔法，沃洛德退出公會。                                                             |
| X736年 | 普雷希特退出公會，指名馬卡羅夫．德雷亞繼任第三代會長。                                                 |
| X778年 | 拉格薩斯（17）通過S級魔導士升級考試。                                                                  |
| X780年 | 艾爾莎（15）通過S級魔導士升級考試。                                                                    |
| X781年 | 米拉珍（16）通過S級魔導士升級考試。                                                                    |
| X782年 | 米斯頓葛通過S級魔導士升級考試。                                                                        |
| X784年 | 米斯頓葛退出公會，回到異世界伊多拉斯。                                                                 |
| X784年 | 因亞克諾羅基亞的咆嘯，天狼島消失。至天狼島參加S級魔導士升級考試的公會成員下落不明。                    |
| X785年 | 馬卡歐繼任第四代會長。                                                                                 |
| X786年 | 4月：魔導士公會成立100年，妖精尾巴大部分成員退出公會。                                                 |
| X791年 | 「妖精之球」解除，天狼島再現。島上成員（通稱天狼組）回歸。                                             |
| X791年 | 第五代會長由吉爾達茲擔任，以會長名義讓拉格薩斯回歸公會後便退位；馬卡羅夫擔任第六代會長。               |
| X791年 | 7月1日至7月6日：大魔鬥演武，天狼組於大魔鬥演武最終日取得優勝，回歸全國最強公會。                       |
| X791年 | 黃道十二宮決戰，成功拯救星靈界。                                                                       |
| X791年 | 冥府之門展開行動，與妖精尾巴的戰爭開始。                                                               |
| X791年 | 冥府之門一戰後，馬卡羅夫下達解散公會，獨自前往阿爾巴雷斯帝國談判。                                     |
| X792年 | 妖精尾巴復活。                                                                                         |
| X792年 | 艾爾莎．史卡雷特繼任第七代會長，帶領小隊前往阿爾巴雷斯找到馬卡羅夫，全員回歸後馬卡羅夫擔任第八代會長。 |
| X792年 | 妖精尾巴全員經由馬卡羅夫的宣告知曉光之神話的存在，其正確名稱為「妖精心臟」。                           |
| X792年 | 阿爾巴雷斯帝國為了搶奪妖精心臟向妖精尾巴宣戰，戰爭開始。                                               |

### 相關事項
天狼島
妖精尾巴聖地，也是初代會長梅比斯·法米利翁長眠之所，印有妖精尾巴紋章者才能進入的島嶼，傳說島上曾有妖精生活著，因此別名為「妖精之島」。X784年至X791年間因梅比絲使用「妖精之球」封印而暫時消失，成員通稱「天狼組」（共21人，包括納茲、露西、格雷、艾爾莎、溫蒂、戈吉爾、茱比亞、卡娜、蕾比、米拉珍、艾爾夫曼、莉莎娜、哈比、夏璐璐、利利、弗里德、畢可斯羅、艾芭格琳、吉爾達茲、馬卡羅夫和拉格薩斯）。
梅比斯將自己的意志，連同妖精三大魔法之一的「妖精的光輝」一起封在墳墓中，以「靈體」守護著這塊聖地。島的外圍及大地蘊含強大魔力，因此不容易被外界發現。聳立於島的中央是一棵名為天狼樹的大樹，能保護公會成員防止他們在島上送命，也能夠增強其魔法，X784年一度遭到破壞，之後被烏璐緹雅以「時間的弧線」恢復原狀。
妖精心臟
又稱光之神話/流明·星輝/流明·歷史。凌駕於妖精三大魔法之上的隱秘大魔法，本質為永久魔法，即絕對不會枯竭的無限魔力源。是過去普雷希特（哈迪斯）在研究讓梅比斯復甦的過程中，由世間罕有的知識和他的才能，以及梅比斯不老不死所帶來的半永久性維持能力兩者融合產生而發明出來。透過妖精心臟的無限魔力甚至能無限次釋放魔導精靈力，也因為其危險性而被列為妖精尾巴的最高機密，其後被瑟雷夫領導的阿爾巴雷斯帝國覬覦。被封存在妖精尾巴公會地底的聖堂中，是初代會長梅比斯·法米利翁被封印在六角魔水晶柱中的肉身，屬於妖精尾巴的最高機密，從梅比斯開始就嚴格規定只有妖精尾巴的會長才能知道。當年初代會長梅比斯·法米利翁受到黑魔導士瑟雷夫的安克瑟拉姆詛咒而倒下時，普雷希特·蓋爾伯格發現梅比斯的心臟還在跳動，所以將梅比斯的身軀封在復活用魔法石裡並試圖使用多種復活魔法將其復活。在梅比斯長生不死的身軀以及多種復活魔法所產生的變化之下，產生出永久魔法 - 妖精心臟。
妖精尾巴三大魔法
妖精法律（Fairy Law）
妖精尾巴三大魔法之一，絕對審判魔法，以黑魔法「法律」為基礎作出修改，是傳說中的超魔法。以神聖之光討伐黑闇，把術者視為敵人的一切視為目標全部消滅。就連聖十大魔導的約瑟中了這招也是立刻遭到秒殺。但是消滅的敵人越多，術者所消耗的生命力越大。
妖精光輝（Fairy Glitter）
妖精尾巴三大魔法之一，超絕攻擊魔法，威力與妖精法律並駕齊驅，是傳說中的超魔法。收集日月星辰的光輝並加以濃縮，成為從天而降的一道拒絕一切敵人存在的無情之光。此魔法在梅比斯死後被封印在公會聖地天狼島的墓中。詠唱文：「聚集吧！引領妖精的光之川啊！ 照亮吧！為了消滅邪惡的猙獰獠牙！ 妖精光輝！」
妖精之球（Fairy Sphere）
妖精尾巴三大魔法之一，絕對防禦魔法，是傳說中的超魔法。利用強大的魔力凝聚製造出守護聖球，保護球體包覆範圍內一切人事物不受外敵所侵害的防禦魔法。在魔法解除之前，被保護對象的時間會被封印凍結。前兩項攻擊型超魔法相對，是為了保護家人（同伴）而創造的超魔法，完全體現公會的核心價值。
妖精尾巴「退會三大守則」
- 對妖精尾巴有害的情報，一輩子也不能洩漏給其他人。
- 不能擅自和以前的委托人接觸，從中得到個人利益。
- 就算以後的道路不同，也要堅强的活下去，绝對不能放棄自己生命，一輩子也不能忘记曾經珍愛的同伴。

## 主要人物（最強小隊）
「最強小隊」由米拉珍命名，最初由納茲、哈比、露西、格雷、艾爾莎四人一貓組成，後來溫蒂和夏璐璐加入後就正式固定下来（五人二貓）。這個称呼也指代後來接受「百年任務」委托的納茲一行人。
納茲·多拉格尼爾（Natsu Dragneel）
配音（青年時期）：柿原徹也（日本）；李景唐（ep.1～248）→孟慶府（ep.249～277）／何志威【最終章】（台灣）；陳旭恆【Animax版】／李凱傑（香港）
配音（幼年時期）：MAKO（日本）；傅其慧（台灣）；鄭佩嘉【Animax版】／羅杏芝→梁少霞（香港）
舞台劇演員：宮崎秋人
本作第一男主角，妖精尾巴公會成員，火之滅龍魔導士，使用攻击性强的滅龍魔法「火」，外號「火龍」。公會紋章在右肩上，顏色為鮮紅色。名字在日文的意思是「夏天」。角色原型，战斗风格与《圣石小子》登场角色里面龍人磊德非常相似（来自作者的话）。
外貌特徵是櫻花色的刺刺短頭髮，服裝大多是穿黑色短外掛配束褲和涼鞋，左腕上套著一個黑色護腕。偶爾會換上其他服裝，總是圍著有鱗片般花紋的圍巾（非常珍视），脫下圍巾後在脖子的右方有一條疤痕。去海边时会把围巾包在头上不离身，有时候会用围巾扮演“忍者”。与未来罗格一战后，左下腹留下十字型的伤疤。家住玛格诺利亚的郊外，房子中间有一颗树贯穿，房子外面有一牌子写着纳兹和哈比的名字。房子里面物品凌乱摆放，纳兹和哈比会睡在沙发上，但其实这些东西都是纳兹每次外出任务带回来的纪念品（包括石头），都是值得纪念的宝物。想收到的礼物是肉。公会内纳兹个人专属的火焰大餐。
性格非常直率、毫無心機又有點脫線。所有行為幾乎都是照著本能行動，屬於選擇性記憶的頭腦，自己覺得不重要的基本上記不起來，但是如果是自己覺得很重要的事情卻記的很清楚。不擅長精細的事情，常會做出不同常人的奇妙反應。此外，很喜歡做些小惡作劇。
戰鬥直覺方面很強，有時也會在戰鬥中展現機智的一面，而納茲的嗅覺也意外相當靈敏。但是因為修練的魔法的緣故，最適合他的食物是各種的「火焰」，公會內甚至還有提供他個人專屬的火焰套餐。
最大弱點是對交通工具沒轍，乘坐時會嚴重暈車到無法做任何事情，常常要靠着溫蒂的治癒魔法幫他消除暈眩的感覺，但後來因已習慣所以無用，所以每次乘交通工具還是會暈。不過因為納茲認為哈比是「夥伴」而非「交通工具」，所以他完全不會在哈比帶著他飛行時感到不適。
在公會中的夥伴們中，關係最深厚的要屬哈比、格雷、艾爾莎和露西四人，後來溫蒂和夏璐璐加入公會關係也很好，幾人常一起執行大型任務，最終組成「妖精尾巴最強小隊」。
400年前，幼年時跟瑟雷夫以及雙親生活在一個平和的小鎮，但村莊被龍襲擊，使得雙親及納茲死亡，但納茲被瑟雷夫以惡魔姿態復活，但納茲不服管教，被瑟雷夫交給好友伊格尼爾，最後被「火龍」伊格尼爾扶養長大，並且由伊格尼爾教授文字語言、人類文化以及火焰的「滅龍魔法」。在伊格尼爾於X777年的7月7日突然消失無蹤後，為了尋找他而四處流浪，最後加入了妖精尾巴。經常和格雷打架，但是最後結果多半是被艾爾莎教訓一頓。雖然老是吵鬧闖禍，但是為了能再見伊格尼爾一面，自己在私底下很積極的修練魔法。
紅天波拉篇時和哈比一起到「哈魯吉翁」找伊格尼爾，偶然遇上想加入妖精尾巴的露西。之後用「火龍」的力量把想綁架露西的騙徒魔導士波拉一夥人打倒，但是也在戰鬥中把港口破壞了大半。一邊躲避軍隊追捕，一邊帶著露西前往「妖精尾巴」。
後聽到馬卡歐出任務久而未歸，在哈比和露西的陪同下跑到「哈克貝山」去找他。發現原來他是被怪物瓦肯接收了身體。在費了一番功夫後，納茲打敗瓦肯讓馬卡歐恢復了原狀，一起平安回到「馬格諾利亞」。並且讓露西瞭解到「妖精尾巴」重視夥伴的公會精神。
艾巴爾大宅篇，和哈比一起闖進露西家。見識過她的「星靈魔法」後決定一起組隊去執行第一件任務——銷毀書本「日出」。在艾巴爾公爵的豪宅內和傭兵公會成員帕尼修兄弟對戰。輕鬆獲勝。之後露西解開了「日出」中的秘密完成了委託。但是最後他決定不收酬勞，讓露西非常失望。
鐵之森篇，在艾爾莎的拜託下和她、格雷以及露西組成小隊，前去破壞「闇黑公會」鐵之森想利用「咒歌」進行屠殺的計畫。和格雷兵分二路追逐主謀艾利高爾的時候打敗了攔路的卡伽。在大家靠著芭露歌的幫助下逃出車站後，讓哈比載著自己飛去阻止艾利高爾。並靠著憤怒的火焰打敗了他。最後還和格雷、艾爾莎一起打倒咒歌變成的巨大惡魔。但也把公會長舉辦定期集會的房舍一起摧毀。
後不久，為了證明自己的實力，和哈比、露西以及半途加入的格雷前去挑戰「詛咒之島」的S級任務。意外發現了格雷的師兄利昂想復活惡魔戴利歐拉的企圖。為了保護村子打倒了利昂的手下悠卡和托比。之後在地下神殿中阻止格雷使用「禁忌魔法」絕對冰結並和神秘面具怪客薩魯迪對戰並險勝。戴利歐拉自滅後，和前來「逮捕」他們的艾爾莎一起破除了詛咒。總算順利完成了S級任務。
幽鬼篇，和最強小隊一起工作回來發現公會遭到破壞非常生氣，在「妖精尾巴」對「幽鬼分部」戰鬥中一馬當先，並和「鐵龍」戈吉爾短暫交手。被迫撤退時聽到情報趕往幽鬼本部救了露西。當幽鬼的魔導巨人前來攻擊公會時潛入其中破壞了魔導砲木星並打倒了「火元素」兔兔丸。之後在面對「風元素」阿利亞時陷入危機，幸好被艾爾莎所救。在她的鼓勵下及時從戈吉爾的手中救了露西。對戰中因為魔力消耗過多而被戈吉爾壓倒，但在露西的幫助下補充火焰後逆轉獲勝。最後在會長馬卡羅夫打敗約瑟後和妖尾全員一起迎接勝利的早晨。
樂園之塔篇，在「阿卡涅渡假村」的地下賭場遭到伍利的槍擊但無大礙，隨即帶領大家趕到「樂園之塔」去救艾爾莎。在經歷一場可愛的戰鬥後解決了伍利和米莉安娜。但在前往塔頂的途中被梟攔截，差點被他吞食並消化掉。最後格雷救了他。從西蒙口中得知艾爾莎準備要和傑拉爾同歸於盡後火速衝上塔頂，及時阻止她被獻為祭品。緊接著與傑拉爾的戰鬥中落居下風，但在西蒙為了艾爾莎付出生命後，他憤怒的吃下魔導精靈力。爆發出不可思議的力量打倒了傑拉爾。最後他和艾爾莎奇蹟似的從「樂園之塔」的爆炸中生還。
公會內戰篇，在拉格薩斯發動「妖精尾巴內戰」後，納茲因為不明原因和會長及戈吉爾一起被術式困在公會內（目前最為可能的原因為他穿越了400年的時空到現在）。之後好不容易靠著蕾比的幫助脫困，和艾爾莎同時趕到「卡爾地亞大教堂」並撞見米斯頓葛的真面目。最後破天荒和戈吉爾聯手對付擁有「雷龍」之力的拉格薩斯，在拉格薩斯發動無效的「妖精法律」後，首度使出滅龍奧義·紅蓮爆炎刃打敗了拉格薩斯，結束了公會內戰。
六魔將軍篇，在「聯合軍」被闇黑公會「六魔將軍」痛擊後，為了救艾爾莎奮力殺入對方根據地，救出能使用「治癒魔法」的溫蒂，但也遇到復活的傑拉爾。之後在去阻止傑拉爾的途中被天使算計，和露西一起被沖下瀑布。幸運的被芭露歌救起。之後靠哈比的幫助攻進被啟動的涅槃，並且出奇招打敗了眼鏡蛇。但是之後被「六魔將軍」會長無打的體無完膚，在眾人的呼喚下復活後決定和無一決死戰。最後是在傑拉爾的咎之炎和伊格尼爾的鼓勵下用「龍之力」打倒了無，和聯合軍夥伴們一起破壞了「涅槃」。
伊多拉斯篇，在公會裡睡覺時整個「馬格諾利亞」被「阿尼馬」吸到了「伊多拉斯」，他和同樣是「滅龍魔導士」的溫蒂則平安無事。之後在哈比和夏璐璐的幫助下進入異世界並發現了另一個「妖精尾巴」。找到露西後嘗試潛入王宮尋找救夥伴的方法但失風被捕。之後和溫蒂一起被抽取了大量魔力，恢復力量後打倒魔戰隊長修斯。雖然和格雷、艾爾莎一起阻止國王的永恆魔力計畫失敗。但隨後和眾人拼盡全力保住了艾克斯達利亞，並且和溫蒂、戈吉爾聯手攻破國王駕駛的禁忌兵器。最後在被逆轉「阿尼馬」送回「亞斯藍德」前幫助米斯頓葛繼位為新的王。
S級升級考試時，和哈比組隊參加S級升級考試。第一關納茲向吉爾達茲認輸，但是吉爾達茲認為他瞭解了「恐懼」而讓他及格。在第二場考試途中，「黑魔導士」瑟雷夫出現在島上。之後闇黑公會「惡魔心臟」為了得到瑟雷夫進攻「天狼島」，他與「煉獄七眷屬」之一的「火神」桑庫洛交手，雖然不斷的挨打，最後仍然靠賭命吸收桑庫洛火焰使出的「龍神的煌炎」將其擊倒。在溫蒂的治療下恢復後，又和烏璐緹雅交戰但之後轉為和露西聯手，擊敗了華院。短暫休息後，在前去和夥伴會合的途中遇上「惡魔心臟」副指揮布魯諾特。一籌莫展之際被吉爾達茲所救。最後和「妖尾最強小隊」一起迎戰最後的敵人哈迪斯（原妖精尾巴的第二代會長普雷西特）。
雖然一度被擊倒，但在拉格薩斯的出現並給予其「雷」的魔力後。雷炎龍的力量逼迫哈迪斯使出封印的力量，大家一度被那非世間所有的魔力完全壓倒。但是在他的鼓勵下，眾人再度鼓起勇氣進攻。而在這關鍵時刻，哈帝斯嚴密保管在公會戰艦上的核心——惡魔心臟被破壞，魔力大減而被露西、溫蒂、格雷和艾爾莎的連續絕招重創。最後由納茲以「滅龍奧義·改·紅蓮暴雷刃」將哈迪斯徹底擊倒。最後和夥伴們一同沈睡於島上長達七年的時間。
X791篇+大魔鬥演武篇（7年後），在黑龍亞克諾羅基亞一戰後七年回歸「妖精尾巴」。之後與馬克斯展開7年之後的交戰，一開始納茲被壓制住，但之後納茲使用了「雷炎龍的咆哮」後嚇倒了馬克斯使其失去戰意而獲勝。但是打贏了之後也因為魔力消耗過多而體力不支。此時哈比提議到波琉西卡那裡去看看有沒有能在短時間內提升魔力的藥（因為天狼組有7年的空窗期）。
但卻得知了其實波琉西卡的真實身分是「伊多拉斯」的格蘭帝列，也見到了波琉西卡將天龍的魔法書交給了溫蒂，納茲等人並在之後返回公會。隨後得知在這七年間舉行了一個菲歐烈全體公會都會參加並進行對戰的「大魔鬥演武」，納茲又得知可以對戰時興奮了起來並決定參加。與露西等人到海邊修行，眾人遇見了7年後的烏璐緹雅、傑拉爾及梅兒蒂，三人請求希望納茲等人能夠幫助他們，令他們可以調查「大魔鬥演武」中奇怪的魔力，因為傑拉爾一行人之前的拜訪，還有之前接受了烏璐緹雅的時間的弧線的幫助後，喚醒了魔力的第二起源而使魔力提升。
「花開之城·克羅卡斯」後遇上了史汀格以及羅格，並得知他們殺了養育自己的龍而感到憤怒。之後被選為「大魔鬥演武」的第一隊參賽者（A隊）而出賽，並參加了第二天的「戰車」（雖然會暈車），不過因為對於夥伴的羈絆，仍獲得了倒數第二名。之後於對戰中與戈吉爾一同迎戰史汀格和羅格，以壓倒性的實力壓著對方打並逼迫對方使出了龍之力，只是後來就將戈吉爾推出了戰鬥圈，獨自迎戰雙龍，並以滅龍奧義·紅蓮暴炎刃擊潰雙龍的聯合攻擊取得勝利。
在之後的七龍戰爭中率先向巨龍展開攻擊，也是第一個打破了困所巨龍的心靈枷鎖並且與其為友的人（主要原因是納茲是伊格尼爾的養子,而伊格尼爾是那隻龍的朋友。所以就把納茲當作了自己的兒子。它說過"吾友（伊格尼爾）之子便是吾之子!"）。最後結合巨龍之力擊敗來自未來的羅格並順便砸壞了月蝕大門。
在「雷神眾」在原評議員亞吉馬的餐廳工作的時候， 闇黑公會「冥府之門」的九鬼門之一暴風雨來襲，並把「雷神眾」的三個成員壓倒性擊倒。正當亞吉馬要被殺害的時候，迷路的拉格薩斯及時出現並把其打敗。只不過暴風雨復活並施展魔障粒子，迫使「雷神眾」狼狽地逃回來。望著病床上的伙伴，妖精尾巴誓要消滅冥府之門。得知九鬼門的目標是原評議委員，納茲、露西、溫蒂、哈比到達原評議委員米凱羅的家，並等到九鬼門另一成員豺狼的到來。
豺狼使用爆炸咒法仍被納兹打倒，但不久又復活，並告訴納兹其咒法可以將碰觸到的東西變成炸彈。於是納茲便爆炸「死」了。但納茲再次站起來，並掌握到令此咒法無效的秘訣，以「雷炎龍的擊鐵」與豺狼戰成平手。之後發現一直在尋找的「老爸」伊格尼爾一直在自己體內（但是納茲本人一直不知道）。他在伊格尼爾與「魔龍」對戰時，受伊格尼爾的委託，要以「絕對不要打開那本書」以及「不可以把它破壞掉」的條件奪走「冥王」手中的「END之書」，報酬為「告訴納茲想要知道的真相」（似乎在暗示納茲與END有著只有伊格尼爾和瑟雷夫才知道的特殊關係）。
在冥府之門篇最後望著和亞克諾羅基亞單獨挑戰敗亡的伊格尼爾並向他訣別，表示要继续前进。
已被瑟雷夫證實納茲本人是END（艾特利亞斯 • 納茲 • 多拉格尼爾，
イーエヌディー / エーテリアス・ナツ・ドラグニル，Etherious Natsu Dragneel ），而END同時也是冥府之門的會長（但漫畫465話瑟雷夫所言，冥王莫爾德只是無意間找到了書而宣是END的旨意才將惡魔聚集起來並創造冥府之門）。
依瑟雷夫所言，納茲本應該是與瑟雷夫一同生活的，但是當時的納茲無論是語言還是文字都不願去學習，因此瑟雷夫便跑去與伊格尼爾商量(雙方是朋友的關係，是在瑟雷夫採集用於研究的草藥時認識的。)，而伊格尼爾說願意教納茲滅龍魔法。因為如此，所以納茲是由「火龍」伊格尼爾扶養長大，並且由伊格尼爾教授文字語言、人類文化以及火焰的「滅龍魔法」(但漫畫415話白龍拜斯羅基亞所言，龍似乎可以改變人類記憶。所以伊格尼爾有可能改動了納茲的記憶，而納茲也完全不記得瑟雷夫的可能性)。在伊格尼爾於X777年的7月7日突然消失無蹤後，為了尋找他而四處流浪，最後加入妖精尾巴。雖然老是吵鬧闖禍，但是為了能再見伊格尼爾一面，自己在私底下很積極的修練魔法。
公會解散了一年以後，似乎到了四處修練，實力顯著上昇，一擊打倒大魔鬥演武的冠軍，回到王都後重遇露西，打算一同到四處召集解散以後的同伴。
與阿爾巴雷斯帝國一戰中， 單人匹馬(納玆+哈比)衝進瑟雷夫的大本營。擊倒一群士兵後，與瑟雷夫對戰。下巴附近也留下了与瑟雷夫对战造成的一道伤痕。期間展現出伊格尼爾留給他的力量-炎龍王模式（花了10个月才完全掌握），带有火龙王“逝者之力”的纳兹差点可以击杀瑟雷夫。
被瑟雷夫告知所有。其實是400年前被選中當實驗品的5個孩子（納茲，戈吉爾，溫蒂，史汀格，羅格）之中的一人，由月蝕之門從400年前穿越過來。
但事後因為長年超負荷的使出魔法，導致體內長了名為抗魔法粒子腫瘤的惡性腫瘤並突然倒下（波琉西卡表示此疾病可致命，而且包括溫蒂及潔莉亞在內整個伊修加爾沒有專治此症的醫生），後來得到當時在場的布蘭緹什協助下以自己的魔法將腫瘤縮小至消失為此，但因此需暫時退下火線休養。直至傑柯夫·雷佐攻入公會時與露西同時出手制止他繼續逼迫梅比斯，因而重新上陣繼續戰事，後來與露西被十二盾的蒂瑪麗亞俘虜在一間小房間，當露西要被割掉眼睛時，突然覺醒變回惡魔END，輕鬆擊敗了蒂瑪麗亞，然後就消失在房間中，後來得知體內的腫瘤並非抗魔法粒子腫瘤，而是他本體END核心的力量。在找尋瑟雷夫時正面碰上格雷。與格雷正面衝突，在馬卡羅夫發動妖精法律而死後，被趕來的艾爾莎阻止。隨後前去阻止為了打倒瑟雷夫而使用絕對冰結的格雷，表示並不想失去格雷，爾後與瑟雷夫正面對決，在瑟雷夫吸收了妖精心臟與時間的魔力後被瑟雷夫貫穿心臟，而拿到END之書的露西為了救納茲，不顧惡魔之力的反噬強制修改END之書，讓納茲免於一死。藉由因公會的羈絆而產生的″情感″的火焰燃燒瑟雷夫剛得到的時間魔法，打到瑟雷夫後將其交給梅比斯處理，在喊了瑟雷夫聲「哥哥」後離開了妖精尾巴公會。离开公会途中，察觉梅比斯已经跟着瑟雷夫一同逝去。之后与露西等人匯合，虽然右手变得完全烧焦。折返公会路上，谈论之后想做的事情的时候突然从露西等人身边消失。
在亞克諾羅基亞吞噬時間的缝隙後，和其他六名滅龍魔導士一同被吸去時間的狭缝中，作为调和自身的需要。当亚克诺罗基亚把纳兹像其他灭龙魔导士一样制作成人柱时，纳兹右手放出了火焰阻止了结晶化，同时唤醒了其余6名被封存的灭龙魔导士，一起與精神体亞克諾羅基亞展開決一死戰，即使有温蒂天空魔法支援卻因其魔法免疫而處於下風完全被压制，而对方一步也未移开。在亞克諾羅基亞說明為何要消滅所有龍後，表示龍也和人類一樣有好有壞。在温蒂协助下聚集其他滅龍魔導士的全部力量于右手而產生七炎龍的力量，當亞克諾羅基亞想以另一隻手阻擋時，才想起左臂已經被伊格尼爾給咬斷了因而被击中。纳兹最后还对他说想得到一切是不可能的，所以我们应该珍惜自己已经获得的东西，自己除了同伴其它的什么都不需要。隨後亚克诺罗基亚承認納茲才配得上当一名王後便消散了。战斗胜利后再和其余6人从天空裂缝出来回归外面世界。
在自己的內心世界与温蒂对话得知，灭龙魔法是由一位叫艾琳的魔導士创造，当时安娜这样告诉过他们。與羅格的對話得知其圍巾是以伊格尼爾的鱗片為原料，再經安娜·哈特菲利亞（露西與蕾拉的祖先）之手織成的。後於結局中得知納茲承认喜歡安娜老師，因此与老师气味相似的露西在一起时很安心。
《百年任务》篇，与露西、艾尔莎、格雷、哈比、温蒂与夏璐璐一起结队挑战位于北大陆「基尔缇纳」“魔阵之龙”公会会长发布的百年任务委托。百年任务，正是纳兹在最终战争篇提及在之后最想做的的事情，因此面对新事物，新环境感到好奇与兴奋。听说任务内容是灭龙以后，变得兴致勃勃。因为曾经打败亚克诺罗基亚，被埃雷夫赛利亚成为完成任务的“最后的希望”。
「封印」水神龙篇时，因为露西提到“封印”可能有其他不同的含义，不一定要与之战斗，稍微有点消沉但是发誓如果对方危及自己的同伴性命肯定会「灭龙」。与水神龙见面与了解以后，认定对方是好人。与噬龙者的战斗结束一段落后，由于变成白魔导士的仆人水神龙在水都失控暴走，其助理人卡拉米露请求纳兹等人杀死水神龙，这使纳兹感到动摇和困惑，纵使觉得卡拉米露的要求很任性还是与夥伴们一起为阻止水神龙与之展开了战斗。战斗中，水神龙的力量实在太强大了，纳兹的炎龙王的崩拳与咆哮甚至灭龙奥义“红莲爆炎刃”都效果不大，即将被水神龙杀死时五神龙之一的炎神龙「伊格尼亚」救回纳兹。炎神龙伊格尼亚告诉纳兹现在的水神龙连原来一半的力量都没展示，虽然炎魔法对上水魔法属性不利但只要足够强大还是存在连水都能燃烧的火焰。并告诉纳兹通过吃下他的火焰可以获得短暂性足以超越水神龙的力量。之后还告诉纳兹自己的目的和另一身份——伊格尼尔的亲生儿子，认为现在的纳兹太弱，希望与变强后的纳兹来一场一方烧至焦炭的殊死战斗，本身极度好战并展示了敌意。纳兹虽然不情愿接受伊格尼亚的帮助，但在同伴劝说下还是吞食其火焰来灭掉艾尔米娜剩下的火。接着，爆发了龙之力，获得超越了足以制服失控水神龙的“燃尽万物”的力量，战斗的样子让在场所有人感到震惊和害怕。连合夥伴的配合下，最终成功击败水神龙。水神龙不能再战斗时，还想继续打下去最后由露西阻止结束。战斗过后，纳兹也想不起吃下火焰以后战斗的记忆和失去这力量。

露西·哈特菲利亞（Lucy Heartfilia）
配音：平野绫（日本）；錢欣郁／林沛笭【最終章】（台灣）；鄭佩嘉【Animax版】／張頌欣【TVB版】（香港）
舞台劇演員：愛加亞由
本作第一女主角，也是本故事的第一人稱，妖精尾巴公會成員，公會紋章在右手背上，顏色為粉紅色。為星靈魔導士，使用星靈魔法。名字露西（英語：Lucy）意思為「光明」，來自當初父母親準備離開原本的商業公會自立創業時，看到公會招牌上的字Lucy，夫妻倆決定如果懷的是女孩子，就將她取名為露西。向往加入「妖精尾巴」，原因請看OAD第四話Memory Days。
外貌甜美，留著金色中長髮（公會解散一年後長至腰部），三圍：B90（G罩杯）/W59/H88。最常見的髮型是在第1話初登場時所綁的側馬尾及七年後的單馬尾。服裝和納茲相比變化較多，不過基本上都是短袖或無袖上衣搭配短裙或短褲，並配戴著紅色愛心形狀的耳環（偶爾會戴金色星形耳環）。腰上有著妖精的尾巴的圖騰的小包，放有星靈鑰匙，且繫著戰鬥用的鞭子，在伊多拉斯篇後半段便開始使用波江座星靈之鞭——星河之鞭。如果衣服在任務的期間因為戰鬥變得破破爛爛的，都會換上處女座星靈芭露歌帶來的星靈界衣服，但是通常又會在接下來的戰鬥中被弄的破破爛爛的。喜欢的食物是优格。
性格開朗且堅忍，溫柔細心且擁有耀眼的笑容，是個難得的高知性魔導士，在眾人陷入困境時，總能在關鍵時刻找出方法解救大家。坚持写日记和写信给过世的母亲。平常脾氣很好，雖然不時會夥伴耍的團團轉或是被捲入麻煩之中也很少生氣，一旦真正動怒的時連納茲跟格雷也不敢惹她，是除艾爾莎之外能阻止兩人吵架的人。其人緣極佳，露西對公會許多人來說是傾訴心事和煩惱的好談話對象，雖然本人沒發覺。在其他公會成員中與蕾比很要好同樣是愛書一族，夢想是以後出一本有關自己在「妖精尾巴」時所經歷的所有冒險的書。独自一人住在女生宿舍以外，房子前有一条运河的月租7万J的位于二层房间（带浴室）里，纳兹等人经常闯入变得热闹（露西一开始相当吐槽这一点）甚至成为聚居地。会为每月付房租而烦恼之后开始找委托，虽然后来知道有公会提供宿舍但是费用更高而放弃。
受到母親蕾拉的影響，對於眾星靈都相當尊重溫和，並且愛護他們，以「位」作為計算的單位，而不是「個」，因此備受星靈們的愛戴。雖然自身戰鬥力比起主角群差，但卻有比起一般星靈魔導士，更有大量稀有星靈，來維持逆天的能力。
通常召喚系的魔導士本體都很脆弱，但是露西卻克服這個障礙。從小被授予魔法的時候也被教導一些體術，所以在戰鬥時能與星靈一起並肩作戰，也因她不把星靈當作擋箭牌，較所有星靈魔導士中最為突出。
露西的金髮和容貌皆遺傳自母親蕾拉，露西她喜愛並珍惜星靈的心也是繼承自母親，而且如果特地換上同樣的衣服和髮型的話，母女倆可說是一個模子打出來的。露西小時候因為承受不了父親的嚴厲，離家出走。之後在哈魯吉翁差點被冒牌火龍騙時碰巧被正在尋找伊格尼爾的納茲所救，並在納茲的帶領下成功加入妖精尾巴。
活潑開朗的個性使自己很快的就融入了公會裡。此外露西也是個具有強烈好奇心和自己的主見的女孩，而且擁有非常會替他人著想的一顆心，所以雖然資歷還很淺，但是因為她非常重視夥伴跟朋友的個性，讓她很快的就融入了公會這個大家庭中。
在加入妖精尾巴沒多久就跟納茲和哈比組隊，因為鐵之森事件加上了格雷和艾爾莎後被稱為妖精尾巴最強小隊，在六魔將軍事件後小隊又加入了溫蒂和夏璐璐。
為了得到黃道十二宮的金鑰匙而和納茲、哈比以及前來阻止他們的格雷違反規定接了迦爾納島的S級任務，並在任務中打倒了企圖讓惡魔戴利歐拉復活的其中一人「潔莉」，同時學會了強制關門，在精疲力竭的情況下被潔莉的寵物安潔莉卡攻擊時被前來帶他們回去的艾爾莎所救，任務結束後得到人馬座的鑰匙。
幽鬼對妖精尾巴發動戰爭的時候因為自己是戰爭的導火線而感到十分自責，但是在事情平安落幕之後，她和公會夥伴間的牽絆也因著這次考驗變得更加堅強。
待补充乐园之塔，公会内战篇表现<-->
她同時也受到星靈的喜愛並同樣愛著星靈，在跟六魔將軍的天使戰鬥時，因為變成露西的樣子而得知露西是真的深愛著星靈的傑米利即使受到天使的命令也不忍心攻擊露西，並在破壞涅槃時靠自己的意志強制開門來幫助魔力耗盡的露西。
在S級升級考試時得知卡娜是吉爾達茲的女兒和卡娜打算在沒通過這次考試時離開公會後與卡娜在考試組成搭擋，在惡魔心臟的襲擊裡與納茲一同擊敗煉獄七眷屬的華院，後來與同伴一同打倒惡魔心臟會長哈迪斯，結束與惡魔心臟的戰鬥後替卡娜製造和吉爾達茲獨處的機會(將在吉爾達茲旁邊的納茲和哈比強行拖走)，幫助他們父女倆相認，後來因亞克諾羅基亞的襲擊而在天狼島被封印七年。
從七年的沉睡中醒來後發現妖精尾巴在這七年衰弱成最弱的公會並得知父親去世的消息，之後透過父親寄給她的信知道父親對自己的愛後才發覺自己也愛著父親並對父親的過世流下眼淚。
在動畫原創故事星空之鑰篇中提到露西在小時候時的一段回憶，在一次的生日中得到父母親送給洋娃娃（米歇露），曾把它當作親妹妹來看待還用花和紙做許許多多的衣服，後來因為母親去世的緣故，一看到看到米歇露就想到媽媽而感到非常痛苦於是就完全沒有再理會。父親看到後把它放在閣樓裡並也請求還是娃娃狀態的米歇露能再次當露西的妹妹。米歇露就一直在閣樓裡等待露西的歸來，反而等到一個不速之客——首腦二世（午夜），首腦二世（午夜）為了利用米歇露把它變成了人，成為新生六魔將軍的一員，為了收集無限時鐘而行動。伊米泰希雅便偽裝成米歇露，幫露西的爸爸工作（米歇露後來很後悔欺騙了露西的爸爸），露西的父親去世後，米歇露帶著掛鐘的零件「指針」來到妖精尾巴找露西（其實是利用露西等人收集掛鐘的零件），之後因為米歇露的家鄉被毀而無處可去，被露西好心收留，並在妖精尾巴裡工作。
露西也因為米歇露的出現而多一位家人，兩人就像親姐妹一樣，感情很好，即便後來得知米歇露的真實身分是新生六魔將軍的一員的伊米泰希雅，露西依然很相信米歇露。伊米泰希雅後來在得知被二代首腦〈午夜〉欺騙後，意圖想解救已和無限時鐘融合的露西而被首腦二世〈午夜〉變回洋娃娃，露西也因此想起以前和米歇露在一起的回憶，露西也在時間中再次見到了米歇露，米歇露也道出一切事情的真相，最後兩人便一起解除掉受到百年沈睡的星靈魔導士們身上的詛咒也從無限時鐘中被解放出來，之後回到家裡將留在閣樓中的一張全家福修好並告訴父母自己不會再覺得孤單，因為自己已經有妖精尾巴裡眾多的夥伴，最後也感謝父母給她一個最優秀的妹妹——米歇露。
為了在大魔鬥演武中獲勝讓妖精尾巴再次成為菲歐列最強的公會展開修行卻因為星靈王的招待使他們沒有時間，之後在烏璐緹雅的幫助下，露西的第二魔法源被開啟，實力大增，可以使用雙重開門，讓星靈互相搭配使用合體魔法。在大魔導演武的對戰中，因自身魔力大大提升的關係，不但學會了「雙重開門」，更能利用雙子座星靈傑米尼複製出的分身，使出超星靈魔法「全天星辰」。
在大魔鬥演武中以妖精尾巴A隊的成員出場，在第一天的決鬥與大鴉尾巴的芙蕾雅交戰，本來在一開始佔上風卻因為對方以阿絲卡的性命作為威脅還有大鴉尾巴的歐普拉的場外支援而敗下陣來。在第二天晚上因為不忍心奪走雪乃與星靈的羈絆而拒絕收下雪乃打算託付給自己的最後兩把金鑰匙。在第四天的競技項目努力保住第二名卻被劍咬之虎的米涅露芭給重創使妖精尾巴和劍咬之虎正式開戰，在雙人決鬥前對納茲說從進公會開始就一直相信著納茲並相信納茲最後一定會獲勝。

冥府之門篇時, 因喜悅發動險被冥王的咒法「喜悅」而石化（萬分之一概率發生）。在與豺狼一戰中雖然成功發動「三體同時開門」，同時召喚芭露歌、雷歐及阿葵亞但仍不敵，最後不得已毀掉水瓶座阿葵亞鑰匙作代價發動「 代償召喚術 」召喚出星靈王 得以拯救因「喜悅」而石化的同伴。並以水瓶座的星靈衣會的狀態使用「'水文史話」秒殺豺狼然後展開水性防護罩。
在妖精的尾巴解散的一年間，一開始由於所有事情（包括納茲外出修行和第二天收到公會解散等）難以接受露西情緒低落了好些日子，不過還是嘗試向自己的道路前進。這段時間她搬到王都弗羅卡斯，一直在索拉拉周刊記者傑森手下做事，一開始是寫真模特而再到編輯（見習），同時試著尋找著同伴們的下落，而且通過自身的修練，學會了新的魔法- 星靈衣（馬卡羅夫也對露西如此成長而刮目相看）而「 水瓶座星靈衣 」鑰匙毀損也可以發動（受惠於星靈王將阿葵亞的魔力轉換成露西的魔力）。
最終戰爭篇，與闖入自己家的布蘭緹什展開一場“赤裸之戰”。得知布蘭緹什與自己的母親有所某種聯繫。之後與卡娜在公會留守一起看守失去意識的俘虜布蘭緹什。解除了馬林意圖殺害布蘭緹什的危機後，聽布蘭緹什在醫務室講起其與自己母親的故事。布蘭緹什趁此機會反擊露西，此時阿葵亞及時出現，阻止了兩人打鬥並親自講解布蘭緹什與蕾拉之間恩怨的真相。誤會解開以後，露西與阿葵亞約定再次尋找阿葵亞的鑰匙，露西也找到了以後想去做的事情。由於納茲突然昏厥，露西變得擔心納茲的身體狀況。 12盾之一的傑柯夫來到了公會，還把公會除了露西、納茲、哈比以外同伴全部利用空間魔法變走，三人則被時鐘座霍洛洛奇姆及時出現解救。為救初代和公會同伴，與醒來後的納茲共同對戰傑柯夫。運用雙子座的複制能力，成功解除傑柯夫的空間魔法，救出所有公會同伴。最後由納茲擊敗了傑柯夫。布蘭緹什出面，帶露西等人一起與魔導王歐加斯特一起談判，可惜因同行的梅斯特篡改了布蘭緹什的記憶，導致歐加斯特爆發了魔力差點被吞沒。後來Universal One發動，與納茲，哈比一起被分配到別處。之後與格雷等人匯合，重新調整以後向公會方向出發。面對印貝爾中途，與納茲、哈比一起被布蘭緹什強行帶走。因布蘭緹什不知不覺與露西等人感情交好，感到迷惑時決定與露西做個了斷。露西使出全力迎戰布蘭緹什，中間蒂瑪莉亞介入，重創布蘭緹什還俘虜帶走了露西納茲二人。蒂瑪莉亞在地下室打算割掉露西雙眼，露西寧死不怕。等露西清醒過來，蒂瑪莉亞已經倒下，納茲卻不知所踪。露西找到納茲時，納茲體內的火焰開始虛弱下來。納茲沉睡期間，與哈比一起用身體為之取暖。艾琳被擊敗的同時，納茲終於清醒過來，露西等人也被傳送回露西的家重新向公會出發。聽從梅比斯要求暫時撤離公會後，露西從梅比斯手上得到其逃離公會時順手取來的“END”之書，和格雷、哈比一起翻閱以後發現納茲的信息，打算重新改寫。雖然這是觸犯禁忌的行為，一度還被書中惡魔之力反噬，不過多虧格雷擁有的滅惡之力，身上的紋樣消失。露西最終成功改寫，改變納茲會在瑟雷夫死後一起消失的結果。接著，吞噬時間狹縫而分裂成精神和軀體兩部分的魔龍亞克諾羅基亞重現，到處破壞。被艾爾莎告知納茲消失後仍活著。與眾魔導士商量後露西提出一個計策，然後露西與蕾比、弗里德以及艾克希特小隊和馬卡羅夫來到了公會圖書館翻閱書籍，經過震動後終於發現初代留下的記載三大超魔法之一的“妖精之球”的魔法書，與此同時讓一隊人馬誘導亞克諾羅基亞至港口哈魯吉翁，在那裡聚集盡量多的妖精尾巴成員，通過手牽手發動（和天狼島發動魔法時一樣）“妖精之球”封印困住亞克諾羅基亞肉體。發動後，亞克諾羅基亞肉體被關在球體內部，但球體很快就支持不住，魔力不足夠時，梅兒蒂帶來連接來自全大陸魔導士的魔力來匯集與此，艾爾莎、格雷等公會成員也一併把魔力給了露西，於是妖精之球成功發動把亞克諾羅基亞封印在球體內。最後，亞克諾羅基亞成功被消滅。
一年後，露西獲得凱姆·薩雷恩文學獎新人獎，邀請了公會全部成員參與慶祝會。還出版了新的小說《伊麗絲的冒險（イリスの冒險）》，主人公的原型是露西本人。在酒會上，發現可能是初代會長梅比斯的和瑟雷夫轉世的米歐和艾利歐斯，兩人愉快地交談，再續前緣。最後，還與納茲等“最強小隊”成員一起以”百年任務”挑戰出發，開始一段全新的旅程。
《百年任務》篇時，一開始對於百年任務是否能夠平安完成感到憂慮，但在芭露歌的提示之下還是答應了接受。對於埃雷夫賽利亞作為完成任務的回報，想起了水瓶座的鑰匙但還沒做出決定。在艾爾米娜的海面上，與布蘭緹什短暫相遇。在對戰水神龍時，看見吞噬炎神龍火焰後的納茲感到害怕，最後通過背後抱住納茲才使他冷靜了下來。

- 星靈魔法：持有星靈鑰匙，可召喚星靈用於戰鬥。要使用星靈魔法必須先通過鑰匙與星靈定立主僕契約，詳細約定召喚契約條件並不得違背契約內容。該魔法只能由契約主召喚，其他人無法使用，除非契約主死亡或者被捕方可解除契約另找主人。不是所有的星靈都擅於戰鬥，要能因應戰況召喚最適合的星靈應戰，在戰鬥的靈活度上，星靈魔法可說是出眾的魔法，星靈魔導士的強弱在於其魔力的多少，魔力越多，就可以讓召喚出的星靈在人間界待得越久，但也不是說有多少魔力就可以持續召喚某星靈多久，時間到了星靈也要返回星靈界。露西原本跟大多數的星靈魔導士一樣用「個」（日語：體）的單位來計算星靈，但在經歷過洛基與涅槃事件之後，改用「人」的單位了。星靈鑰匙可分為兩大類。能在魔法商店買到的銀色鑰匙為普通等級，同一星靈能被多於一位星靈魔導士持有。能召喚出黃道十二宮的金色鑰匙則是全世界僅此十二支的珍貴鑰匙。在菲歐烈王國將軍阿爾卡帝歐斯策劃的「日蝕計劃」裡，星靈魔法是不可或缺的一環。目前露西持有10把金鑰匙[12]&5把銀鑰匙。

-   - 強制關門：一般而言需要星靈與主人雙方同意才能關門返回星靈界，若主人魔力足夠強大或通過特製道具（非星靈魔導士也能使用）就能單方面遣返星靈界，一段時間不能再召喚。
  - 波江座之鞭（星河之鞭）：一開始只是普通的皮鞭，在伊多拉斯篇時，以芭露歌所帶來的不消耗主人魔力的星靈“波江座”，水屬性的星之大河，取代原本因故遺失的皮鞭。
  - 雙重開門：七年後實力大增，可以使用強大的星靈魔導士才能用的雙重開門，同時召喚兩隻星靈，增加戰鬥的靈活性。
  - 三重開門：同時召喚芭露歌、雷歐及阿葵亞，但需要消耗相當大的魔力。
  - 代價召喚術：以破壞一把金鑰匙為代價（阿葵亞）來召喚無實體鑰匙的星靈王。

- 星靈衣：可使用持有的黃道十二星座各個星靈的的特有力量屬性及部分魔力，身上某處會有各個星座的紋章。露西先前有跟米拉學習接收魔法，將星靈的力量與自身結合而產生全新的接收星靈魔法。
  - 水瓶座型態：上身兩點式泳裝，鎖骨處出現與阿葵亞相同紋身；下身熱褲，涼鞋，整體綠色風格。雙馬尾造型。最早出現於“冥府之門”篇（當時還沒有提出星靈衣概念）而且自動產生水之防護罩。
    - 水文史話（水瓶星辰）：可以將大地液化及發出水波浪攻擊對手。

  - 獅子座型態：黑色晚禮服，裙擺及手袖尾端呈波浪形。盤髮造型及裙擺左短右長，方便進行格鬥與移動。能用光屬性魔法攻擊敵人。獅子座記號出現在右胸上。
    - 獅心星露西飛踢：帶著光屬性的踢擊。

  - 處女座型態：黑白色女僕裝，雙馬尾造型/泳裝，能挖地洞突襲對手。處女座記號出現在右肩上。劇場版2中也有出現。
    - 地洞：讓指定地點出現地洞讓敵人掉落。

  - 金牛座型態：西部牛仔，頭髮捲成左右丸子造型，衣著暴露，脖繫鈴鐺，上身僅穿奶牛花紋胸罩，黑褲露出一條腿和腰包，腰帶上有金牛座的記號，手持鞭子。繼承力氣強壯優點。
    - 露西鐵拳：以星靈衣賦與的怪力快速打向對方。
    - 大地的波動：用鞭子揮向地面製造出波動。

  - 射手座型態：草綠色射手緊身衣，單馬尾造型，手持金色弓箭。射手座記號出現在左肩。劇場版2中也有出現。
    - 群星射亂：可以一次射出許多魔法弓箭。

  - 牡羊座型態：粉白色羊毛盤角絨毛裝，款式同阿莉耶絲，雙馬尾，黑白條紋褲襪。能用羊毛魔法。牡羊座記號在左肩上。
    - mofumofu（もこもこ）：召喚一團棉花包裹對手，可以打斷魔法的詠唱進行。

  - 雙子座型態：藍白兩色左右對稱小丑造型，能用複製魔法。
  - 天蠍座型態：戴黑色髮圈（上有天蠍座記號），紅黑色為主調長馬尾穿鎧裝造型，腰後有一段模仿蝎子尾巴的鍊子。在沙暴裡快速攻擊對手。
    - 沙子剋星·改：露西在天蠍的沙子剋星移動和攻擊。

  - 巨蟹座型態：水藍色和白色為主色，長雙馬尾束的中國風長衫造型，胸前衣服有巨蟹座的記號，紅腰帶黑褲襪。雙手持紅色雙刀（來自剪刀的兩刃），快速切割對手。
  - 魔羯座型態：頭上羊角，項圈系鎖鏈連接上身，雙麻花辮髮型紫黑色抹胸裝長袍巫師造型，戴著墨鏡能抵擋眼魔法，初登場在《劇場版2：龍泣》，續篇漫畫第38話裡才正式出現。

- 星靈衣合體：在百年任務篇，同時能使用兩種星靈力量融合成衣穿在身上，不過還是沒辦法發揮兩個人原本力量。如果在此情況下使用合體魔法會消耗極大的魔力，而合體星靈衣的持續時間亦會相對大幅縮短。
  - 獅子座×處女座型態：盤髮造型，星靈衣結合了晚禮服、女僕裝而形成的妖精造型，裙擺前短後長，背部有三對像妖精般的透明翅膀。左手背有獅子座及處女座紋章。
    - 雷恩 = 梅伊登：雙手交疊召喚獅子座α的光芒與處女座α的光輝般的星辰擊向地面。威力稍弱於全天星辰。此招式會消耗極大的魔力。

  - 水瓶座×天蠍座型態：綁兩支馬尾，水瓶座泳裝造型，手臂及膝蓋以下皆裝備天蠍座鎧甲，背部裝有蠍尾炮。腰帶上別有水瓶座和天蠍座的記號徽章。
    - 水文風暴：沙結合水的雙屬性魔法，威力及破壞力極強。此招式會消耗極大的魔力。

  - 雙子座×水瓶座型態：此型態只能維持16秒。能夠用水做出無數幻影，更能夠獨自施展三位一體的超魔法神之飛臨。

- 超魔法
  - 全天星辰（星圖史話）：星靈魔法之一，先唸出詠唱文，將敵我拉入星辰異空間中，再用全天八十八星座的巨大力量發動必殺一擊。原為露西經由青色天馬的希彼基以古文書傳授，僅能使用一次的超魔法，後來魔力提升已經可以單獨使用。威力之強一擊就足以重創六魔將軍的天使、冥府之門的豺狼。
    - 詠唱文：「測天開天　召來所有星辰　集合所有光芒　現身於眼前　四書啊　吾乃眾星辰支配者　全方位開放所有荒蕪之門　全天八十八星　開光　全天星辰！」。

  - 神之飛臨：古代星靈魔法之一，早已被遺忘的古代超魔法，先唸出詠唱文，讓所有在天空裡綻放光芒的群星們降臨，匯集發射一道光柱消滅敵人。与翡翠、雪乃的合体使用，破壞Liberum Venus日蝕儀式的天球儀。
    - 詠唱文：「吾等祈求群星　降臨來自上天之手　照亮吧　為這個世界　為這片大地　請伸出您的御手　為其照亮閃耀光芒　川流而降　為照亮吾等腳下而光臨　神之飞临」。

  - 妖精之球：妖精尾巴三大魔法之一，絕對防禦魔法，是傳說中的超魔法。利用強大的魔力凝聚製造出守護聖球，保護球體包覆範圍內一切人事物不受外敵所侵害的防禦魔法。在魔法解除之前，被保護對象的時間會被封印凍結。連魔龍亞克諾羅基亞的咆哮都可以抵擋。

- 合體魔法
  - 黃道十二宮召喚：和雪乃關上月蝕大門時使用，能同時召喚出所有黃道十二宮的星靈。
  - 水星攻擊：茱比亞與露西星靈水瓶座阿葵亞的合體魔法，產生大量的水使敵人無法脫困。
  - 風沙暴：溫蒂與露西的合體魔法攻擊，溫蒂的天龍的咆哮和露西的天蠍座星靈斯科皮歐的砂暴，產生雙重龍捲風攻擊。
  - 沙暴之斧阿爾德巴蘭：露西星靈天蠍座斯科皮歐和金牛座塔羅斯的合體絕招，塔羅斯將斯科皮歐的沙子纏繞斧頭揮出將敵人擊飛。

- 召喚魔法：「水神龍」梅爾克佛比亞恢復理智後，把能夠召喚自己的「水神龍之鑰」贈予露西。使用者能透過鑰匙召喚「水神龍」戰鬥。

哈比（Happy）
配音：釘宮理惠（日本）；傅其慧／林美秀【最終章】（台灣）；賴芸芬【Animax版】／魏惠娥【TVB版】（香港）
翼之魔導士，天生就能飛也會說人話蓝色毛皮的小猫，眼睛無高光漆黑，口头禅是“哎”，實際身份是伊多拉斯的艾克希特。背上常常背著一個綠色包袱，裡面裝的都是魚（战斗时作“鱼锤”使用），但战斗能力低。常常嘴里叨念着鱼，想要的礼物也是鱼。冥府之门篇时，差点被弗兰马尔斯吸收灵魂靠着想着鱼和夏璐璐夺回自主意志。喜欢夏璐璐，把鱼当作礼物送给夏璐璐但被拒，后来夏璐璐见识哈比在伊多拉斯世界表现的勇气后开始产生好感，接受哈比的鱼来振作精神。觉察其他接近夏璐璐的艾克希特时神情会变得和茱比亚一样，产生“情敌”意识。会初级变身魔法（番外篇米拉传授）但仅头部变成功过露西的模样，相对地纳兹成功变化过露西的全身。
他是從納茲撿回來的龍花纹蛋裡出生的，纳兹以为会是龙蛋而捡回来，從那時起就一直黏在納茲身邊，不過也常會發生小爭吵（通常是因為魚）。總是一起執行任務而且還住在一起。雖然本身沒有什麼戰鬥能力，但是常常在戰鬥時刻能夠用翼之魔法幫助納茲追趕敵人或是進行空中戰。也能在戰鬥中給與納茲一些建議。常常不會看氣氛的發言或行動，雖然容易帶來歡樂卻也容易造成添亂的情況。
除了納茲之外，關係最要好的是露西，雖然常常會對露西做出有些類似惡作劇的行動或發言，又經常跟納茲一起來鬧露西。哈比也經常跟露西一起作戰（當納茲不在時，哈比跟露西一起對付艾巴爾及妖精尾巴之戰中對付畢可斯羅）。當哈比看到男女間感情曖昧時，常會吐槽說兩人之間「有一腿/有姦情」。對格雷倒是沒有像納茲一樣的死對頭對抗心理，不過對艾爾莎的態度和其他三人一樣是敬畏三分。
OAD中，夏璐璐喝醉後，常被當成其坐騎。
在六魔將軍討伐戰中對妖貓之宿派出的代表溫蒂的搭檔，同屬貓族的傲嬌女性夏璐璐一見鍾情。之後就一直很努力想和她進一步交往，但是都遭到拒絕。之後在妖精尾巴連同馬格諾利亞鎮一起被阿尼馬吸到異世界伊多拉斯去之後，他才從夏璐璐口中得知自己其實是來自伊多拉斯。隨後為拯救公會夥伴而帶著納茲穿越阿尼馬來到異世界，並且和納茲、溫蒂和夏璐璐一起找到異世界的妖精尾巴，還意外的發現已死的莉莎娜。
在回到艾克斯達利亞王國後，得知自己的種族艾克希特（EXCEED，或譯為超越者）在伊多拉斯是倍受崇拜和敬畏的一族。大臣告知他和夏璐璐都是「神」派到異世界亞斯藍德去消滅滅龍魔導士的100個艾克希特之一，但是因為某些通訊BUG，完全不瞭解自己的使命。不過哈比堅持自己是妖精尾巴的魔導士，絕對不會背叛納茲這個夥伴而帶著夏璐璐一起逃走。也終於讓夏璐璐願意叫他哈比（之前都是叫公貓）。之後在躲避禁衛軍追捕時意外遇到自己未曾謀面的父母。（動畫第84話）
在得到父母（拉奇、瑪露，哈比的模樣遺傳自母親）的鼓勵後，哈比和夏璐璐一起飛到王都去拯救夥伴。並且和族人一起阻止了伊多拉斯王毀滅艾克斯達利亞的計畫，最後所有艾克希特都被逆轉的阿尼馬送到了亞斯藍德。也從女王和長老口中得知當時將未出生的哈比等孩子送往異世界是為了躲避王國的毀滅，但因為不能告知國民真正的理由而謊稱是為了殺死滅龍魔導士。而100個孩子中只有夏璐璐因為自身的預知能力而誤認為有這個使命。雖然一直到族人去尋找在亞斯藍德的新住所而道別前都未能認出自己的父母，但是很喜歡他們身上親切的味道。
哈比被納茲選為「S級魔導士晉級賽」的搭檔，第一戰就迎擊吉爾達茲（其實只有納茲在迎擊，哈比則在一旁看戲），其後與「惡魔心臟」一戰時，與夏璐璐、龐沙·利利一起潛入惡魔心臟的船上，並破壞哈迪斯嚴密保管在公會戰艦上的核心——惡魔心臟，是納茲等人戰勝哈帝斯的關鍵。面對黑龍亞克諾羅基亞一戰後七年回歸妖精尾巴。和納茲跟着露西來到商業公會「Love&Lucky」找露西的父親，但卻得知了露西父親已去世的消息……
提議眾人到波琉西卡那裡去看看有沒有能在短時間內提升魔力的藥（因為天狼組有7年的空窗期）。但卻得知了其實波琉西卡的真實身分是伊多拉斯的格蘭帝列，也見到了波琉西卡將天龍的魔法書交給了溫蒂，納茲等人並在之後返回公會。隨後得知在這七年間舉行了一個菲歐烈全體公會都會參加並進行對戰的「大魔鬥演武」。與納茲等人到海邊修行，後來3個月後（因為去了星靈界一天，回到人間已過了三個月）眾人遇見了7年後的烏璐緹雅、傑拉爾及梅兒蒂，三人請求希望納茲等人能夠幫助他們，令他們可以調查「大魔鬥演武」中奇怪的魔力。參加營救露西小隊。
冥府之門篇中，在納茲打敗豺狼後打算自爆時，及時地把他帶向天空爆炸，不過自己卻是帶個爆炸頭回來。納茲被席爾巴結凍時，自己迅速飛離並告知蕾比冥府之門所在地。艾爾夫曼引發公會的爆炸後，帶著卡片化的公會成員，和夏璐璐與利利一同突襲公會向上方的冥府之門。
公会解散以后，与纳兹一起踏上四处修行的旅程。一年后，外表除了多了一件小外套自称自己的实力（对鱼的忍耐力）也提高了许多。蛇鬼之鳍引发骚动时，一度被洁莉娅借走引发纳兹生气得把洁莉娅衣服烧毁。参与营救马卡罗夫的一份子。
最终战争篇时，作为飞龙队一份子与阿尔巴雷斯先遣部队交战。后与纳兹单人匹马来挑战帝国大部队里的头目瑟雷夫，得知纳兹原来就是END以及与瑟雷夫的关系——只要瑟雷夫死亡，纳兹也会跟着死去。变得十分担心纳兹，在纳兹即将结束瑟雷夫性命时及时拉回了纳兹，不希望自己的好朋友跟着死去。双手因此被烤焦变得发黑。之后哈比运送失去意识的纳兹回到公会，与露西一起在纳兹身边守候，同时思考着如何不让纳兹跟随瑟雷夫失去的方法。杰柯夫之后来到公会，参与对抗之的一份子。由布兰缇什带领，准备与12盾之首欧加斯特谈判时作为坐骑，被前者变大带领纳兹、露西、梅斯特、布兰缇什一起出发。最後因梅斯特強行植入要殺死歐加斯特的記憶給布蘭緹什而導致谈判破裂，差点被欧加斯特的魔力吞噬。後來艾琳发动Universal One時，与纳兹、露西在被隨意分配到某處，之后与格雷等同伴汇合。
纳兹与格雷战斗以后失去意识期间，与露西一起用身体为之取暖，希望纳兹醒来。艾琳战败后，重新回到了露西的房间，准备以公会为目标再次出发。最终对决亞克諾羅基亞时，艾克希特小队与露西等一起来到在公会图书馆找到初代留下记载“妖精之球”的魔法书。接着哈比带着露西，利利带着弗里德，夏璐璐带着蕾比一起往港口镇哈鲁吉翁飞驰出发实行作战计划。与公会其他人通过手牵手一起传送魔力给露西展开“妖精之球”封印亞克諾羅基亞。

格雷·佛爾帕斯塔（Gray Fullbuster）
配音（青年時期）：中村悠一（日本）；孫誠／于正昌【最終章】（台灣）；黎景全【Animax版】／劉奕希【TVB版】（香港）
配音（幼年時期）：喜多村英梨（日本）；馮嘉德／林沛笭【最終章】（台灣）；伍秀霞【TVB版】（香港）
舞台劇演員：白又敦
本作第二男主角，創作來源名字是取自作者上一篇作品《聖石小子》中的人物的名字「哈魯·葛羅利」（ハル・グローリー）姓氏Glory →「格雷」（Gray）。
職業為冰之造型魔導士、冰之滅惡魔導士（漫畫第394話開始）。
有著黑色頭髮和灰色眼眸的英俊少年。服裝多為長袖衣褲加長外套。因為修練造冰魔法時養成了裸身習慣（師傅烏璐教導說要用肉體去感覺自然界的冰之氣息）常被身旁的人說他是暴露狂，在公會裡甚至在大街上都會在不自覺及自己沒察覺留意的情況下脫到只剩內褲甚至自己全裸都不知道，評議會還多次因為他對妖尾發出妨害風化的警告。
因為少年時經歷的嚴格鍛鍊，肌肉結實及健美。另外脖子上總是掛著一條繫著小銀十字劍的項鍊，和聖石小子中的哈魯所持有的聖石如出一轍，據本人所言，是從街邊小档買来的（貌似是《聖石小子》中从姆吉卡工坊流出的仿制品）。身上两腹侧分别有伤痕，右边的伤疤是与冬将军一战中留下的，因穿伤累至左背侧结疤（茱比亚对应位置也有相似的伤痕），左侧较大的伤痕是在天狼岛时与乌璐缇雅一战后留下。
在遇到無法容忍的事情（例如夥伴或是公會受到傷害）時，也會和納茲一樣變的滿腔熱血，勇往直前。基本性格和所使用的魔法一樣。在戰鬥中經常能保持冷靜並做出機智的判斷，配合精湛的魔法技術來戰勝敵人而非像納茲那樣靠蠻力猛攻。由於修練的是造型魔法，因此想像力跟創造力都很優秀。
在妖精尾巴最強小隊中，和露西、艾爾莎同樣屬於智慧派。不過有時也會做出沒常識的舉動（露西剛到妖精尾巴時他因為內褲被納茲搶走而跑去向她借）。很容易得到女孩子的好感，但是對於異性的感覺似乎相當遲鈍。
俗話說冰火不容，格雷和稍晚加入公會的納茲是長年的冤家對頭。兩人小時候一見面總是馬上吵起架來，不久之後就會開始大打出手。二人的對立實際上已遠遠超過雙方魔法冰與火的對峙的範疇。到現在兩人都已經成年了，情況還是沒多大改變。但其實二人都是公會中的精英，也是惺惺相惜的好對手，十分在意彼此的戰績，兩人間既有合作也有競爭。值得一提的是，格雷曾經三度企圖使出會令施術者死亡的魔法「絕對冰結」時都是被納茲阻止的。同一時期加入的艾爾莎是他們至今不論單挑還是二對一都沒贏過的剋星。如今艾爾莎已經變成他們的死穴，當她在場時，他們會立刻裝成最要好的朋友。格雷小時候請卡娜用占卜算出他最幸運的一天。結果那天正好是艾爾莎加入公會並和他第一次見面的那一天。說起向艾爾莎挑戰的歷史，格雷可是比納茲還要早。不過同樣從來沒贏過。之後有一次再去找艾爾莎挑戰時，意外看到她在獨自哭泣而臉紅，之後以此為契機和艾爾莎親近了起來。也讓艾爾莎開始願意接近公會同伴們。
露西跟著納茲一起到公會後不久就馬上見識到他的另一面以及他跟納茲的關係。之後第一次組成妖尾最強小隊時露了一手給露西瞧瞧。最後還讓她見識到足以和納茲及艾爾莎匹敵的實力。由於思想在小隊中跟露西一樣較為正常，所以常與露西一起吐槽。有時候甚至會代替露西來吐槽，但是吐槽功力被哈比批評為只有半桶水（與露西比起來）。另外，在六魔將軍篇據雙子座傑米尼所言，似乎對露西有點好感。（傑米尼可以知道被複製的人的樣貌、記憶和能力) 而且對於露西也頗有關心。
內心中最大的陰影是在十年前（X784年起算），瑟雷夫所創造的不死惡魔戴利歐拉在一夕之間將自己居住的城鎮徹底毀滅的大災難。倖存下來的格雷變成了孤兒，被當時路過的烏璐收留，之後為了報仇而拜烏璐為師修練冰之造型魔法。但是急於報仇的他等不及修練完成就前去向惡魔挑戰，結果是讓自己和師兄利昂都陷入生命危險之中。最後烏璐為了保護最愛的兩個弟子，犧牲性命使出冰系終極魔法「絕對冰結」封印了戴利歐拉。他也因此和一直立志要超越烏璐的利昂結下了深仇。師兄弟分道揚鑣後，格雷按照烏璐說的話往西方旅行。最後落腳在妖精尾巴，成為公會中的少年新成員。
鐵之森篇，擊敗了鐵之森的卡伽亞馬。
迦爾納島篇，在納茲為了證明自己的實力，擅自和哈比跟露西去挑戰詛咒之迦爾納島的S級任務時，他自告奮勇去把他們帶回公會，最後反而一起被帶到島上去。但也因此發現了師兄利昂打算解除師傅烏璐對惡魔戴利歐拉施加的冰之封印的企圖。雖然剛碰面時，格雷因為內心的罪惡感被利昂打的體無完膚，但是最後靠著納茲、露西及後來出現的艾爾莎的幫助擊敗了利昂和他的手下，惡魔幸運的自我消滅，也成功的破除島上的詛咒。在離開島上之前也化解了師兄多年對他的怨恨。
幽鬼篇，在幽鬼與妖尾間的戰爭中，格雷在納茲之後和艾爾夫曼一起殺進幽鬼公會魔導巨人中。他單獨遭遇到幽鬼的水元素使茱比亞，對方似乎一開始就被他煞到，之後又因為他的冰魔法和自己的水魔法調性很合而更加愛慕他。最後在格雷成功將氣到沸騰的她冰凍起來，讓她第一次見到美麗的晴空後，他就此成為茱比亞心目中的真命天子，茱比亞也因此在戰爭結束後對妖精尾巴產生了嚮往，最終在樂園之塔事件後加入公會，正式開始了對格雷熱情的追求。
樂園之塔篇，先與西蒙產生激戰，貌似被殺死，但其實是被茱比亞保護，後擊敗特別游擊部隊「三羽鴉」梟。
六魔將軍篇，和利昂一起與六魔將軍雷射展開激烈交戰，因為雷射的驚人速度二人合力還是陷入苦戰，這時利昂用自己的智慧分析出敵人的弱點並告訴格雷，最後使出「超級結凍冰箭」擊敗雷射而贏得戰鬥勝利，之後和眾人一起同時破壞支撐「涅槃」的魔水晶。
伊多拉斯篇，擊敗第四魔戰部隊隊長修格波伊，複製龍鎖砲鑰匙，後與眾人阻止魔水晶撞上艾克希特的島。事件結束後和同伴一起回到原來的世界。
在天狼島上S級升級考試時，選了洛基作為搭檔，且在第一階段成功擊敗了梅斯特和溫蒂的組合。後和惡魔心臟大戰時遇上烏璐緹雅，之後識破了烏璐緹雅的謊言，救出差點死在她手上的茱比亞，最終擊敗烏璐緹雅。最後與哈迪斯一戰中，以冰魔劍重創哈迪斯。最後和同伴們一起在島上沈睡了長達七年。
X791年篇，在面對魔龍亞克諾羅基亞一戰後七年回歸妖精尾巴。被7年後的利昂告知關於烏璐緹雅跟梅兒蒂的事情。隨後也得知了在這七年間舉行了一個菲歐烈全體公會都會參加並進行對戰的「大魔鬥演武」。與納茲等人到海邊修行，後來3個月後（因為去了星靈界一天，回到人間已過了三個月）眾人遇見了7年後的烏璐緹雅、傑拉爾及梅兒蒂，三人請求希望納茲等人能夠幫助他們，令他們可以調查「大魔鬥演武」中奇怪的魔力。因為傑拉爾一行人之前的拜訪，還有之前接受了烏璐緹雅的時間的弧線的幫助後，喚醒了魔力的第二起源而使魔力大幅提升。
大魔鬥演武篇,被選為「大魔鬥演武」的第一隊參賽者而出賽，並參加了大魔鬥演武的第一場比賽「隱匿」，取得最後一名。參加最後一天大魔鬥演武，展現出與以前不同的造型魔法，更華麗的造型，更強大的攻擊，順利打敗劍咬之虎的魯法斯，後與茱比亞跟蛇姬之鱗的利昂與潔莉亞對上。最後以釋放全部魔力的冰欠泉融合茱比亞的水流升霞擊敗對方。
在400年前的龍入侵現界之戰之中，格雷為救茱比亞而被小型龍怪的光束先後擊中重傷，最後被龍炮擊中頭部，當場死亡。後來被烏璐緹雅以燃盡生命的時間的弧線──終焉之時所救回。最後在離開庫洛卡斯時在馬車上看到變成老婆婆的烏璐緹雅，就想起自己當時被小型龍怪殺死的一幕，更因為師傅烏璐及烏璐緹雅母女先後在他的生命中救他出鬼門關而落下感激之淚。
在冥府之門篇中，一開始的部分都一直與九鬼門之一的祈司對戰。但中途卻因為冥王莫爾德·基爾發動咒法「歡悅」而被中斷。後來星靈王透過使用魔法銀河劍解除歡悅後，與納茲、茱比亞以及戈吉爾合力對付四個九鬼門成員。而他的對手則是九鬼門的冰之滅惡魔導士的席爾巴。與席爾巴一戰中，因發現席爾巴跟已死去的父親一模一樣時感到驚訝。席爾巴一開始騙格雷說其真正身份為戴利歐拉，只不過是以格雷父親為容器，使格雷感到憤怒。
而在戰鬥中，由於格雷的魔法屬性與席爾巴的魔法一樣，基於同屬性對屠滅系的魔法沒有用這個原理，格雷一度陷入苦戰。但後來卻巧妙地使用附近的炮弹，加上「Ice Make 魔王的臂甲」加強衝力造出無屬性攻擊而將席爾巴打倒。
打倒席爾巴後，便被父親告知真相，席爾巴其實是一個死人，是被為了研究人類的祈司拾來的。一開始騙格雷說自己是戴利歐拉是為了幫助格雷戰勝對戴利歐拉的噩夢。在祈司被茱比亞打倒後，從父親身上繼承了冰之滅惡魔法，並誓言要摧毀冥府之門。
得到新能力後的他，一瞬間便以冰魔零之太刀秒殺了九鬼門之一的暴風雨（动画版改为用冰冻住暴風雨扩散的魔障粒子，由拉格萨斯打败暴風雨）。隨後便找到納茲並一起與冥王莫爾德.基爾戰鬥。由於使用滅惡魔法，因此戰鬥中一開始佔上風。但當冥王莫爾德·基爾展出其艾特利亞斯形態後便一度陷入苦戰。
後來冥王莫爾德.基爾使出究極咒法「死之記憶」一度貌似被打倒，但其實被半邊身體惡魔化的格雷擋下了。在此之後，於納茲開啟了龍之力施展滅龍奧義 不知火型 紅蓮鳳凰劍後使出冰魔零之破弓打倒了冥王。冥王被打倒後，一度因為想要毀滅END之書而與納茲對侍，在END之書被突然出現的瑟雷夫帶走僵局才被解決。與冥府之門一戰後誓言一定會打倒END。
妖尾重建篇，一年前（x791年），在妖尾宣布解散後，曾與茱比亞於某村落一起生活（重建妖精尾巴時向眾人表示實際上是茱比亞主動搬進來，而且又不願離開的情況下而被迫跟她同居）。但半年前滅惡魔法的紋章開始侵蝕其身體，更突然離開茱比亞並加入了黑魔術教團，實際上是艾爾莎派往黑魔術教團的臥底，但因為納茲突然出現的緣故，以及黑魔術教團幹部豪門要拿武器砍向露西，最後被格雷出手阻止，因而提早結束臥底工作。身上的黑色紋路因為波琉希卡的治療已經可以自行控制。
在與12盾之一的因貝爾一戰中已得知納茲是END的事實。與覺醒變回END的納茲正面碰上，並與納茲正面衝突，在馬卡羅夫發動妖精法律而死後，被趕來的艾爾莎阻止。
第一个赶回妖精尾巴公会，被瑟雷夫赞赏。为了打败黑龙，瑟雷夫告诉了格雷他的秘密对策，连其他12盾都不知道。隨後格雷為了打到瑟雷夫而使用消失絕對冰結，但被納茲阻止，納茲表示不想失去格雷，並接手與瑟雷夫對決。
在戰鬥中，瑟雷夫吸收了妖精心臟與時間的魔力後，納茲被瑟雷夫貫穿心臟，倒地不起瀕臨死亡，而拿到END之書的露西為了救納茲，不顧惡魔之力的反噬強制修改END之書，讓納茲免於一死。但強制修改END書的內容的後果，被書中惡魔之力的文字吸收到露西體內痛苦掙扎時，用冰的滅惡魔法的力量解救露西，並想進辦法和露西一起救納茲。
藉由因公會的羈絆而產生的″情感″的火焰燃燒，擊敗了瑟雷夫，打倒瑟雷夫的納茲後將其交給梅比斯處理，隨後納茲與露西和格雷等夥伴見面。吞噬时空裂缝后的亚克诺罗基亚出来以后，与公会同伴一起对付暴走的亞克諾羅基亞。在港口城市哈鲁吉翁，本来找到阿尔巴雷斯帝国军留下的最大的一艘船但被亞克諾羅基亞破坏，之后与利昂、茱比亚一起重新制造一艘巨大冰船，完成后米拉引导亞克諾羅基亞靠近船，由艾尔莎用全部武器將其打落到船上，再讓露西施展“妖精之球”。魔力不足时，格雷把自己的魔力也给了露西发动“妖精之球”，最后亞克諾羅基亞成功被消灭。
一年后，格雷正式承认与茱比亚的关系，两人成为恋人。与纳兹，艾尔莎等「最强小队」成员一起挑战“百年任务”出发。
《百年任务》篇里，格雷对于埃雷夫赛利亚开出的完成任务回报是想要一隻和弗羅修一样的猫。

艾爾莎·史卡雷特（Erza Scarlet）
配音：大原沙耶香（日本）；馮嘉德／葉嘉【最終章】（台灣）；賴芸芬【Animax版】／林芷筠→曾秀清、黃瑩瑩【TVB版】（香港）
舞台劇演員：佃井皆美
本作第二女主角。公會裡的S級魔導士，職業為鎧甲之換裝魔導士，名字是取自作者短篇作品〈Fairy Tale〉（收錄於《真島奇幻樂園》第一卷）中女主角的名字「艾兒」（エル）→「艾爾莎」（エルザ）。因為實力堪稱妖精尾巴中最強的女魔導士而被譽為「妖精女王」（Titania）。她是妖精尾巴公會裡除會長外最得人心的魔導士，在關鍵時刻大家都會聽她的。戰鬥中那超乎常人的敏銳、鬥誌及信念，讓她遇強越強。十五歲那年參加“S級魔導士晉級賽”成為妖精的尾巴最年輕通過的成员。其絕招是將收集在魔法空間的武器、鎧甲瞬間召喚出進行換裝，平日也能換不同的著裝。艾爾莎真正強大之處在於她那能夠斬開空間的驚人劍術以及能快速發現對手的弱點的敏銳洞察力。同時將身體能力和魔法修練到頂尖等級的她目前在魔導少年中堪稱是最強的魔法劍士。亦可以用腳夾劍，雙手雙腳運用自如。與米拉珍、烏璐緹雅、神樂、米涅露芭、烏璐等人皆為伊修迦爾實力最頂尖的女魔導士。
「妖精女王」這個稱號和艾爾莎堪稱絕配，因為她確實是天生麗質。只要換上了女裝，她和露西、米拉珍相比，美貌毫不遜色（榮獲X784年妖精尾巴小姐后冠）。但是又因為她那連納茲、格雷都為之震懾，毫不遜於男性的氣魄還有領導者的風範，兩項性質合在一起，整個公會裡確實只有她夠資格號稱女王。打從進公會不久後就開始穿小型的盔甲，習慣成自然後，現在她的標準裝扮就是那套左胸上有紅色公會紋章的盔甲，上半身從脖子以下防禦滴水不漏。再搭配一件藍色短裙和長靴。髮型則是原有的緋紅色長髮。不過只要換上不同的鎧甲或衣裝，髮型也會跟著變化，配戴的耳環是劍的形狀。
性格非常正經且一絲不苟，是嚴以律己的標準模範。也因此常常充當公會中的風紀委員的角色，因此當她出長期任務回來時，所有公會成員都會因為害怕被她訓話而變的戰戰兢兢的。但是也因此剛登場時行事有點死板，嚴格要求別人遵守規矩之餘，也會因為一些小事生氣而打破規矩。這時她會叫別人打她以示懲戒，幸好這個缺點在樂園之塔事件結束後大有改善。每次外出进行任务时都会拖着堆得像小山那么多的行李包的手拉车，行李都有哪些没具体，推测都是衣服或盔甲。
因為和格雷一樣屬於理性戰鬥派，因此在衝突或意外的事情發生時能夠冷靜判斷事態後再行動。在小隊或是會長不在時的公會中都能成為一個勇敢、嚴謹又可靠的領導者。不過在遇到緊急情況的時候常會變成不聽別人說話或解釋就直接動手的行為模式。另外雖然她在戰鬥上很敏銳，但對於其他許多別人容易注意到的事情反而常遲鈍到無法發覺。
雖然打從加入公會開始就是個很獨立而且很有男子氣概的女性，其實艾爾莎對漂亮的衣服跟各種女性職業都很有興趣。雖然似乎有部分原因是她把勝任一種工作當成在那一行取得了勝利。为了展示自己那些盔甲和衣服，在女生宿舍租下了几间房间并且贯通了它们。雖然很少見，其實艾爾莎也能夠展現出溫柔的女人味，也會因為別人的稱讚而得意或害羞，有時候還會表現出天然呆的一面。
酒醉後，性情會變成大喇喇的，並開始向周圍的人提出不合理的要求，或提出玩模擬會長的遊戲提議。虽然儿时曾经辅导纳兹读书，但是自身完全没有文采、画画水平让他人看不明白，差强人意。厨艺水平一般，让米涅露芭听了自己也有信心在艾尔莎面前赢一仗。很喜歡吃甜點，其中的最愛是起司蛋糕、草莓蛋糕和蛋奶酥，曾為了同伴打翻了她享用到一半的蛋糕而發飆。而且對於甜食的食量很驚人，曾經和蛋糕店老闆訂五十個蛋糕。其中一個為了溫蒂的迎新會，其他的四十九個她自己吃！艾爾莎也是個表演慾很強的人，她接到奧尼巴斯市沙拉薩多劇團團長拉比安的委託到那兒當幕後工作，但當得知該劇院的演員全都溜光之後，她兩眼一閃，主動請纓成為幕前演員，採排時非常認真，結果正式公演時卻發台瘟，並还被觀眾說她演技生硬。
剛加入公會時總是一個人靜靜的坐在角落，幾乎不和其他同伴互動，最後是以格雷·佛爾帕斯塔的一句話為契機讓她開始敞開心防和公會夥伴接觸。与纳兹、格雷是青梅竹马，曾经一起打猎、打架和洗澡，在公会里亲人般相处长大。接下來的數年間她不負當年公會中的大人的期望成長為公會的精英魔導士，平日的表現可說是完美無缺，無懈可擊。因為艾爾莎登場後隨即提出要和格雷跟納茲組隊的要求，今後就幾乎一定是和最強小隊成員一起出動，因此她和公會其餘多數成員間的交情並不容易了解。不過身為公會最強的S級魔導士之一，她的各方面能力毫無疑問都是公會中的最頂尖層級。連馬卡羅夫會長都非常信任她，甚至有時候會徵詢她的意見後再做決策。另外除了最強小隊的隊友們外，「交情」最深的公會成員應該是非米拉珍莫屬，在米拉遭逢莉莎娜的事件而性情大變之前，她們兩個的關係活脫脫就是納茲和格雷的女性翻版。雖然不時會以前輩的身分做出嚴厲的指導，她對露西這位新人其實相當照顧。而且關於女性的話題艾爾莎主要都是跟同樣身為女性的露西私下談。尤其是越是女性化或可愛的想法好像就只會偷偷告訴露西。大概是因為其他公會中的女孩子們對艾爾莎抱持著尊敬而無法順利溝通的關係。有時會和同樣住在女子宿舍的蕾比拿她不要了的書，而且似乎喜歡有點色的書。只有在傑拉爾面前，才會表現出嬌羞的樣子，雖然彼此互相喜歡，但因為傑拉爾對自己的要求及種種原因，而暫時沒有結果。親友方面，由於親人幾乎都已不在世上，所以非常重視朋友。除了傑拉爾之外，樂園之塔篇過去被囚禁的眾人也是艾爾莎重視，並視為好友，但過去被囚禁的夥伴後來大多因阻止傑拉爾的野心而犧牲，讓艾爾莎對此深感愧疚。後來在大魔導演武中重遇西蒙的妹妹神樂，在比賽結束後認後者為義妹。
艾爾莎曾經也是一個純真的小女孩，她現在嚴肅獨立的性格是因為小時候淪為邪教團的奴隸的痛苦經歷。不過一開始她也只是像普通的女孩子一樣逆來順受，一直到她們那個小孩子團體中的領導－傑拉爾為了承擔逃跑失敗的責任遭到教團無情懲罰的時候，她才終於鼓起勇氣帶領奴隸們站起來反抗教團。但是當教團一開始使用魔法鎮壓叛亂，幾乎手無寸鐵的奴隸隨即潰敗。平時很照顧小孩子們的羅布爺爺還為了救艾爾莎而犧牲了性命，小小年紀遭遇到的巨大悲痛讓艾爾莎成功使用了魔法並且成功帶領大家打敗了教團。然而她最想救的傑拉爾卻在這段期間發生異變，他聲稱受到黑暗大魔導士瑟雷夫的思想所「啟發」，欺騙奴隸們，再帶領他們完成禁忌魔法R系統「樂園之塔」。艾爾莎則被迫孤身一人逃離了那裡，最後找到了羅布爺爺過去所屬的公會「妖精尾巴」並成為了新成員。
與死神艾利高爾策劃使用集體咒殺魔法LULLABY去暗殺正在舉行例行會議的各個魔法公會會長，其計劃被艾爾莎察覺，並且被艾爾莎所組成最強隊伍破壞了計劃。 LULLABY(笛子)裡封印的是瑟雷夫創造的惡魔，最終被艾爾莎帶領的最強隊伍擊敗。作為逮捕違反公會規則而進行S級任務的納茲等人，然後破解迦爾納島上的秘密，以破邪之槍加上納茲的火力打破月之滴所形成的瘴氣。擋住幽鬼發射的魔導收束砲「木星」，擊敗幽鬼四元素之首的阿利亞，以及跟幽鬼會長約瑟進行對戰。
在妖尾與幽鬼的戰爭結束後不久，妖尾最強小隊一起去享受難得的休假時，過去的同伴們突然現身在她面前。原本按照主謀傑拉爾的計畫，她將成為讓瑟雷夫復活的活祭品。但是最強小隊和外援茱比亞一起合作打敗了傑拉爾找來的殺手。並且在納茲吃下魔導精靈力的情況下打敗了傑拉爾。終於讓艾爾莎從過去的黑暗中獲得解放… 但是不久後樂園之塔因為內含的巨量魔力失衡而即將引發驚天巨爆！艾爾莎最終決定犧牲自己來拯救同伴，但是最後推測是傑拉爾代替艾爾莎與魔水晶融合，讓艾爾莎和納茲從爆炸中順利生還，也讓艾爾莎從此發誓今後不論發生什麼事，都要和夥伴一起活下去。在樂園之塔與斑鳩的戰鬥中，艾爾莎發現到自己之所以經常穿著盔甲是因為想保護自己脆弱的內心，而這前所未見的強敵讓她了解到夥伴才是能讓自己發自內心變強的東西。讓她在樂園之塔事件之後克服了這層心理障礙。另外值得一提的是艾爾莎的右眼在還身為奴隸時就因為遭到拷打而重傷失明。她現在的右眼是波琉西卡治療後裝上的魔法義眼。（因此「眼睛系」的魔法，如石化眼或幻術對她效果减半）但是在理論上是很完美的治療結束後，原本應該擁有一般眼睛正常功能的義眼仍然無法流淚。艾爾莎本人解釋說是因為悲傷的眼淚已經流乾了，但在樂園之塔事件結束後她的右眼終於流下了喜悅的眼淚，從此艾爾莎的雙眼都是功能健全的了。
參與妖精尾巴小姐比賽時曾一度被艾芭格琳石化，但由於納茲和戈吉爾的粗心，本來應該被弄碎的，但因義眼的關係使魔法無效，找到艾芭格琳後與其進行激烈戰鬥，最後艾芭格琳被艾爾莎的威嚇感嚇到並被打了一拳擊敗。就在米斯頓葛與拉格薩斯激戰時，艾爾莎與納茲趕到，並看見了米斯頓葛的真面目，驚訝的是長的跟傑拉爾一模一樣，而被拉格薩斯偷襲，隨後恢復過來以雷帝之鎧與拉格薩斯戰鬥，在知道神鳴殿的事情後，自告奮勇去破壞它，以天輪之鎧召喚二百把劍並成功在同一時間破壞神鳴殿。
六魔將軍篇擊敗午夜，以及破壞涅槃的動力之一，邀請溫蒂跟夏璐璐加入妖精尾巴。伊多拉斯篇擊敗妖精獵人艾爾莎·奈特渥卡，阻止魔水晶撞上艾克希特的島。「S級魔導士晉級賽」第一關迎擊茱比亞和莉莎娜，不過由於她完全沒有拿捏分寸，毫無放水的將兩人打到失去戰鬥能力才停。惡魔心臟篇先與梅兒蒂交戰，後交給茱比亞後離開，在遇到阿茲馬對戰時一度重創，但在感受到傑拉爾的思念下重新振作，加上受到天狼島魔力的保護以及眾人的信念支持，最後以妖刀紅櫻擊敗阿茲馬。最後與哈迪斯一戰中，以天輪‧五芒星之劍重創哈迪斯。
在面對黑龍亞克諾羅基亞一戰後七年回歸妖精尾巴。被7年後的阿爾札克跟比絲卡告知關於傑拉爾的事情。隨後也得知了在這七年間舉行了一個菲歐烈全體公會都會參加並進行對戰的「大魔鬥演武」。與納茲等人到海邊修行，後來3個月後眾人遇見了7年後的烏璐緹雅、梅兒蒂及傑拉爾，三人請求希望納茲等人能夠幫助他們，令他們可以調查「大魔鬥演武」中奇怪的魔力。爾後與傑拉爾談論有關這七年間記憶恢復的事，但就在艾爾莎與傑拉爾爭執時一時不小心掉落下懸崖，恰巧跌下去的姿勢看起來就像是傑拉爾撲倒了艾爾莎一樣，頓時兩人正隨著氣氛而要吻下去時...傑拉爾道出了「他有未婚妻」之事，讓艾爾莎十分驚訝。之後哈比在看見了艾爾莎與傑拉爾的「曖昧」情結後還畫了一個碎成一半的愛心給艾爾莎看，讓艾爾莎非常火大把哈比給踢飛了。因為傑拉爾一行人之前的拜訪，還有之前接受了烏璐緹雅的時間的弧線的幫助後，本身第二起源喚醒了魔力的第二起源而使魔力大幅提升之後被選為「大魔鬥演武」的第一隊參賽者而出賽。在伏魔殿比賽中抽到1號，並決定包辦全部挑戰權，一人完全擊敗100頭怪物，除了妖精尾巴的成員以外觀場的人都錯愕傻眼，並使妖精的尾巴氣勢大增，在最後的隊伍亂鬥中先擊敗珍妮，後與神樂和米涅露芭對決，三人伯仲之間，米涅露芭耍詐，以米莉安娜要脅，狡猾地退出戰局。後來與神樂展開激烈交戰，並想起了神樂是和自己來自於同一個故鄉──迷迭香村，而且背負著羅布爺爺和西蒙的死，絕不能在這裡失去性命，在這樣的信念下擊敗了神樂。之後在與米涅露芭的戰鬥中因為對方的言語舉動燃起了雄雄怒火，縱使遍體鱗傷依然決不倒下，並以天一神鎧挾帶著自身的熊熊怒火擊倒了對方。五人一起迎戰史汀格，但史汀格被妖精尾巴眾人那團結的心所綻放的光芒所撼動，最終不戰而認輸，妖精尾巴獲得勝利。
冥府之門篇起先和米拉一同前往原議長住處，後來遭原議長背叛而下藥昏迷被冥府之門的薔華帶走並被凌虐，後經由納茲和莉莎娜相救離開。後來遇到米涅露芭而展開對戰，之後因打醒米涅露芭而和冥王相戰一度被打壓，直到雙龍前來相救，而前往控制室阻止費斯計畫啟動，受到賽拉所控制下，原議長啟動3000個費斯，並且在時間之內必須擊敗薔華，最後因靠著妖精尾巴的意志，成功擊敗薔華，但時間已到，後來在龍的幫助下摧毀了所有的費斯而結束。
公会解散后，与卧底格雷联手调查黑魔术教团，但因纳兹的关系加快了步伐，最终成功击溃黑魔术教团的野心。后来公会重组，被推荐成为第七代公会会长。营救马卡罗夫归来后，卸任会长一职。
最终战争篇，先是迎战砂漠王阿吉爾，成功对阿吉爾造成伤害，一度因无法换装陷入危机后解除配合比丝卡的“木星”狙击，击败了第一位12盾。虽然身上带伤，坚持到南方战场——哈鲁吉翁支援神乐。再遇到对手能重现敌人“尸骸·历史”的奈因哈特，与以前的强敌斑鸠、阿兹馬、羌华交战，深受重伤但最终还是以气势，令亡魂们感到害怕而消失（同时奈因哈特察觉到艾尔莎与艾琳的共同点），最后奈因哈特被怒气到极点的杰拉尔以“七星剑”击败。“Univeral One”发动以后，与纳兹等同伴汇合，重新调整以后向公会方向出发。会长舍命发动“妖精的法律”消灭敌军士兵，艾尔莎非常感动下跪答谢马卡罗夫地养育之情。中间出手制止了失去理性而交战的纳兹与格雷二人，以往日的伙伴情意唤醒二人。与温蒂联手对決艾琳，得知艾琳就是自己的亲生母亲。与母亲一战后，与温蒂遇上回归的亚克诺罗基亚，亚克诺罗基亚准备大开杀戒时被杰拉尔阻止，以及驾飞船而来的「青色天马」搭救，在船上认识了露西的祖先安娜，与他们一起行动按计划引导亚克诺罗基亚进入时空裂缝。亚克诺罗基亚吞噬时空裂缝出来以后，由梅斯特送回玛格诺利亚。发现马卡罗夫会长尚生存。传达纳兹、温蒂等灭龙魔导士被吸入时间狭缝的消息并与众魔导士商量对付亚克诺罗基亚的手段，最终听从露西提出的计策。「剑咬之虎」米涅露芭等人解放魔力诱导亚克诺罗基亚来到后，接力由艾尔莎打算通过剑等物理攻击强行打它下来。船都被破坏后，与米拉拖住亚克诺罗基亚争取时间为格雷等人造船。完成后，一起吸引失控的亚克诺罗基亚并换上“天轮之铠”用全部武器成功打落到格雷等人合力制作的冰船上，接着配合露西的“妖精之球”封印黑龙。魔力不足时，与米拉一起把魔力都给了露西发动“妖精之球”。最后，亚克诺罗基亚成功被消灭。
一年过后，由于杰拉尔等魔女之罪成员变成自由之身，艾尔莎与杰拉尔有了更多见面的机会。赫免下达后，开始会每天打理以前根本没有兴趣打理的头发，心怀希望。
《百年任务》篇，对于埃雷赛利亚开出的完成任务后的回报没有表示，但前提还是优先考虑完成任务。

溫蒂·馬貝爾（Wendy Marvell）
配音：佐藤聰美（日本）；傅其慧／陳筱寧【最終章】（台灣）；鄭佩嘉【Animax版】／成瑤孆【TVB版】（香港）
舞台劇演員：桃瀬美咲
本作第三女主角。天空之滅龍魔導士，被稱為「天空的巫女」。長相可愛，被公會成員所愛戴。原「妖貓之宿」，但「妖精尾巴」解散後，成「蛇姬之鱗」成員。一年後再度回歸妖精尾巴。
性格內向，溫柔，單純天真，是個有著深藍色長髮的可愛小女孩，公會紋章在右肩(動畫版為淺藍色，兩公會的紋章都是)。名字音同英語的「風」。想要的礼物是衣服。怕虫。
天空之滅龍魔導士，魔力來源為「空氣」，越是純淨的空氣所發揮的魔力也就越強，反之要是空氣太過污濁則就無法發揮力量。擅長的是治癒類魔法的後援，但無法治癒自己。右肩印有淺藍色的公會紋章。
由「天龍」格蘭帝列扶養長大，並傳授她魔法，被歸類為「第一世代」的滅龍魔導士。於X791年喚醒「第二魔法源」使得魔力大幅提升。原本能使用天空魔法來消除各種異常狀況。
雖然是有著龍之破壞力的「滅龍魔導士」，但不太擅長戰鬥(漫畫第288話表明原因，是因為溫蒂本身不喜歡戰鬥，但如果是為了公會就例外)。比較擅長的是治癒類魔法的後援，之前還不太會使用「滅龍魔法」的真正力量，一直到冥府之門篇正式掌握龍之力，最終戰爭篇掌握高階附加術。
而雖然身為滅龍魔導士，但滅龍魔導士的最大弱點---懼怕乘搭交通工具的毛病沒有在她的身上出現(這在漫畫第173話中可發現，同為滅龍魔導士的溫蒂及納茲都坐在同一架車上，可只有納茲暈車)，原因為狀態異常對於天空的魔法是沒有效果的；但酒醉除外。但從漫畫441話中開始出現此狀況(自X792年開始搭交通工具也會暈)。OAD裡，酒醉後會暈倒。
7年前格蘭帝列失蹤後遇到了剛從伊多拉斯世界來的傑拉爾（米斯頓葛），並與他旅行了一段時間，後因「阿尼馬」的關係而被米斯頓葛送到了「妖貓之宿」而分開了7年。內心十分想再見到傑拉爾（米斯頓葛），「六魔將軍事件」時誤以為傑拉爾·菲爾納迪斯是她在尋找的傑拉爾，後在「伊多拉斯事件」之前發現米斯頓葛才是真正她想找的傑拉爾。她在別人口中聽說了納茲的事情，想和他見一見，所以申請參加了討伐巴拉姆同盟之一闇黑公會「六魔將軍」的「光明聯合軍」。之後以「天龍的咆哮」打破「涅磐」其中一顆魔水晶。
在「六魔將軍事件」過後得知其公會會長羅巴魯說「妖貓之宿」是僅為了自己一個人而存在的公會而感到十分難過，「妖貓之宿」消失後在艾爾莎的邀請下與夏璐璐一同加入了「妖精尾巴」。自從和夏璐璐加入「妖精尾巴」後就常和納茲等人一起行動。對納茲十分信賴，平時稱呼他為「納茲先生」/「納茲哥」。露西或艾爾莎則稱呼為「露西姐/艾爾莎姐」。跟露西很要好，兩人常對公會成員所做的事感到驚訝不已。
在天狼島篇被梅斯特（多蘭巴魯特）選作「S級魔導士晉級賽」的同伴。在第一戰迎擊格雷跟洛基的組合，梅斯特被擊敗後也被兩人的酸梅臉擊敗。後被梅斯特利用去找「妖精尾巴」初代會長梅比斯的墳墓，被趕來天狼島的夏璐璐跟利利阻止梅斯特的陰謀，這才方知其是魔法評議院的人，但並不怪梅斯特，並與他並肩作戰迎擊「煉獄七眷屬」之一的阿茲馬，但眾人在一瞬間就被他的「高塔爆破」擊敗。之後與納茲、露西、格雷、艾爾莎四人迎擊「惡魔心臟」的最後戰力－會長哈迪斯，但在被哈迪斯襲擊時幸虧被「時鐘座」霍洛洛奇姆所救便差點被送入虛無。爾後以「天龍的翼擊」重創哈迪斯。在面對「魔龍」亞克諾羅基亞一戰七年後(x791年)回歸妖精尾巴。
之後與納茲等人一起去找波琉西卡尋求變強的方法。但是溫蒂第一次與波琉西卡見面時就有感到一種懷念的感覺，並覺得其聲音與個性與自己的養母天龍「格蘭帝列」相似。但其實波琉西卡的真實身份為「伊多拉斯」的格蘭帝列。而波琉西卡隨後把格蘭帝列的「兩大天空魔法」的「滅龍奧義」-「銀河」以及「照破•天空穿」（在漫畫第288話已學會）的咒語交給溫蒂，波琉西卡說這「兩大天空魔法」是超高難級別的魔法，希望溫蒂能夠變強。隨後也得知了在這七年間舉行了一個「菲歐烈王國」全體公會都會參加並進行對戰的「魔導士祭典」-「大魔鬥演武」。並與納茲等人到海邊修行，在蕾比的幫助下看懂波琉西卡給她的「兩大天空魔法」的咒語。後來在3個月後（因為去了星靈界一天，回到人間已過了三個月），眾人遇見了7年後的烏璐緹雅、傑拉爾及梅兒蒂。
三人請求納茲等人能夠幫助他們，令他們可以調查「大魔鬥演武」中奇怪的魔力。因為傑拉爾一行人之前的拜訪，還有之前接受了烏璐緹雅的時間的弧線的幫助後，喚醒了魔力的第二起源而使魔力大幅提升。之後溫蒂被選為「大魔鬥演武」的第一隊(A隊)的參賽者而出賽，但因為被「大鴉尾巴」的歐普拉襲擊並被吸光全部魔力而昏倒。進而由艾爾夫曼代替出場，之後在第二天因為艾爾夫曼受傷而歸隊。她首先在第三天的戰鬥項目中出場，對戰「蛇姬之鱗」的潔莉亞。在戰鬥中因潔莉亞的「天空」之滅神魔法而陷入苦戰，之後溫蒂傾近自己全部的魔力對其使出修練數天的滅龍奧義「照破.天空穿」後令潔莉亞倒地。但因潔莉亞的魔法特性而使她自我回復身上的傷勢直到毫髮無傷。接著潔莉亞使出滅神奧義「天之叢雲」時，溫蒂及時回復其體力而讓她用力過猛使魔法打偏，溫蒂因而沒有受傷。最後因時間到，因此以平手結束比賽。二人在戰鬥結束後成為了朋友。參加營救露西小隊，擊敗餓狼騎士團的柯絲莫斯。对战得知温蒂不喜欢吃酸。
冥府之門篇中，因為冥府之門的計畫打算以魔導脈衝彈「費斯」造就一個沒有魔法但惡魔的咒法卻存在的世界來統治，在支開敵人讓溫蒂前去破壞費斯時，和在那伏擊的艾哲爾發生戰鬥。期間因為費斯旁的空氣擁有高濃度的魔導粒子，加上夏璐璐要被艾哲爾吃掉時，情感加上周圍的助力，爆發出龍之力，擊碎費斯並擊倒艾哲爾，但費斯沒有停止倒數，夏璐璐看見未來自己會寫下自爆術式，打算犧牲自己，而自己也選擇和夏璐璐一起犧牲。在爆炸前，梅斯特驚險地把溫蒂和夏璐璐救了出來。但是在醒來過後，得知自己和夏璐璐只有破壞掉1枚費斯，至少還有3000個費斯還沒解除，之後親手把自己的頭髮剪短並決心要變得更堅強。後來在巨蟹座凱沙的幫助下恢復原本的長髮。見到在自己體內的格蘭帝列後並向她道別。
公會解散過後，實力亦在1年間大增，能夠自由使出龍之力，與潔莉亞、夏璐璐對付十二盾之一的蒂瑪麗亞。在潔莉亞開啟第三魔法源擊敗蒂瑪麗亞失去魔力後，救回被蒂瑪麗亞重創的夏璐璐。後與艾爾莎一起聯手對抗艾琳，身體一度被艾琳佔據成為“溫蒂·貝爾賽利翁”。後通過附加“全人格”奪回身體，對艾爾莎附加“滅龍屬性”重創龍化後的艾琳。黑龍回歸後，打算以一人之力對抗黑龍，但後来「青色天馬」趕來拯救中斷。被亞克諾羅基亞吸入時空裂缝，并與其他滅龍魔導士一起與對方展开最終決戰。對納茲附加另外“六龍之力”進化至「七炎龍」才擊敗亞克諾羅基亞。
《百年任務》篇，因晉升為“高位附加術士/附加分離專家”，被托卡尋覓上門分離人格。制服失控的水神龍時，顯示學會附加“滅龍印”。公會等人被白魔導士“染白”時，使用“利蕾潔”成功解除同伴“白滅”狀態。對於埃雷賽利亞完成任務後的回報是想要豐滿的胸部。
漫畫27集表明名字的由來為水曜日(星期三)的「Wednesday」(因為溫蒂初期的設定為水龍)。

夏璐璐（Carla）
配音：堀江由衣（日本）；錢欣郁／孫欣瑜【最終章】（台灣）；賴芸芬【Animax版】／陸惠玲【TVB版】（香港）
原所屬妖貓之宿公會，六魔將軍事件後加入妖精尾巴，為翼之魔導士，使用翼之魔法，此外擁有預知能力。公會紋章在背上，顏色為粉紅色。溫蒂的夥伴，自稱是溫蒂的監護人。跟哈比一樣為超越者，天生就能飛也會說人話。性格高傲，不易接近。外貌以超越者來說相當美麗，毛色為白色（漫画版毛色偏粉红）遺傳自母親，尾巴上綁著蝴蝶結。人型时穿校服的露出额头的粉色（动画版则是白色）头发少女。在蛇姬之鳞时拥有人气，但对哈比而言还是猫形态对他更有吸引力。
雖然哈比對夏璐璐一見鍾情，但夏璐璐一開始非常討厭他，稱呼哈比為公貓，在艾克斯塔尼亞被他的話語所感動後就直接稱呼哈比的名字，「妖貓之宿」消散後加入「妖精尾巴」，自從和溫蒂加入「妖精尾巴」後就常和納茲等人一起行動，前期在妖精尾巴十分不適應，認為自己只為溫蒂才加入公會，在伊多拉斯事件後才開始漸漸融入妖精尾巴，也漸漸變得很重視夥伴。
自稱是艾克斯達利亞的公主，雖然事後說是隨口亂說的，不過她確實是艾克斯達利亞的公主，因為其生母為艾克斯塔尼亞的女王夏珂特，但是夏璐璐自己不知道這件事，之後雖然和女王相見了，但女王認為目前還沒有資格與她相認所以沒有說出來。
為6年前超越者女王統治人類計畫被派往亞斯蘭德的100個超越者之一，而夏璐璐的任務則是消滅溫蒂，因「阿尼馬」產生其他的可能性，被派遣的超越者不是去殺人而是學會使用亞斯蘭德的魔法而變更任務，變成捕捉住溫蒂，雖然發誓要保護溫蒂，但是最終被控制下無意識地把納茲等人引入陷阱，後反叛而被視為墮天，最後在哈比的影響下正視了自己，現在為保護自己所珍惜的一切而戰，最後和眾多超越者們一同回到了亞斯蘭德。
為保護溫蒂悄悄和利利一起去了天狼島，但撞見惡魔心臟的襲擊，和哈比與利利到破壞惡魔心臟的飛船上的核心，面對亞克諾羅基亞一戰後七年回歸妖精尾巴。
冥府之門篇中與溫蒂趕到費斯的所在地，卻被艾哲爾阻擋，溫蒂不敵艾哲爾被擊倒，而為保護溫蒂自己將要被吃掉時，讓溫蒂注意到魔導粒子，而讓溫蒂爆發了龍之力，溫蒂連同艾哲爾擊毀費斯。發現費斯沒有因此停止倒數時，看到未來後意識到自己會死在爆炸裡，希望溫蒂不要一起陪葬，但溫蒂選擇陪自己到最後，在千鈞一髮之際被梅斯特救出。
X791至X792年妖精尾巴解散期間，和溫蒂一起加入蛇姬之鱗。学会变成人型的变身魔法，此时预知魔法的稳定性也会加强。营救马卡罗夫时作为一份子，因为外表变化太大，令马卡罗夫认不出来。與阿爾巴雷斯帝國戰爭時和溫蒂及潔莉亞對上護聖十二盾之一的蒂瑪麗亞，被蒂瑪麗亞以神之魂重創，後被溫蒂救回。之后在温蒂对战尸骸艾哲爾时，掉头回来帮助腿受伤的温蒂，充当温蒂的翅膀，成功消灭尸骸艾哲爾。
最终对决黑龙时，在哈鲁吉翁与其他妖精尾巴公会成员通过手牵手一起传送魔力，同时邀请落单的洁莉亚也牵手加入，给露西展开“妖精之球”封印亞克諾羅基亞。

## 主力成員
泛指天狼島參加S級魔導士升級考試的公會主力成員。
茱比亞·洛克沙（Juvia Lockser）
配音：中原麻衣（日本）；傅其慧／蔡雅如【最終章】（台灣）；馬慧琪【Animax版】／劉惠雲、何寶珊〈代配〉【TVB版】（香港）
妖精尾巴的魔導士，原幽鬼的支配者之四元素中唯一女性S级魔導士，有「大海的茱比亞」的稱號。17岁（X792年為18歲），左大腿外側上有蓝色的公会纹章。喜欢的东西是格雷大人，讨厌的东西是雨。外表特征是白皙的皮肤和蓝色的头发，蓝色瞳孔吊眼角和长眼睫毛。使用「水流」魔法，精熟水系的各式魔法，能將自己的身體化為水進行攻擊和物理防禦。X791年在烏璐緹雅的幫助下喚醒「第二魔法源」後魔力大幅提升。与格雷相反，即使是在热带地区，人们也不热的时候也穿着大衣外套和携带粉色爱心图案阳伞。虽然对自己的身材没有自信，但其實她的巨乳身材也不亚于露西、艾爾莎和米拉珍。第一人称是“茱比亚”，也會在稱呼對方時在名字後面加上敬語
最初是雨女体质，不拘泥于把晴天娃娃挂在脖子上，她经过的地方一定会下雨。从小因为那个体质有被人讨厌远离，然后躲在家里拼命做娃娃希望放晴，加上被恋人（假火龙“波拉”）甩了的过去，直至后来幽鬼的会长约瑟接纳了她进入「幽鬼的支配者」。在X784年“幽鬼的支配者”和“妖精的尾巴”的抗争與格雷交戰時對他一見鍾情，戰敗後克服了雨女体质，使她得以親睹人生中第一次的太陽，爾後“幽鬼的支配者”解散，反复从暗处注视格雷等人开始跟踪狂的行动，眼見公會成員們總是開開心心的模樣而對妖精尾巴產生憧憬，參與樂園之塔纳兹等人的拯救艾尔莎行动。事件解决后自愿加入了“妖精的尾巴”。原先掛在衣領上的晴天娃娃也換成了妖精尾巴的公會徽章。另外，因为一喝酒就会哭，格雷和其他妖尾成员无论做什么都哭个不停，她的这种性格让她自己很苦恼。公会解散一年后，變得容易脱衣。
起初，她误以为露西是围绕格雷的情敌，但后来两人逐渐产生了友情。喜歡格雷，對格雷的戀慕幾乎到了癡迷的地步，在自己的宿舍房间里装饰着很多格雷的人偶和肖像画，曾幻想格雷一路以来出现的形象向之求婚。在和格雷相遇后的第413天作为纪念日，送上手工制作的物品（手织围巾）等。在「冥府之门」篇出现自创的格雷包和茱比亚包，上面有各自头像本想让对方吃下代表自己的包子，最后格雷被迫吃下格雷包。原本生性害羞內向，一旦遇上和格雷相關的事情則會出奇地大膽主动，对格雷经常地采取接近行动，若是一旦不在身边的状况时，就会变得很消极。正因为如此，她发挥了异常的妄想癖，例如在利昂对他抱有好感的时候她展开了一幅非常荒唐的恋爱关系图；偶尔帶有些許腐女的傾向；不喜欢同性之间亲热；在意自己与其他公会女性角色设定。似乎不擅長應付曾向她示愛的利昂，曾被艾爾莎評價為樂觀的人，對格雷的追求總是積極不斷，熱情追求他的同時亦真誠地替他著想。特地一提，对待戈吉尔类似自己弟弟，在幽鬼时期就非常照顾他认为戈吉尔性格可爱。后来加入妖精尾巴时，也是表面上以茱比亚推荐的关系带戈吉尔一同加入。《百年任务》篇时，与戈吉尔一起跟踪桃華时被蕾比见到过于亲密行为因而产生误会，茱比亚急忙否定。
公會內戰時與卡娜遇上弗里德，為從術式結界中脫困並早日得到同伴的認可將自己作為導火索引爆了魔水晶，雖然還是新人但因傷員眾多而參與了收穫祭的表演，並榮獲妖精小姐選拔第三名。
同年被馬卡羅夫認可獲得S級魔導士升級考試參加資格8人之一，選擇莉莎娜作為考試的搭檔（莉莎娜自我推荐），然而在第一場考試运气不好遇上艾爾莎而落敗，但这不是她的全部实力。在天狼島與梅兒蒂一戰，在梅兒蒂說出想殺了格雷替烏璐緹雅報仇后展示惊人的潜力，就连艾尔莎也承认其使出令人战栗的实力，過後兩人因心意相通而交好。七年后再会时，看到她成长和开朗起来而高兴。
七年後以妖精尾巴B隊的名義參加大魔鬥演武。参加竞技部分「海战」以泳装自信满满迎战，使出的“水流台风”与在水中的阿葵亚旗鼓相当，开启第二魔法源后新魔法「傳達吧！愛之翼！到格雷大人身邊！」把潔莉亞、珍妮、莉絲莉打出场外，最后被米涅露芭的空间魔法转移场外，获得第三名成绩。最終日代替前往王宫夺回露西的納茲加入合併後的隊伍，與格雷聯手施展合体魔法霰彈槍擊敗合作不彰的利昂與潔莉亞。
冥府之门篇与格雷一组赶往拯救前评议员，但是还是来不及为此感到难过。在“冥府之门”与祈司战斗，听到席尔巴是格雷的亲生父亲，打倒祈司的话席尔巴也会消失的真相后感到动摇，但在席尔巴与她的单独念话中，受嘱托为了阻止费斯的启动，同时承认她是格雷的女人，祈司一定要被打倒而犹豫不定，但是相信格雷和席尔巴一定会留下羁绊，冒着魔障粒子的侵犯下祈司最终从体内撕裂打倒，背负罪恶感的过程中被席尔巴感谢而落泪。后来，格雷在拜祭席尔巴与其母亲的墓前，向格雷坦承自己间接杀死了格雷的亲生父亲後得到了對方的諒解與感謝。
X791年妖精尾巴宣布解散後來到格雷居住的廢棄村落中與其一起生活和修炼，在這期間似乎也染上了格雷的脫衣癖。對格雷的臥底任務毫不知情，自其失踪后半年間一直冒著大雨（雨女的特性复发）等待格雷的歸來身边。后来与纳兹等人再会，一直在淋雨发烧得到温蒂和夏璐璐看护，与黑魔术团正面对决时也赶来助阵格雷，打倒了干部布莱雅其中一个代表「恋爱」分身。
與阿爾巴雷斯帝國一戰遇上12盾的「冬將軍」因貝爾，受魔制的鎖鏈控制被迫與格雷互相殘殺直至其中一方死亡，與格雷雙雙選擇自殺後在重傷的情況下以偷偷自學的「水之造型魔法」將自己的血液輸給瀕死的格雷，後在因夏璐璐的预知能力而赶来的温蒂的治疗下，她捡回了性命。最终对决黑龙时，与格雷、利昂一起在港口制造巨大冰船以及操控水来调整船的位置。故事最後，在酒会上喝醉了想脱衣被阻止，之后被格雷带到一边以及因戰爭留下右腹侧傷疤的茱比亞被格雷询问为何不拜托温蒂消除，茱比亚反问格雷，格雷回应茱比亚必須更加珍惜自己的身體，聲稱茱比亞的身體將來「可能」會成為自己的東西，長久以來的單戀似乎在这不久後的未來畫上句點。
《百年任务》篇時已与格雷成为情侣关系，但因为其进行「百年任务」外出不在身边而变得唉声叹气，被新人托卡调侃与之关系不和。后和戈吉爾、利利懷疑托卡的真實身分而跟蹤托卡，後來在「白魔導士」欲吸收傑拉爾的魔力時和戈吉爾一同阻止白魔導士並救了傑拉爾。把托卡帶回公會審問目的，结果却全公會成員連同傑拉爾被白魔導士控制思想並奪走魔力用來控制殺死木神龍及納茲等人的力量。后来远赴出现在北大陆的「最强小队」面前，自身实际被另一個善良人格的「托卡」干擾而得救（也不时会透过茱比亚传递白魔导士那边的情况），关于公会成员记忆不清楚而且发出“别对白魔导士出手”的警告，清醒后告知眾人「白滅」真相讨论对策。为阻止白魔导士的野心，目前和格雷同行但因自身魔力被白魔導士支配着，所以暫時無法使用魔法只能一边旁观。「阿尔多隆」完全复活后，因为其叫声与其他公会伙伴一起解除了「白滅」状态可以使用魔法，然后与格雷一起对战「守护神」米多罗本体。过程中被其汲取吸收水分子变成其身体一部分，但对格雷关怀的话语有反应，变得亢奋全身发烫因此敌人被热水浇灌，格雷趁茱比亚与敌人结合这一点进行组合攻击成功解放了茱比亚，最后以水和冰极属性合体魔法「冰结海啸」消灭了米多罗，于是两人重新团聚。
名字與西班牙文的「雨」（lluvia）同音。在Mobage举行的人气投票“2012年妖精尾巴大赛”中获得第7名。在官方人气投票中排名第8。在电视动画播放十周年人气网络投票总选中排名第5，击败第6名温蒂。在外传《FAIRY GIRLS》中与露西、艾爾莎、温蒂共同担任主人公。另外，在另一个外传《TALE OF FAIRY TAIL ICE TRAIL〜冰之轨迹～》中，与小时候的格雷一起玩泥胚。

戈吉爾·雷德福克斯（Gajeel Redfox）
配音：羽多野涉（日本）；孫誠／林谷珍【最終章】（台灣）；陳振聲【Animax版】／黃啟昌、李鎮然〈代配〉【TVB版】（香港）
妖精尾巴的魔導士，原幽鬼支配者的最強候補魔導士，左肩印有黑色的公會紋章，隶属「幽鬼的支配者」时右肩有幽鬼纹章。喜欢的东西是铁，讨厌的东西是肚子饿。想要的礼物是吉他。平时爱啃咬公会内铁制杯具。外观是向脊背伸长的程度的粗放黑头发加上面上眉、鼻子、嘴有若干颗螺钉，戴耳环强化面部特征的野性青年。他的笑法很有特色（笑法為發出“嘰嘻”的聲音，後來連利利也模仿了這種笑法，甚至於大魔鬥演武期間當納茲將他推離戰場後都模仿此笑法回對劍咬雙龍），口头禅是“你被抓了（逮捕）”（公会解散后加入强制拘留部队也会说“你被逮捕了”，语气还是一样的）。
他的兴趣爱好是音乐，偶尔会一手拿着吉他，身着白色西装在所有成员面前演奏自己创作的曲子，但成员们对他的评价却很差。与纳兹是强烈的竞争对手意识关系，除了击破共同的敌人以外，基本上是水火不相容的关系，除了依然称呼他为“幽鬼的支配者”时代取的外号「火龙」以外，还为了洗刷“幽鬼的支配者”时代的输给他耻辱，他宣布迟早要亲手打倒小夏。可能同是灭龙魔导士的关系，受重伤时纳兹能理解翻译他的说话。另外，喜欢泡温泉。在「青色天马」所属温泉据点时与蕾比发生肌肤之亲，由此产生对蕾比的胸部兴趣。
鐵之滅龍魔導士，被稱為「鐵龍」，能将身体各部变成各种各样的铁的武器或工具，全身覆盖钢铁的鳞片使攻击力和防御力倍增攻防一体优秀魔法，对水中毒素和魔障粒子侵袭有一定耐性，受热可以熔化。可以藉由吃鐵來提升体力和魔力，（准备大魔斗演武修炼三个月后开始）有搭交通工具有會暈的毛病。由「鐵龍」梅達利卡納扶養長大，並傳授他魔法，被歸類為「第一世代」的滅龍魔導士。也是第一代的灭龙魔导士中唯一一次没有使用过龙之力的，戈吉尔自己也因为这一点落后于其他灭龙魔导士而感到自卑。他也是400年前因打倒亚克诺罗基亚计划而被选中的5个无依无靠的孩子之一，从那时起，他就一直和纳兹吵架。
X777年時抚养他的梅達利卡納突然失蹤。虽然表面上不主动寻找，但是内心仍然记挂着它的去向。在冥府之门篇，从自身中无意识地召唤出来破坏着无数的费斯，与梅达利卡纳短暂地重逢，吐槽它的眼神和以前一样无变化，最后含着泪目送他消失升天。
: 待补充官方外传《夜路骑士》提到的加入幽鬼以前的过去<--> 
在「幽鬼的支配者」时期，他深得约瑟会长的信任，基本上被他尊称为“戈吉尔先生”。他与前评议院议员蓓露诺是从那时开始就认识的，每当他惹出问题被评议院传唤时，蓓露诺就会对他耿耿于怀，发出劝告离开「幽鬼的支配者」。但当时他的性格冷酷得连同伴都害怕，不仅破坏了“妖精的尾巴”公会建筑物，还殴打了「阴影齿轮」小队将其捆绑在公园树上。与“妖精的尾巴”的全面开战时，一人把露西抓回而且利用露西打发时间，与抵达的纳兹展开激战，最终因触及了毁坏“妖精的尾巴”的建筑物引发纳兹的愤怒战败了。
X784年在幽鬼支配者解散後，茱比亞向會長馬卡羅夫推薦他，儘管馬卡羅夫表明對戈吉爾的罪行絕不原諒，但亦希望重新指引他重回正道而親自邀請他加入，故此被馬卡羅夫的話語所感動後決定加入妖精尾巴並擔任「大鸦尾巴」雙重間諜，替馬卡羅夫收集有關於该公会的情報。因为天狼组消失的七年，关于伊旺的动向也断了联络。
初入公会时因為发生过上述事件的關係，和公會的成員們關係並不融洽（尤其是引起「阴影齿轮」的杰德和特洛伊警戒），為償還之前的過錯，除了替蕾比擋下拉格薩斯的攻擊，還想藉由歌唱表演拉近和大家的關係。其中，蕾比不但是全公會第1個原諒他，更对他产生了爱慕之心，后来戈吉尔也对她产生了情感。本人虽然有着笨拙的性格，但却努力与成员们成为好朋友成为了名符其实的“妖精尾巴”一员。
伊多拉斯篇因为羡慕同样是灭龙魔导士的纳兹和温蒂带着猫（艾克希特）开始到处寻找猫咪。在伊多拉斯世界和纳兹等人采取了不同的行动，不仅背后救出了变成魔水晶的格雷和艾尔莎而且為从魔水晶救出更多的人與利利展開交戰，最后把跟随来到阿斯蓝德世界利利当作了自己的伙伴。他经常对利利流露出坦率的感情，行动也很合拍。同年妖精尾巴舉行S級魔導士升級考試時，自願擔任蕾比的同伴。
以大魔斗演武作为B队出场，从这以后由于自身修行三个月强化的影响，变得和开启第二魔法源后的纳兹对战表现旗鼓相当。最后一天与罗格对战。最初因压倒过对手无意应战，但因罗格挑衅突然改变面貌，遭到发生异变罗格的反击（因来自“未来的罗格”附身影响，魔力变得邪恶），吃下他的影子后成为“铁影龙”击破对手。在未来蕾比所在的世界中，与龙群战斗战死。日蚀大门打开后，与黑翼的龙战斗。
在與納茲一同對付特拉夫撒和暴風雨時，陷入苦戰，爆發出鐵影龍模式和惡魔化的特拉夫撒戰鬥。由于这是他第一次在纳兹的「雷炎龙」面前使用「铁影龙」，两人开始在敌人面前较量与自己的谁比较厉害，过程中一起压倒过敌人但最后发展成互欧。以比赛谁较快解决敌人打赌着，输的人要为胜利者创作胜利之歌（这个打赌在亚克诺罗基亚和伊格尼尔出现后要露西传话纳兹不要忘了写胜利之歌）。特拉夫撒發動天地晦冥後，即將因為沒氣而倒下的時候，即時而來的蕾比以嘴對嘴的方式將空氣輸送給自己，也要求蕾比以立體文字造出數個泡泡給身邊的人，並以天地晦冥的水強化自己的身軀將特拉夫撒擊敗，在暴風雨打算給戈吉爾最後一擊時，格雷出現在自己面前以冰魔零之太刀秒殺暴風雨（動畫是拉格薩斯出現在他前面迎擊，最後將拉格薩斯帶病上陣，奮力得到沾有暴風雨的血的大衣交給波琉希卡製作疫苗，並把拉格薩斯一同帶回去治療）。
X791至X792年妖精尾巴解散期間，受到沃洛德的邀请與蕾比、利利一起在魔法評議院擔任評議員，並擔任強制拘留部隊隊長，作风變强硬了，实力在这里变强了许多。官方外传《夜路骑士》提到在这一年里，戈吉尔曾经在某次任务中与「魔女之罪」的眼镜蛇碰见，与之一起合作捣毁了小孩奴隶买卖。虽然担任队长而且在“黑魔术教团”事件后立下功劳，但还是脱离回到“妖精的尾巴”。
听说纳兹他们潜入阿尔巴雷斯，重新发起组成在大魔斗演武中组成的B队而且加入艾尔夫曼（为了艾芭格琳而来）、蕾比、莉莎娜，还到“青色天马”找齐拉格萨斯一起前往帝国和A队一起救回了马卡洛夫。梅比斯谈及自身与瑟雷夫因缘时，因作出不符合自己风格的发言而被众人吐槽。在阿爾巴雷斯帝國之戰，带领5名公会成员至菲欧烈北部支援“剑咬·天马”联军，救出联军成员后自称己方同样有6只怪物以报全军覆没的史汀格他们的仇。對上12盾「死神」布拉德曼时放言已寻找自己死亡之地很久。敌人借助魔障粒子身躯化解戈吉尔攻击，戈吉爾主动吸取夹杂魔障粒子的鐵質进化「玄铁元素」而得以攻擊其身軀，最後被擊破，但布拉德曼死前化為黑霧企圖與戈吉爾同歸於盡，為了不傷害到蕾比，戈吉爾決定犧牲自己，眼看自己與死神身體一起被吸入黑暗而難過得流下男兒淚，對蕾比說出最後的真心告白，他覺得因為遇到了蕾比，才真正活得像是個完全的人，教會了他什麼是愛，讓他去思考那些他從來都沒想過的事情並想和她一直走下去，不過由於艾琳發動的「世界重構魔法 Universe One」而被傳送至天狼島。接著在島上遇見了瑟菈，瑟菈說她是最初的妖精之一，带着瑟菈重回战场然后与蕾比重逢。
最終戰時被亚克诺罗基亚吸入时空裂缝，并与其他灭龙魔导士一起与对方展开最终决战。
在官方小說《麻煩雙胞胎》中，從內容能發現雙胞胎的父母就是戈吉爾和蕾比，在漫畫也以戈吉爾幻想的方式出現 。
《百年任务》篇，戈吉尔因为公会新人托卡提起“布莱雅”（黑魔术教团成员）的名字与亲眼察觉到某些端倪，与茱比亚、利利在玛格诺利亚一起开展对托卡的背景调查。这其中也包含着想要保护蕾比的远离危险的缘故。无独有偶，杰拉尔也在以自由身各地走访公会打探白魔导士——托卡的所在。後來在「白魔導士」欲吸收傑拉爾的魔力時在茱比亚、利利和蕾比见证下，出手阻止了白魔導士救下了傑拉爾。把托卡帶回公會審問目的，结果却全公會成員連同傑拉爾被白魔導士控制思想並奪走魔力用來控制殺死木神龍及納茲等人的力量。
摆脱白魔导士控制以后，被布兰缇什挑选变为极限大小——与木神龙「阿尔多隆」高度相近进行交战，集中攻击其头颈部。在有限的3分钟内，虽未能完全击倒但还是停止了它的前进活动。过程中舍身保护众人免受木刺雨，而且差点被「剑戟森森」生出的巨大木刺贯穿腹部不过因为到时间了伤口跟着缩小最终化险为夷。
漫畫27集表明名字的由來為吃東西時所發出「喀嘰喀嘰」的聲音。
在電視動畫播放十周年人氣網絡投票總選中排名第13名。

龐沙·利利（Panther Lily）
配音：東地宏樹（日本）；吳文民／林正騏【最終章】（台灣）；陳旭恆【Animax版】／葉振聲【TVB版】（香港）
妖精尾巴的魔導士，背後印有淺灰色的公會紋章，使用翼魔法及戰鬥模式轉移魔法。屬於艾克希特種族，來自於伊多拉斯的艾克斯達利亞，但有別於一般超越者，身形高大壯碩，亦非常驍勇善戰，戰力足以跟艾爾莎匹敵。但來到亞斯藍德後大部分的時間都會縮小成一般超越者的大小。此外非常害怕雷聲。
曾因為救嬰兒的米斯頓葛，而被長老們判定為「墮天」遭逐出國家，認為祖國是虛偽的國家，之後擔任伊多拉斯王國軍第一魔戰部隊隊長。X784年看守著由亞斯藍德世界的妖精尾巴變成的魔水晶之島，與亞斯藍德世界的戈吉爾展開交戰，被戈吉爾相中想讓他成為自己的夥伴，在逆轉「阿尼馬」後來到亞斯藍德並加入妖精尾巴。顺带一提，原来利利使用的可自由变化大小的剑（破坏者之母）在伊多拉斯已经损坏，在来到亚斯蓝德后从恶魔心脏士兵抢到另一把相似的剑（姆西卡之剑）作为自己的武器，之后把手上加有妖精尾巴的标志。
在公會與惡魔心臟交戰時，跟哈比、夏璐璐一起潛入惡魔心臟的船上，並破壞哈迪斯嚴密保管在公會戰艦上的核心——惡魔心臟，讓妖精尾巴得以打敗哈迪斯。
为营救露西而潜入皇宫作战的一份子，在奈落宫分散后对上饿狼骑士团的涅帕，成功击败。之后在皇宫长廊与菲欧烈军队战斗，短暂与饿狼骑士团团长交战，被对方看出是前军人。
X791至X792年妖精尾巴解散期間，與戈吉爾、蕾比一起在魔法評議院擔任評議員，所屬強制拘留部隊。

蕾比·馬克加登（Levy McGarden）
配音：伊瀨茉莉也、葉山郁美〈代演〉（日本）；傅其慧／陳筱寧【最終章】（台灣）；鄭佩嘉【Animax版】／羅杏芝→何璐怡、凌晞〈代配〉【TVB版】（香港）
妖精尾巴的魔導士，蓝色头发绑有黄色发带，露出前额短发型。胸部平坦，身材娇小。17岁（X792年為18歲），喜欢书和鸟类，讨厌黑暗的场所。与傑德跟特洛伊是從小時候在公會妖精尾巴一起長大的好友，並且一起組成「陰影齒輪」（Shadow Gear）。
和同齡且一樣喜歡書的露西意氣相投，爱称作“小露”，约定露西要做露西小说第一个读者。想要的礼物是书，在星灵办的庆祝回归会上收到南十字座送的星灵界的书。左後肩印有帶橘框線的白色公會紋章。使用西洋风格的立體文字魔法，將立體化的「文字」賦予意義後再丟向對手，於X791年喚醒「第二魔法源」使得魔力大幅提升。另外還擅長数學，能解读古代美利迪艾斯文字等數種古代文字和术式改写。阅读时会带上“风咏眼镜”。在OAD裡曾酒醉後笑點變得很低。
X784年與傑德跟特洛伊被幽鬼支配者的戈吉爾偷襲，成為兩個公會交戰的導火線，当战争结束后，他们三人平安出院，并安慰因父亲是罪魁祸首而感到羞愧的露西。在戈吉爾加入妖精尾巴後償還之前的過錯，替她擋下拉格薩斯的攻擊。参加了妖精的尾巴选美大赛，但被艾芭格琳的石化眼变成石像，石化解除之后替纳兹和戈吉爾解开术式，并向拉格萨斯传达马卡罗夫病危的消息，希望拉格萨斯停止内战，但拉格萨斯并不把它当一回事。參加X784年的S級魔導士升級考試時選擇戈吉爾作同伴，因运气好选中了“静”之道路轻松通过第一阶段试炼，在第二阶段试炼时被暗黑公会「恶魔心脏」的卡瓦玆和悠马玆袭击时，被戈吉尔掩护逃走，离开前给戈吉尔补充铁成分，再奔向妖尾营地向大家求援。喜欢戈吉尔，最初从戈吉尔保护她被拉格萨斯的雷袭击而产生的好感。
面对魔龙亚克诺罗基亚一战后七年回归妖精尾巴。随后为参加大魔斗演武，与纳兹等人到海边修行（本来是要求跟戈吉尔一起去山上修行，但是被拒绝），之后与众人接受了乌璐缇雅的“时间的弧线”的帮助后，唤醒了魔力的第二起源而使魔力大幅提升。
大魔斗演武开始前替艾尔莎概括讲解了官方规则，但没有亲自下场比赛，为妖精尾巴A队和B队场边加油打气。未来月蚀大门被打开以后以受伤的状态记述大魔鬥演武发生过的所有事情，思念露西以及提到最喜欢人也死了。观看戈吉尔与罗格战斗时，因为罗格差点要把戈吉尔置之死地而非常担心而动情。七头龙出门出来以后，被戈吉尔吩咐疏散城里来不及逃走的居民。
冥府之门篇根据哈比的情报计算出冥府之门的移动位置。在戈吉爾即將被卓夫札擊倒時，跳入天地晦冥，找到戈吉尔的位置以嘴對嘴的方式將空氣傳送到戈吉爾口中解救戈吉爾，並將立體文字創造出數個泡泡給身邊的夥伴。亚克诺罗基亚和伊格尼尔出现后，负责带茱比亚和戈吉尔一起汇合伙伴们并且听说了胜利之歌的打赌后，顺带提出既然自己救了戈吉尔也要为之创作歌曲。虽然戈吉尔立即创作哼唱歌赞美蕾比的曲子，但蕾比因此感到害羞并评价戈吉尔品味不合（动画原创）。
X791至X792年妖精尾巴解散期間，和戈吉爾、利利一起在魔法評議院擔任評議員，所屬強制拘留部隊，负责文书工作和潜入任务。申请退出评议会时，被同会的裘拉形容失去蕾比是一大损失。期间，两人感情似乎加深了许多（俩人互动被茱比亚吐槽是“打情骂俏”）。加入妖精的尾巴新B小队前往阿尔巴雷斯帝国和A队一起救回了马卡羅夫。
與阿爾巴雷斯帝國之戰對上12盾布拉德曼，蕾比不希望戈吉爾死，想幫助戈吉爾用聖屬性的文字魔法攻擊死神，雖然用文字魔法製作了MASK，但她知道面具的效果並無法完全防禦魔障粒子，在戈吉爾打敗死神後，死神打算和戈吉爾同歸於盡，蕾比急的想要將戈吉爾帶回，眼看戈吉爾與死神身體一起被吸入黑暗，利利衝上來抱住蕾比，阻止她的行動，在被死神吸進去前，戈吉爾對蕾比表白，他覺得因為遇到了蕾比，才真正活得像是個完全的人，教會了他什麼是愛，讓他去思考那些他從來都沒想過的事情，並想和她一直走下去。但由於艾琳發動的「世界重構魔法 Universe One」戈吉爾被傳送至天狼島，蕾比聽到戈吉爾的聲音後，開心的流下眼淚，之後蕾比終於和戈吉爾重逢。最终对决亞克羅羅基亞时，与露西、弗里德来到公会图书馆寻找初代會長留下记载“妖精之球”的魔法书，找到書后一起前往哈鲁吉翁中途分开行动，与弗里德分头布置超大型术式作用于亞克諾羅基亞肉体，最後與眾人連合發動妖精之球成功消滅亞克諾羅基亞。結局時与戈吉爾感情变得非常好，而且从两人耳語露西听到与孩子相关，温蒂听完则是整个面红耳热。
在官方小說《麻煩雙胞胎》中，從內容能發現雙胞胎的父母就是戈吉爾和蕾比，在漫畫也以戈吉爾想像的方式出現 。
《百年任务》篇，蕾比已经察觉了自己已经怀孕的迹象私下地告诉过露西、纳兹、哈比三人，但未正式告诉戈吉尔。在多拉希尔发生混战时，挺身保护单挑纳兹的戈吉尔挡在前面，但因为纳兹知道蕾比已经怀孕事实停止攻击，然后被蕾比变化出的“马车”运送离开。解除控制后，看见被布兰缇什巨大化的戈吉尔后感叹实在太过巨大，一旁观战表现出担心戈吉尔战斗受伤同时抱着肚子与众人避难，后也一起被戈吉尔保护免受木剑雨。戈吉尔恢复正常后，与利利一起迎接其平安无事和避难剑雨。
在Mobage举行的人气投票“2012年妖精尾巴大赛”中获得第9名。在電視動畫播放十周年人氣網絡投票總選中排名第20名。

米拉珍·史特勞斯（Mirajane Strauss）
配音：小野涼子（日本）；馮嘉德／葉嘉【最終章】（台灣）；賴芸芬【Animax版】／程文意→詹健兒【TVB版】（香港）
19歲（X792年為20歲），妖精尾巴的S級魔導士兼員工，左大腿印有白色的公會紋章，與艾爾莎並列為公會最強的女魔導士。留著白色長捲髮，並將瀏海往上綁成一小撮，戴藍寶石項鍊、右手戴著花圈手環，身穿連身裙及高跟鞋。屬於全能型魔導士。暱稱米拉、小米拉，露西、溫蒂、茱比亞、雪乃稱呼其米拉小姐。偶爾會替週刊索沙拉拍攝寫真，是週刊索沙拉的人氣模特，與同為模特的珍妮是競爭對手又是好友的關係。被稱為妖精尾巴的招牌女郎，是魔法界最強的女招待員。歌聲優美，擅長歌唱，美貌另全大陸都為之著迷，相當有名氣。是艾爾夫曼和莉莎娜的姐姐，實力深不可測，深受公會夥伴愛戴。不喜歡戰鬥，因為魔法的能力及副作用太過強大（不能長時間接收惡魔，以免惡魔的力量太強大而暴走），且需消耗較大量的魔力來控制惡魔的力量，所以常在戰鬥時/他人面前刻意壓抑自己真正的實力。年少時性格較強悍且好戰，視艾爾莎為對手，兩人從小就開始競爭。在米拉遭逢莉莎娜的事件而性情大變之前，兩人的關係活脫脫就是納茲和格雷的女性翻版，在公會中也和艾爾莎關係最為要好。使用變身魔法和能將「惡魔」的力量納為己用的接收魔法，有「魔人」的稱號。與拉格薩斯·德雷亞關係曖昧。喜歡且擅長料理（年少時由於性格強悍，所以被納茲形容為無法想像），討厭蟑螂。喜歡的食物是葛餅。稱呼納茲、露西、格雷、艾爾莎、哈比等人為公會的「最強小隊」（後來又加上溫蒂和夏璐璐）。喝醉後會不停的傻笑。認為雪乃長相與莉莎娜相似，所以特別關心雪乃。與艾爾莎、烏璐緹雅、神樂、米涅露芭、烏璐為伊修迦爾實力最頂尖的女魔導士。
X778年自幼時因父母雙亡後與弟妹艾爾夫曼和莉莎娜相依為命，但是为了消灭在教会里作祟的恶魔而被附身，導致被村子里的村民厌惡而被迫离开村子。直至認識妖精尾巴公会的会长马卡罗夫后才知道是一种叫做“接收”的魔法，但是本人很讨厌这种变成恶魔的力量。后来艾尔夫曼和莉莎娜也学会“接收”魔法，为了守护艾尔夫曼和莉莎娜才接受自己的魔法並且決定加入妖精尾巴。X781年以16歲之齡通過S級魔導士升級考試，成為近數十年以來最年輕的S級魔導士之一。X782年（17歲）與艾爾夫曼、莉莎娜一同執行討伐獸王的S級任務時，艾爾夫曼為了掩護她而強行接收獸王在無法控制下反而攻擊莉莎娜，當時誤以為莉莎娜已死，自此由好戰轉變成溫柔的性格（常被納茲、格雷、戈吉爾、洛基不經意的一句話弄哭）並且從第一線隱退下來。之後兩姐弟每個月都會到卡爾地亞大教堂祭奠和懷念妹妹莉莎娜，直至某個陰雨天從伊多拉斯世界的莉莎娜歸來失而復得重聚。
後期雖然轉變溫柔、有點天然呆的性格，但生氣起來連會長都敬畏三分，且骨子裡還是保有以前腹黑及抖S的性格（尤其喜歡針對艾爾莎）。待公會每個夥伴都溫柔親切，和艾爾莎、卡娜都像是公會裡的長姐也時常關心和開導露西，在公會裡很受大家喜愛、信任。馬卡羅夫最常帶她出席任何活動，公會內部打理也是米拉最清楚，公會有任何事情或是納茲等人出任務惹事時，也擔任向馬卡羅夫通報的角色。前期因吉爾達茲、拉格薩斯、米斯頓葛長時間不在公會，和艾爾莎一起幫馬卡羅夫扛起公會所有的瑣事，與艾爾莎深受馬卡羅夫的信賴。
與幽鬼一戰時，聯絡拉格薩斯回來協力但被拉格薩斯拒絕（拉格薩斯提出除非露西願意當他的女人或許可以考慮，被米拉憤然激動打碎通訊魔水晶）。後來為了保護露西，用魔法使露西沉睡並讓利達斯帶露西至「藏身處」躲藏。並變身成露西的樣子去誘導約瑟會長，替納茲、格雷、艾爾夫曼爭取擊敗「四元素」的時間。
妖精尾巴內戰時，曾與露西、艾爾莎、茱比亞、卡娜、蕾比、比絲卡一度被艾芭格琳石化，後來在艾爾莎擊敗艾芭之後恢復（艾爾莎因為義眼所以使魔法效果減半），並找到受傷昏迷的艾爾夫曼，後與艾爾夫曼遇上弗里德，因弗里德欲殺了艾爾夫曼，為了保護艾爾夫曼及害怕再次失去親人而覺醒接收撒旦靈魂，魔力爆發以壓倒性實力擊敗弗里德，並震懾弗里德但沒有痛下殺手，表明只想快快樂樂的在公會生活，經此一役後正式重回公會S級第一陣線。
X784年公會S級考試時做為考官迎戰艾爾夫曼及艾芭格琳，告訴艾爾夫曼就算是弟弟也不會手下留情並以壓倒性實力壓制兩人，正準備對兩人使出最後一擊時，被兩人的計謀欺騙而被打倒（欺騙米拉說兩人要結婚，使其動搖），雖說也與兩年退休生涯有點關係。後來在暗黑公會惡魔心臟襲擊時與莉莎娜一同對抗惡魔心臟的軍隊後和阿茲馬對峙，在阿茲馬以莉莎娜做為人質不得不以撒旦型態與其交戰（阿茲馬將莉莎娜束縛在三分鐘的鎖定炸彈），一度與對方打成平手但為了保護莉莎娜而敗北。後與天狼島成員一同對抗「魔龍」亞克諾羅基亞，並與同伴被初代會長梅比斯施以「妖精之球」保護封印。
X791年解除封印後回歸公會，與馬卡羅夫、艾爾莎對黃昏之鬼多年來對妖精尾巴其他成員所做出的行為感到憤怒，而前往黃昏之鬼公會總部談判時也教訓所有人一頓。後與卡娜、艾爾夫曼、莉莎娜秘密修行三個月，同年參加大魔鬥演武時，與戈吉爾、拉格薩斯、茱比亞、傑拉爾（傑拉爾以米斯頓葛的身分出賽）組成妖精尾巴B組（後評議院成員擔任評審時，由卡娜代替傑拉爾出賽），對上青色天馬的招牌模特珍妮，並答應珍妮輸的一方要在週刊索沙拉刊登裸照的賭局。一開始以封面女郎之戰平手，後來接收魔人修特利秒殺同為使用接收機械之魂的珍妮震驚全場（珍妮原先想以封面女郎決勝負，但被米拉改了以武力分出勝負的規則）。大魔鬥演武最終日時與納茲、溫蒂、哈比、夏璐璐、利利前去救露西和雪乃，後來和餓狼騎士團對戰，以壓倒性實力打敗使用紙片魔法的餓狼騎士團主力卡美嘉，震懾了卡美嘉，並被形容為恐怖的女人。後與溫蒂、拉格薩斯、夏璐璐迎擊「翡翠龍」基爾柯尼斯，並和弗里德、畢可斯羅及艾芭格琳一同對抗小型龍。
與冥府之門一戰時，與艾爾莎一同前去保護原議長克勞福德（第一次與艾爾莎一同並肩作戰）解決一支冥府之門的軍隊，卻不知原議長早已跟冥府之門之一的羌華合作，在跟艾爾莎遭下藥且被帶入冥府之門時受到改造，但本身就擁有惡魔因子（為了使用撒旦靈魂）所以脫離改造牢籠並加以控制並震懾拉咪。之後接收與破壞地獄之核所有觸手型裝置的惡魔使冥府之門的惡魔不能復活使妖精尾巴氣勢大增，之後在實驗室與莉莎娜會合，跟塞拉對峙時得知她控制艾尔夫曼和莉莎娜的同時炸毀妖精尾巴的公會時感到震怒不已，起初對戰塞拉時站有優勢破壞地獄之核（塞拉對於米拉無視自己的「命令」且能接收惡魔感到相當震驚），但因雙方能力對於對方都無效，戰況陷入膠著而只能對打，使用撒旦靈魂時與未解放的塞拉實力持平，但與解放後的塞拉對打時使用最強的惡魔修特利與之對打被惡魔化的塞拉重創，過程中接收塞拉一部分的「命令」能力時用命令讓艾爾夫曼重創與擊敗塞拉，後因塞拉用命令控制艾爾莎、米涅露芭、哈比、利利、雷克達及弗羅修時用最後的魔力擊敗塞拉以解除對艾爾莎等人的命令（羌華對於米拉能無視塞拉的「命令」感到相當震驚）。後來不忍塞拉傷重瀕死而接收塞拉。在冥府之門一戰後從冥王獸那裡接收不少惡魔的靈魂。
X791至X792年妖精尾巴解散期間與莉莎娜做服務生的工作。與阿爾巴雷斯帝國一戰時與格雷、茱比亞、艾爾夫曼及莉莎娜並肩作戰，化身為被其接收的塞拉用命令使敵方士兵失去了戰鬥能力（格雷及茱比亞對其接收塞拉感到相當驚訝），並擊敗其中一個瓦爾的機械傀儡分身。後來和戈吉爾、蕾比、艾爾夫曼、莉莎娜及利利到北方支援劍咬之虎及青色天馬。後在艾琳發動「世界重構魔法 Universe One」後和莉莎娜及公會其他同伴一起被隨機分配到某處。後被艾琳的左右手茱麗葉和海涅認為實力太強大而被對方主動尋釁，以被其接收的冥王獸的靈魂-喜悅震懾了海涅與茱麗葉並壓倒性擊倒兩人。在打倒海涅及茱麗葉後被突然出現的艾琳給束縛在石頭上並且遭受她的狂打因此身受重傷，還被魔導王歐加斯特給重創，但在布蘭緹什偷偷幫助下未身受到致命傷害（布蘭緹什幫米拉縮小被歐加斯特重創的傷口）並與趕回來的莉莎娜和同伴會合後與傑克布交手並擊敗對方（傑克布認為自己的穿著太過暴露而不敢直視，只好以盲拳進行肉搏戰但最後被打敗）。
最終戰對决亞克諾羅基亞时與部分妖精尾巴成員趕往城鎮港口哈魯吉翁實行「妖精之球」封印亞克諾羅基亞失控肉體的計劃。之後劍咬之虎成員通過解放自身魔力誘導亞克諾羅基亞來到哈魯吉翁，但是船都被亞克諾羅基亞破壞，便與艾爾莎一同拖住亞克諾羅基亞以爭取時間讓格雷與利昂造船。船完成後，誘導亞克諾羅基亞肉體來到格雷等人製作的冰船上使其暈眩（因為亞克諾羅基亞是滅龍魔導士），配合露西發動「妖精之球」困住亞克諾羅基亞，魔力不足時與艾爾莎把魔力傳送给露西施展「妖精之球」最後透過梅兒蒂連結全大陸魔導士的魔力發動「妖精之球」並成功消滅亞克諾羅基亞。

艾爾夫曼·史特勞斯（Elfman Strauss）
配音：安元洋貴（日本）；黃天佑／林正騏【最終章】（台灣）；李建良【Animax版】／麥皓豐→陳耀楠【TVB版】（香港）
妖精尾巴的魔導士，頸部印有黑色的公會紋章，使用能將「野獸靈魂」的力量納為己用的接收魔法。高大粗犷，肌肉发达，属于力量型魔導士。米拉珍的弟弟，莉莎娜的哥哥，和同公會的艾芭格琳似乎有曖昧關係（只有公会内的人知道）。口头禅是“男子汉!”，常挂嘴边而且用于形容别人（不分男女）。小时候斯文安静，厨艺水平比姐姐米拉好（被納茲形容為不知為何可以想像）。喝醉会大吼大叫。
曾於討伐獸王的任務中為掩護米拉珍而強行全身接收獸王，在無法控制下反而攻擊莉莎娜，當時以為莉莎娜已死，由於這個心理創傷導致他不敢再使用全身接收，接收能力一直只能用於右腕，被稱為獸腕。
與幽鬼的支配者交戰時為保護米拉珍而成功使用全身接收，自此克服了心理障礙被馬可羅夫評斷為能參加X784年的S級魔導士升級考試。
在X791年代替失蹤的溫蒂參加大魔鬥演武，於第二天意外被安排與四頭獵犬的巴格斯對戰，且被其提議以米拉珍和莉莎娜為賭注，自己向對方的賭注是到大魔鬥演舞結束公會名都要改成四頭小狗，因為實力差距攻擊不到而轉以蜥蜴人之姿強硬承受他攻擊從而反傷對方，結果這種兩敗俱傷的戰術成功取勝，但經此一役後因身受重傷而光榮完成了代替溫蒂參賽的任務並在雷神眾的保護下休養。
在與冥府之門的戰鬥期間，原去保護原評議員時被賽拉控制掐住莉莎娜的脖子，為了保住莉莎娜的性命在賽拉以要求並命令其要把比魔導收束砲強大五百倍的超濃縮魔導發光體帶進妖精尾巴裡引爆作為條件，但被卡娜察覺自己的異狀以紙牌化的魔法變成紙牌交給艾克希特們飛去突襲，之後在冥府之門的方塊下方對付士兵後被以壓倒性力量的賽拉擊倒的米拉以接收魔法接收的命令咒法，命令自己要回到家人身邊，以 野獸之魂·獸王從上空偷襲賽拉，冥王獸墜落後和莉莎娜與公會其他同伴將數十個拉咪擊倒。
公会解散期间，一直在做秘密修行，实力更上一层楼。公会重聚篇因为纳兹等人重组公会，得以与公会同伴重新团聚重修于好，作为当初破坏公会的自責感得以释怀。
阿尔巴雷斯篇，大部分时间与米拉、莉莎娜三兄弟姐妹一起行动。面对十二盾再次集结在公会前，与莉莎娜一起对抗“沙漠王”阿吉尔，最终阿吉尔的爷爷出面投降认输，以亲情组合得以赢得胜利。

莉莎娜·史特勞斯（Lisanna Strauss）
配音：櫻井浩美（日本）；錢欣郁／林美秀【最終章】（台灣）；賴芸芬→馬慧琪【Animax版】／高可慧→陳皓宜【TVB版】（香港）
妖精尾巴的魔導士，米拉珍和艾爾夫曼的妹妹，與納茲是一起長大的青梅竹馬，兩人曾一起照顧哈比的蛋，甚至表示希望長大後成為納茲的新娘（然而長大後經常拿此開納茲玩笑）。使用能將「動物靈魂」納為己用的接收魔法。属于速度型魔導士。原本左肩印有鮮紅色的公會紋章，但是紋章在進入伊多拉斯時被阿尼馬吸收而消失，加入伊多拉斯的妖精尾巴後改成和米拉珍一樣，白色的公會紋章且位置在左大腿。
X782年與米拉珍和艾爾夫曼一起做S級委託的時候，遭失控的艾爾夫曼攻擊而失去意識，剛巧伊多拉斯的莉莎娜在稍早時意外身亡，因此被阿尼馬吸進伊多拉斯，伊多拉斯的米拉珍和艾爾夫曼見到她不停地哭泣，遂決定偽裝成伊多拉斯的莉莎娜繼續生活下去，直至X784年米斯頓葛逆轉阿尼馬後才回到亞斯藍德。
冥府之門篇與哥哥艾爾夫曼一起去保護原評議員時，被賽拉控制的艾爾夫曼掐住脖子而暈倒後和納茲被關進冥府之門的牢房裡，在費斯啟動造成的震動使一把大刀掉在牢房前，納茲用刀子打碎兩人手銬才得以逃脫出去並和納茲同去救出被薔華給束縛的艾爾莎，找到米拉珍後被拉咪給纏上，冥王獸墜落後和艾爾夫曼與其他公會成員擊倒數十個拉咪。
X791至X792年妖精尾巴解散期間與米拉珍一起做服務生的工作。阿尔巴雷斯篇，大部分时间与米拉、艾尔夫曼三兄弟姐妹一起行动。面对十二盾再次集结在公会前，与艾尔夫曼一起对抗「沙漠王」阿吉尔，最终阿吉尔的爷爷出面投降认输，以亲情组合得以赢得胜利。

卡娜·阿爾貝羅納（Cana Alberona）
配音：喜多村英梨（日本）；傅其慧／孫欣瑜【最終章】（台灣）；鄭佩嘉【Animax版】／陳凱婷→鄭麗麗【TVB版】（香港）
妖精尾巴的魔導士，18岁（X792年為19歲），腰部左前方印有黑色的公會紋章，使用紙牌魔法和擅长占卜，時而將紙牌當作投擲武器飞出，時而用紙牌的組合來發動攻擊。喜欢的是酒，讨厌的是无酒精饮料。
特征是波浪黑长发，小麦色皮肤的女性。性格爽朗大姐气概，还爱藉此与女性成员亲近和恶作剧，但有时又很敏感。因为曾经组队参加天狼岛的考试，与露西有着姐妹般的关系。上身常穿泳衣或黑色抹胸上身搭白色外套，酒不离身。被称“怪物”程度酒量的酒鬼，自称“酒是自己的男朋友”。從13歲就開始喝酒，「妖精尾巴」一年的酒有30%都是她喝的。
童年在进入公会前曾入住孤儿院，那时同龄朋友很少。认为同龄人朋友很重要，因此鼓励温蒂到孤儿院结识新朋友。渴望谈恋爱，曾经表示对喝酒的同伴（马卡欧）有点在意，以前马卡欧说过“还是再减少点酒量比较好”，所以暂时减少一些，但最近知道马卡欧有了女朋友，酒量比以前增加一倍。七年后从吉尔达兹回来后就没再在意。
為吉爾達茲的女兒。X772年（12年前）在母親卡娜莉亚過世后才知道此事，便到妖精尾巴尋找父親吉爾達茲，在等待吉爾達茲回來時加入了妖精尾巴，她為要算出父親哪天會回公會而學占卜，之後在馬卡歐的建議下學習纸牌魔法，但認為自己的能力不如父親，而故意保密自己就是吉尔达兹的女兒的身世。
在X780年第一次入選S級魔導士升級考試時。本来卡娜打算通過考試後向吉爾達茲自报家门，但連續四年都未合格，因此失去自信喝烂醉睡倒在街边且下雪，后来被露西遇到捡了回家。发誓着这一次決定X784年一定要通過考試，否則就退出妖精尾巴。与露西商量，受到鼓励，遂两人结成了搭档参加第五次S级考试。
考試途中「惡魔心臟」部队闯入与之交戰。因为是最后一次，出于焦急选择先一步完成考试，于是得知梅比斯坟墓的线索后催眠然后拋下露西。在梅比斯的墓前收到露西發生危險的通知，才想起自己現在最想要做的是保護同伴。经梅比斯同意暂时借得「妖精光辉」使用权，发动攻击布鲁诺特，后来归还。與「惡魔心臟」一戰結束後，向露西道歉而且为自己背叛伙伴露西一事难过一辈子，之后反被露西鼓励向吉爾達茲告知真相，父女倆才終於相認。自那以后，吉尔达兹变成女儿控让卡娜感到无所适从。
与「恶魔心脏」战斗时不能很好地使用“妖精的光辉”，但在大魔斗演武中第3天作为B队的后补选手出场，右手出现初代会长梅比斯为了获胜特许借给她的妖精三大魔法之一“妖精光辉”的纹身，于众人前展示了破坏魔力测定装置MPF的力量，并宣称「妖精尾巴」已经无人阻挡！据梅比斯形容，卡娜作为妖精尾巴最强魔导士吉尔达兹的继承人，本身有着不低的潜力，因此卡娜才能正式成为“妖精光辉”的继承人。
另外於大魔斗演武中第2天前的晚上於酒吧接受四頭獵犬的巴格斯挑戰喝酒，並意外的落敗並遭脫下上身的泳衣作為「戰利品」，儘管事後非常生氣並希望公會有人為此報仇，但於大賽過後的舞會上反而與巴格斯結為酒友約定擇日再切磋酒量。
在與冥府之門的戰鬥期間察覺前去保護原評議員的艾爾夫曼回來後發現他在公會地下室設置炸彈的異狀，在情急之下將艾爾夫曼卡片化，並從卡娜口中得知曾與休相遇過，並且從休手中學會「在卡片中关上人的魔法」而得以將公會眾人卡牌化全体避难，拯救公会被全灭的危机後將卡片交給哈比一夥突襲「冥界岛」。
在解散公会的一年后，不仅发型有所改变头顶丸子头，额头两侧长发带，而且上衣的比基尼变成蓝白色格子款式。生活过得很充实，曾经踏上寻找吉尔达兹的旅途。刚开始由于从小长大的环境突然间解散了变得莫名其妙，甚至不知道该怎么生活，总的来说是次有意义的人生经验。安慰踌躇不前的露西说正因为大家内心都有违和感因此不敢打破僵局直至收到露西所寄的信。
在与阿尔巴雷斯帝国战斗时，因被梅比斯說長得很像自己已去世的故友瑟菈而被梅比斯信任，在公会地下使用妖精光辉攻击思念体，藉此破坏魔水晶让作为“妖精的心脏”的梅比斯本体觉醒。艾琳死后，加入吉尔达兹两人一起对战欧加斯特，引起欧加斯特对父亲是否爱着自己孩子的思考。最终对决亞克諾羅基亞时，在哈鲁吉翁与公会其他人通过手牵手一起传送魔力给露西施展“妖精之球”封印亞克諾羅基亞。
官方人气投票与莉莎娜同样是第13位。

洛基（Loke）
配音：岸尾大輔（日本）；吳文民／于正昌【最終章】（台灣）；陳振聲【Animax版】／李致林【TVB版】（香港）
舞台劇演員：小澤廉
妖精尾巴的魔導士，背後印有青草綠的公會紋章。原出身「青色天马」。喜欢的东西是女孩子，是一个戴浅蓝色眼镜外貌英俊的男性，常在索沙拉週刊上是「希望要他當男友的魔導士」中前幾名。在以前曾经追求过艾尔莎，但是在差点被杀后变得不擅长应付她。讨厌的东西是星灵魔导士，因此故事初期很害怕露西，一直躲避着她，但在幽鬼与妖精尾巴开战时赶往露西身边，然后与戈吉尔开战一度打成平手，但最后被两名幽鬼成员苏和波兹击败。
真正的身份并非人类而是獅子座星靈雷歐，為星靈界黃道十二宮的首領。使用將魔水晶鑲在戒指上的戒指魔法只是量產品，本身擁有出眾的魔力和体术，甚至能抵抗持有者的強制關門。会使用戒指魔法和光魔法“王之光（レグルス）”。
X781年，前任主人是隶属「青色天马」的星灵魔导士卡蓮，然而看不惯她对待星灵的不正当方式，便提出自己及与同样与卡莲签约的白羊座星灵阿莉耶丝要和卡蓮解除契约。以解除之前自身坚决不回到星灵界的手段作为谈判条件，最后导致当时只能召唤一体星灵的卡莲在外出进行任务中死亡（后来知道凶手是時為「六魔将军」之一的空乃并夺取其白羊座钥匙）。这一系列行为的结果被星灵王判断“导致持有者死亡”而禁止他重返星灵界就此驅逐。流放到人界的三年間，经「青色天马」会长波布介绍化名為洛基加入「妖精尾巴」，只有少数人知道他真正的身份。由于星靈無法长期存活於人界持续消耗着魔力，身体变得衰弱，与「幽鬼的支配者」的抗争后不久就迎极限。希望在卡莲的墓前消失。就在露西得知真相後為救他而強行打開星靈界的門令星靈王現身，星靈王見到露西和星靈們的羈絆後得到宽宏大量的判决，重新允許他回到星靈界。临走前把狮子座的钥匙留给露西与她签约。
妖尾内战篇，被露西召唤以本来的姿态（类似狮子的头发，穿着西装）出现並对战毕可斯罗，毕可斯罗提到他很早以前就发现洛基的身份不是人类。在一番奋战与露西合作下以“狮子王的光辉”击败毕可斯罗，之后向露西展示爱意，被哈比吐槽两人有一腿。在他表明自己是星灵后坚持仍然是公会内的一员，会靠自己的力量来到人间工作（因此也有在关键时刻叫不出来的时候，如“伊多拉斯”篇委託處女座星灵芭露歌代替他被召喚），召唤过程也会对女性进行语言搭讪（如“日蚀计划”篇搭讪〈饿狼骑士团〉的柯丝莫斯等）。
S級魔導士升級考試時暫時中止與露西的契約，以洛基身份成為格雷考試的搭檔。在「恶魔心脏」部队进攻天狼岛时，发现“炼狱七眷属”之一的卡布利可其實是摩羯座星灵卡布利可被魔導士索鲁迪歐佔據了身體，经历激战后成功分离出与他融合的索鲁迪歐，之后与卡布利可一起把钥匙重新交到露西身边，与之签约。
在大魔斗演武中，为了拯救因日蚀计划被逮捕的露西亲自出现在奈落宫，把露西和雪乃被夺走的钥匙还给了露西她们，并与〈饿狼骑士团〉渔助交战。离开奈落宫后，与纳兹等人在王宫长廊和王国军还有〈饿狼骑士团〉开战。当从未来而来的罗格出现并杀害未来露西时，只能在一旁目睹未来露西已經身亡。当龙群从日蚀大门出来时被露西和雪乃的合体魔法「黄道十二门」召唤和其他的黄道十二门星灵一起合力关闭上日蚀大门。
於動畫原創故事日蝕星靈篇時受“日蚀计划”对自然界的影响，与其他黄道十二门一起变回四百年前的样子，出现在露西他们面前宣布单方面解除契约并要获得「完全的自由」（真相是为了逃离变成星灵兽所在的星灵界，进行仪式换取只有12天生命的自由）。外观上不但髮型變長了而且身穿堅硬的金色鎧甲（腰部上有狮子座的记号）和斗篷，不戴眼镜。与原本的洛基性格形成鲜明对比，取而代之的是高压的态度而且讨厌被他人以“洛基”的名字称呼或被女性亲昵，变得讨厌女性。魔法的颜色变为黑色，原本的“王之光”被代表黑暗的力量染黑，成为“漆黑的王的光”（按本人的话讲“这是出于对自由的渴望”）。具备吸收对方的魔力的性质，当暗之力缠绕全身状态时看起来非常盛气凌人，战斗方式变成与纳兹相似的体术和运用魔法。作为叛逆的首领，率领着日蚀星灵们叛变人类，抢夺天球仪只为实行Liberum仪式的行动。在星灵圣地，由納茲及哈比跑入獅子座之門挑戰洛基，獅子座之門內的戰場為瑪雅遺跡。但戰鬥中一股绿色的洪流（星灵兽的暴走干扰）中断了两个人的对战只好撤退，而納茲及哈比被冲到水瓶座之門接着援助温蒂与夏璐璐对抗日蚀水瓶座。后来出现在蛇夫座之门，插手與納茲、温蒂与日蚀蛇夫座的战斗，并让她先退下把星灵圣地真实面貌显露给纳兹一行人看。在星灵圣地外面，与纳兹重新交战最终被吞下“漆黑的王之光”的纳兹以“漆黑爆炎刃”击败并被强制关门，是第十個被收服的黃道十二宮星靈（至于纳兹因吸收日蚀雷欧的魔法的效果和副作用一直持续到击败日蚀蛇夫座以后才完全消失）。被送回星灵界后在星灵兽体内准备被吸收，而且变成了能抓住星灵王本体的十三条锁链之一。不过，由于纳兹等人打倒了星灵兽而得以解放，回复原来的身姿同时忘记之前发生的所有事情。
在「冥府之门」前篇的太阳之村里，单独行动为露西等人先一步找到埋伏的狙击手，由露西和芭露歌击败之。
X791年，在与「冥府之门」的战斗中自曝曾經勾搭前評議員（米凯罗）家的孙女（米凯莉亚），因而知道部分前評議員的隐匿住處，掌握这一信息妖精尾巴的成员之后开始分散保护前评议员的行动。「喜悦」发动后，与芭露歌一起被露西召喚出來，对战着「九鬼門」的卓夫札戰鬥但处于下风，同时顧慮到露西的身體和魔力狀況，最后因被贾卡尔的偷襲落敗同芭露歌一起被传送回星靈界。
X792年，被「狮子座星灵衣」的露西一起召唤对抗袭击「蛇姬之鳞」所在城镇的「蛇鬼之鳍」的魔物；在阿尔巴雷斯战争中，被召唤对战护圣12盾之一的“暗杀者”杰柯夫，利用「狮子光辉」使之隐身失效不过由于杰柯夫让露西的衣服变透明，露西只好把他「强制关门」遣返。
在续篇《百年任务》「封印木神龙」篇章中，与芭露歌一起召唤加上露西三人共同对战「白灭」状态的米拉为首的三姐弟妹，对手是接收「狮王」的艾尔夫曼，正面力量对决处不利。再者因为芭露歌早早落败，对手增加米拉所以最终同样被束缚败北，露西见此只好另行召唤塔罗斯和杰米尼接力。
名字的来源是同名的北欧神话的神。在官方人气投票中排名第15位。

### 歷代會長
妖精尾巴的後任會長通常會被前任會長帶到公會最底下的秘密通道──給下一任的會長交付看管妖精尾巴的最高機密「光之神話」。
梅比斯·法米利翁（Mavis Vermilion）
配音：能登麻美子（日本）；馮嘉德／林美秀【最終章】（台灣）；馬慧琪【Animax版】／羅孔柔【TVB版】（香港）
妖精尾巴的創始元老之一兼初代會長。外貌是一名嬌小的赤腳女孩，有一雙綠色眼睛及淡金色長捲髮，兩耳上有一對小羽翼及一小撮呆毛，穿著一件連身長斗篷，整體形象酷似妖精。生前擁有極其強大的魔力，創造出妖精尾巴三大魔法，實力深不可測。官方外传漫画《FAIRY TAIL ZERO》的主人翁，讲述她与同伴们从天狼岛出发到建立第一代「妖精尾巴」公会的过程。
動畫和原作裡，眼睛是沒有如同一般人一樣的光點，不過在ZERO篇，有短暫出現過幾次。由于安克瑟拉姆的诅咒身体停留在13岁，心理年龄二十出头（自认）。
作者在漫畫第32集附錄中提到梅比斯是讓他最出乎意料的角色，本來作者是預定天狼島篇後就沒有她的戲份。但是由於梅比斯在讀者之間太有人氣因而讓她再次登場。
於X673年誕生，在X686年13歲創辦妖精尾巴。
年幼時曾屬於「赤色蜥蝪」的公會，父母是该公会成员但早早去世，留下梅比斯做工还债，備受公會成員的苛刻對待（裸足的习惯也从那时开始）。儿时梅比斯就酷爱通过书本，吸收知识。X679年時(6歲)公會連同村莊被「青色髑髏」所滅。當時只有她與會長的女兒瑟菈倖存。直至七年後（X686年），在天狼島的圖書館中遇見為了找尋寶藏「天狼玉」而登陸天狼島的尤里。之後在發現天狼玉遭竊後，為了從「青色髑髏」手中奪回天狼玉，決定與尤里、普雷希特以及沃洛德同行。
雖然在奪回天狼玉的過程中一度敗給青色髑髏的會長，但也因此在戰後邂逅了當時的瑟雷夫，也在他的指導下增強了實力；之後用計將「青色髑髏」的會長引出了馬格諾利亞，從其口中得知了天狼玉的真相。了解天狼玉的真相後的梅比斯，為了解救因為天狼玉而和青色髑髏的龍骨雕塑合為一體並失控的尤里，使出了「妖精法律」的前身－黑魔法「法律」，結果身體因此停止成長。之後從尤里那得知了瑟菈的真相後向瑟菈告別並目睹其消失，而為了幫助馬格諾利亞的居民，與尤里、普雷希特以及沃洛德成立了魔導士公會「妖精尾巴」。之后梅比斯一直希望着着和同伴外出旅行寻找传说的妖精，但是后来发生种种事情（尤其是丽塔的死）而到死没能完成。
於X697年因為愛上了瑟雷夫，被彼此身上的詛咒奪去生命而逝世。死後，在妖精尾巴的聖地「天狼島」被豎立了墳墓，而本人的遺體則保存在巨大的复苏用魔水晶之中，藏在公會的地下。生前留有一子歐加斯特（阿爾巴雷斯帝國的護聖12盾之首），同時她的意志和墳墓合而為一，隱藏著失落的魔法「妖精光輝」。
在卡娜找到她的墳墓後，將妖精光輝借給卡娜，讓她去保護妖精尾巴的伙伴們，之後以幽靈之姿態現身，結合公會成員的信念與魔力，發動絕對防禦魔法「妖精之球」，從亞克諾羅基亞的咆嘯中拯救了天狼島上所有的公會成員，之後花了7年的時間解除封印，讓大家得以回歸公會。於再度沉睡前傳達了「夥伴們之間的強大羈絆，將會帶來無限的希望」的觀念給公會的新生代成員們，並微笑著稱讚馬卡羅夫。
在妖精尾巴返回馬格諾利亞後，某天因為覺得太無聊而突然心血來潮想去公會玩一下。來到公會門口時正好碰上要去海邊進行合宿修行的納茲等人。出於好奇而跟著一起去。雖然整個旅途中都沒有在大家面前露面，不過她一在偷偷地旁觀他們的娛樂行程。根據她偷窺露西等年輕女魔導士泡溫泉時的反應，似乎是對自己的嬌小身材以及平胸有些不滿意。最後在妖精尾巴所投宿的旅館裡泡露天溫泉時，突然想到自己也可以去幫要參加大魔鬥演武的新世代們加油。於是她真的就在大魔鬥演武的開幕式上突然現身在妖精尾巴的加油區上，也因此讓在場的公會成員們大吃了一驚。日落时候会自己乘风归去天狼岛，不过有时候晚上也能留下，不像一般地缚灵。
雖然變成了幽靈般的型態，但跟人能做的事一模一樣（上厕所和洗热水澡的需要），只是一般人看不見而已，也能夠做到像碰觸實物等一般幽靈沒辦法做的事。大魔斗演武结束后的魔导士公会招待晚宴上，像一个幽灵一样盯着看不见她的洁莉娅吃东西，令洁莉娅感到害怕。
大魔鬥演武第三天結束後，晚上和馬卡羅夫祖孫談到公會最高機密的事情時，就自責自己當初選拔二代目時看走了眼而導致情報外洩，因而哭了出來，但依舊逞強地說自己沒哭。
除了強大的實力之外，還擁有超越常人的智慧以及敏銳的獨到眼光，對幾乎所有種類的魔法都非常熟悉，能一眼認出並加以解析。過去她曾利用自己天才般的戰略能力，讓公會在創立初期的第二次通商战争里多場大戰中贏得勝利，因此被稱頌為「妖精軍師」梅比斯。
為了對應大魔鬥演武最終日的戰鬥，她認真觀察並記下前四天賽程中，其他公會成員的戰鬥和心理情資，推演出數以億計的戰術，幫助妖精尾巴展開勢如破竹的團隊攻勢，維持住領先地位。雖然在大會女子三強發生混戰後作戰產生混亂，但最終仍幫助公會以全勝之姿拿下冠軍。
跟四百年的大黑魔導士瑟雷夫為師徒關係，在大魔鬥演武完結後跟瑟雷夫見面，面對決定要對世界發動淨化的瑟雷夫，堅定的表示妖精尾巴會站出來保護這個世界並消滅他。
指揮妖精尾巴成員迎戰阿爾巴雷斯帝國大軍，同时公开100年前自己与瑟雷夫的因缘以及妖精心脏的存在。在纳兹等对决杰柯夫一战中察覺到能夠消滅瑟雷夫的方法，要求卡娜以妖精光輝消毀自己的思念體，在思念體破滅之後靈魂回歸肉體，並從一直以來保存自己的魔水晶中徹底解放。後來因為艾琳的魔法被迫與公會成員分開，被单独留在公会与瑟雷夫面对面，之后见识了十二盾集结场面。一度被印贝尔的“冰之奴役”封印思考直至格雷打败了他。使计从艾琳手上逃脱后，不得不远离公会回到伙伴身边。被梅斯特找到带回后，与瑟菈重逢然后别离，明白“妖精就在自己心里”。利用变大幻影指揮大家進攻瑟雷夫的所在位置，自己也找機會重回瑟雷夫的身邊。欧加斯特试图发动禁忌魔法「阿鲁斯·玛奇亚」毁灭全国家时，梅比斯的举动间接打断了欧加斯特的魔法发动之后听到一把孩童声音呼唤自己作“妈妈”。回到公会前，通过念话叫格雷等人先行远离公会，见面后交付END之书给露西，让纳兹和自己来处理公会内的瑟雷夫。询问瑟雷夫时卻不經意間被瑟雷夫奪走了自身大量的魔力而倒下。在納茲打倒瑟雷夫，使之不能动弹后。质问瑟雷夫为得到无限的魔力伤害了自己的同伴还杀了马卡罗夫，不可原谅。认为虽然两人后来相爱而且背负相同的诅咒，但是瑟雷夫身上的矛盾诅咒夺走了自己的生命而自己却没能夺走对方的性命，证明自己的内心存在不信任，爱不够。瑟雷夫回应这是因为他从来没有被任何人所爱，梅比斯只是出于同情才爱上他导致的。但梅比斯说正是瑟雷夫是她一直的憧憬，认识他才学会了魔法和建立妖精尾巴，就算后来他带来了死亡和战争的残酷，只有自己与他的那份孤独产生共鸣，明白到自己是爱他的，这样的思考才会产生“矛盾”，无法计算得到。“只要自己真心爱他，就能杀死他”，这就是梅比斯想出来的计策。但自己内心其实不希望他死，想永远在一起。之后通过和瑟雷夫借由互相关爱、爱抚的情感而令瑟雷夫感受到被爱从而发动诅咒，同意对方也带走自己的性命，就这样双双接受对方诅咒，一同消失於人世，最後將僅存的生命之源過度給原已死亡的馬卡羅夫，並且告別離開。

普雷希特·蓋爾伯格（Precht Gaebolg）
妖精尾巴的創始元老之一兼二代會長，X784年再度現身時是闇黑公會惡魔心臟的會長，並改名為「哈迪斯」。
馬卡羅夫·德雷亞（Makarov Dreyar）
配音：辻親八（日本）；吳文民／何志威【最終章】（台灣）；李建良【Animax版】／張炳強〈代配：林保全、朱子聰〉【TVB版】（香港）
第三代、第六代與第八代會長。其魔力難以估計且實力驚人，是聖十大魔導之一。中间秃头的矮小老人，虽然90岁（至X793年，不计算被封印的七年的话）但是个性仍然活泼可爱，故事开始时还有点好色。胸口印有紅色公會紋章。父親是尤里，兒子是伊旺，孫子是拉格薩斯。爱喝酒，曾经和卡娜鬥酒（动画版50集）。擅長讓自己身體巨大化的「巨人」魔法，所以被稱為「巨人」馬卡羅夫，也能使用火焰、冰、風、光等多種屬性的魔法。
X696年3月出生於妖精尾巴公会内，父亲是尤里·德雷亚，母亲是丽塔，名字是梅比斯亲自命名，来自她读过一本童话书温柔的王子/国王（王樣）的名字。與現今的四頭獵犬會長高德曼、青色天馬會長波布、前評議員亞吉馬、波琉西卡、羅布是從年轻时候就結交至今的好友。X736年，（40岁）從第二代會長普雷希特手上接下了會長的職務（普雷希特也是马卡罗夫的启蒙老师），謹守初代會長梅比斯傳下來的公會傳統，在普雷希特打下的基礎上努力經營，讓妖精尾巴近年來成長為全國數一數二的強大公會。公会风格自由奔放，热情又不爱遵守条约，也是评议院眼中的问题公会。同时养育了纳兹、艾尔莎、格雷、斯特劳斯姐弟等从小在公会长大的现活跃的年轻一代中流砥柱。常常因为纳兹等成员破坏设施和秩序，看着寄来的账单以及写给评议院的反省报告作怅。
一直視公會成員們為自己的孩子。铁之森打算袭击公会会长会议时，听说纳兹和艾尔莎结成「最强小队」时感到吃惊以及成功劝说卡伽亚马停止吹响“咒歌”。X784年，當陰影齒輪遭幽鬼支配者攻擊時遂決定與他們開戰，找約瑟談判時被設計，阿利亞使用「空」魔法將他的魔力化為無一度命危，所幸波琉西卡的治疗和米斯頓葛把他的魔力收集回來才恢復，事件落幕後在亞吉馬的建議下開始考慮退休。在妖精尾巴內戰時，与纳兹一起被困公会内不得参战。因拉格薩斯傷害同伴，一怒之下再度命危，恢復後雖然將拉格薩斯逐出公會，但祖孫倆的關係有所改善，拉格萨斯临走前与公会成员送上祝福。事后打算辞任会长，但被弗里德说服。
S級魔導士升級考試中途遭惡魔心臟襲擊，迎敵時發現惡魔心臟的會長是第二代會長普雷希特，使出最強防禦法陣「三柱神」但仍然不敵其「天照百式」，最後被打成重傷。与炼狱七眷属之一桑库洛战斗中，协助纳兹成功击败对手。惡魔心臟敗北後，虽然与孙子拉格萨斯再会但没允许让他及时回归公会。后又迎來黑龍亞克諾羅基亞，原本打算捨身救公會的成員們与黑龙殊死搏斗，但不拋棄成員才是公會的信念，因這樣的羈絆和互信的心得以發動「妖精之球」。
X791年妖精之球解除後，決定讓吉爾達茲繼任並帶他去看公會最高機密「光之神話」，但是吉爾達茲在他公告退位前就悄然離去，並在留下的信件中任命他為第六代會長以及接纳拉格萨斯回归妖精尾巴。与米拉、艾尔莎一起拜访「黄昏之鬼」为受欺负的公会成员吐了一口恶气。
以重振公会和1000万J奖金为目的，带领公会成员参加X791年的大魔斗演武，同时派出了A队和B队成功入围，自己在场外加油打气。同时发现初代会长梅比斯亲自来到会场，有梅比斯担任智囊为比赛夺冠以及营救露西思考对策，最终两面作战都取得成功。龙群出现后，与妖精尾巴成员对峙着炼狱炎龙「亚特拉斯弗雷姆」，虽然以巨大化迎战但被其火焰身躯灼伤双手。大魔斗演武胜利回归后，由市长亲自送还修缮好的妖精尾巴公会。
「冥府之門」篇，发动全体公会成员从冥府之门手中保护原评议员们，了解费斯计划后与「冥府之门」正式开战。被卡娜的卡牌魔法所救的全体成员，逃过公会爆破一劫，然后被带往冥界岛开始战斗。突破口出现以后，带领公会成员进入与冥府基层士兵继续战斗。受到二代会长普雷希特的启示，重新回到公会地下打算发动“流明·历史”消灭大陆上的费斯。但因五龍突然出现而终止。戰斗結束後，為了保護公會成員宣佈原地解散妖精尾巴。很久以前（十年前）拜托梅斯特潜入魔法评议院收集关于西大陆的情报，然后自己孤身前往阿爾巴雷斯帝国，计划以“流明星辉”作为底牌要求与之进行交涉，目的在于阻止阿爾巴雷斯再次侵略伊修加尔又或者做到拖延时间，重构魔法评议院作为防御战线（沃洛德知道这个计划因此参与重建圣十魔导住持的评议院）。同时恢复了梅斯特的记忆和承认梅斯特公会成员身份，妖尾成员重聚时梅斯特向纳兹等人转达了马卡罗夫的意图。
X792年逗留西大陆接近一年，外貌变化有蓄起胡子。基本上都是与大臣亚吉鲁打交道，没取得有实质交涉进展。等见到皇帝回归帝国时竟发现“斯普利玵”是黑魔法师瑟雷夫。虽然口头上被瑟雷夫感谢养育了纳兹但差点被死于他的手上，幸亏梅斯特及时出现救走。与营救马卡罗夫一行人再会，感动之余还发现露西等人变化很大，与一年前判若两人。被阿季鲁的沙瀑差点吞噬前，变大怀中保护着纳兹等人后来拉格萨斯与其他召集成员坐着青色天马的飞船赶来，出手化解了危机。
回歸到妖精尾巴后，由艾尔莎卸任而担任了第八代妖精尾巴会长以及与成员一起听说了梅比斯讲述的关于“妖精的心脏”的来龙去脉，还有分享他已知的关于「护聖12盾」成员情报。战争开始后，与梅比斯留在公会大本营指挥发号命令，同时以雷达密切关注各地战况。十二盾之一杰柯夫入侵到公会时，与之交涉着但所有成员都被关进另一个空间而处于生死之际，而梅比斯独留在公会内。得到露西想出的计策得以重新释放全部成员，协助纳兹最终击败杰柯夫。Universal One发动后被一起传送到外面，与原本在北方援助莉莎娜、米拉碰头然后与帝国士兵发生战斗。听从瑟菈的念话指挥，与公会成员一起以公会目的地进发。由于艾琳附加全体士兵“狂战士”，不忍心看着自己的子女们被打倒在地，发动了以妖精法律肅清了80%敵人扭转战局，但因生命力耗盡（“妖精法律”是以自己的意志判断削减敌人数量从而消耗自身生命的魔法）而站着死去。遗体之后接受艾尔莎跪拜，承认他就是自己唯一的父母还有令梅比斯想起往事而感到悔恨惋惜。而孙子拉格萨斯坦然接受这一现实，并安慰着梅比斯。最终在见到瑟雷夫與梅比斯雙雙消失以後（通过梦中），因梅比斯轉讓的生命力在拉格萨斯怀抱里复活醒来。与众魔导士商量出对付黑龙计策后，与露西等人回到了公会图书馆内寻找初代留下记载“妖精之球”的魔法书。最终决战黑龙时，在公会门口通过梅儿蒂的链接全大陆魔导士的魔力封印亚克诺罗基亞一起传送魔力的一份子。
X793年，由于使用「妖精的法律」的后遗症导致腿脚不方便只能够坐轮椅但很有精神。偶尔带着疑惑想起梦中所见场景而产生迷茫。因白魔导士潜入公会，与其他妖精尾巴成员一起被“染白”并来到基尔缇纳大陆。在封印木神龙篇时，被噬龙者雷斯在多拉希尔街上寻找拥有强大力量的附身对象时附身了（因满足附身的3个条件），两人的同步率呈现非常高，加上与雷斯本身的魔力合二为一后，马卡罗夫身上散发出非常强大的魔力，连原本有腿疾的双脚也能够站起来。被操控着然后与纳兹开始战斗，虽然身怀强大魔力还是被纳兹释放的火焰灼伤，之后更被「炎龙王的崩拳」一拳扑倒在地。之后雷斯通过观看年轻时候的马卡罗夫的记忆逐渐了解真实的情况：雷斯许多年前是「妖精尾巴」的魔导士之一，而当时的马卡罗夫时任第三代公会会长，是一个个子不高但是长相与父亲尤里像似的金发刺刺头青年，与高德曼、亚吉马、波琉西卡等人是好朋友。当雷斯出事的时候，连波琉西卡都无法为之挽救时，马卡罗夫唯一继续拼命互喊着让雷斯不要死去，以“我们都是妖精尾巴的同伴”、“我们都是家人”为由挽留着雷斯，即使两人只是互相知道名字的程度。最后，雷斯还是死去令在场所有成员都感到悲伤难过。回到现实，雷斯主动承认失败然后离开马卡罗夫身体，准备原地成佛。此时，马卡罗夫醒来感到一阵怀念并且说出故人的名字，雷斯也回应了马卡罗夫并且带着微笑再消失，而马卡罗夫的“染白”状态也似乎因此解除了。

馬卡歐·康波德
X785年至X791年間擔任代理會長，在魔法評議院要求下代替失蹤的馬卡羅夫正式成為第四代會長，不過由於是在馬卡羅夫失蹤期間接任，因此是歷代會長中唯一未進行公會內部的接任儀式（即被前代會長帶去公會駐地地下的秘密房間觀看並告知「光之神話」的相關事項）的會長。
吉爾達茲·克萊伊夫
妖精尾巴的最強的魔導士兼最強候補，擔任第五代會長後留下書信簡單地下達2項人事命令，准許拉格薩斯回歸公會，以及任命馬卡羅夫擔任第六代會長，而他再度踏上旅程。
艾爾莎·史卡雷特
在馬卡羅夫前往阿爾巴雷斯交涉期間，短暫擔任第七任會長。

### S級魔導士
能够参加以S级任务为首的高级任务的魔导士。S級魔導士可以接S級委託以上的工作，包含SS級委託、10年委託、100年委託。要成為S級魔導士必須通過每年一度的「S級魔導士升級考試」，每次最多只有1位合格，也有可能無人合格。从过去历年举办S级考试的合格者记录来看，从X780至X784年合格者依序分别是艾尔莎、米拉珍、米斯顿葛、无人合格和终止进行，这五次卡娜都有参加，其中艾尔莎刷新了所有记载以来最年少的合格者（15岁）。拉格萨斯（17岁）于X778通过S级升级考试，而后一年无人合格。吉尔达兹通过考试年份不详，在拉格萨斯和吉尔达兹之间似乎是有几个人合格，但那些人现在已经因故不在公会里了。
吉爾達茲·克萊伊夫（Gildarts Clive）
配音：井上和彥（日本）；吳文民／何志威【最終章】（台灣）；葉振聲【TVB版】（香港）
45歲（X792年為46歲），妖精尾巴最強的魔導士，原被馬卡羅夫任命為第五代會長但在公告前就悄然離去。最受公會夥伴愛戴。左胸印有公會紋章。使用粉碎魔法，是能將碰到的一切東西化為碎片的超高級破壞魔法，也因為這樣在戰鬥時不擅長手下留情，因此每當他回歸時會啟動「吉爾達茲模式」以防城鎮毀滅。
年輕時曾獨自一人殲滅闇黑公會五條橋一家並救回當時仍是孩童的格雷，且在當時已有「西方最強」稱號，移動速度甚快，能在一瞬間連發13次拳，當時一拳就能掀乾一片湖面。過去曾與烏璐有過一面之緣。
X781年接下魔法界難度最高的百年任務，但途中遇到「魔龍」亞克諾羅基亞，可能因為魔力太強挑起其戰意或任務內容有所威脅而使牠認真對付吉爾達茲，導致任務失敗。X784年回到馬格諾利亞鎮，是接下這個任務的人之中唯一一個活著回來的人。同年「S級魔導士升級考試」中，以考官身分對戰納茲，並以單手壓制納茲，並用披風擋下滅龍奧義，僅以魔力便讓他首次感到恐懼而跪地認輸，且撼動了全島。後來與「惡魔心臟」副會長布魯諾特交戰，起初在重力的壓制下僅以肉搏不用魔法仍稍佔上風，後來天狼樹倒下導致魔力盡失，魔力恢復後在對方決定開始認真的情況下，輕易粉碎其魔法，並以一記上鉤拳送他上天。結束戰鬥後，從卡娜口中得知自己是她的父親。
X791年「妖精之球」解除後，被馬卡羅夫帶到妖精尾巴舊址的地下秘密通道，目睹了妖精尾巴的最高機密「光之神話」（妖精心臟），同時被馬卡羅夫任命為第五代會長。但自認為不適合當會長，在馬卡羅夫公告前就悄然離去，僅在留下的信件中以會長身份讓拉格薩斯回到公會，並任命馬卡羅夫為第六代會長。
在旅途過程中曾以一拳解決比自己大數十倍的魔物，且跌個跤就毀掉一個村莊。公會解散後，在某片森林遇到修行的納茲，雙方再度決鬥，吉爾達茲以一拳滅了座大山，使納茲失去戰意而認輸。
X792年，當全公會的人被阿爾巴雷斯帝國護聖十二盾之一「伊修迦爾最強魔導士」天神賽雷納壓制時，吉爾達茲及時現身，瞬間打碎其三重滅龍魔法:「煉獄龍的炎熱地獄」、「海王龍的水陣方圓」、「暴風龍的吟風弄月」並分割了大地，以全新的姿態參戰，完全沒把復活的天神放在眼裡，稱其只是個小雜魚，便用破邪顯正·一天正面轟飛他，也因此開出一條通往公會的路。隨後護聖十二盾紛紛敗下陣，僅剩其中最強男人「魔導王」歐加斯特完好無傷，並站在教堂頂端決定施展範圍技肅清一切，此時吉爾達茲從天而降一拳阻擋他，並把教堂轟成廢墟，使歐加斯特極為驚訝，便立即用法杖施展魔法攻向吉爾達茲，卻被他輕鬆以一手擋掉，並揚言：「把他交給我」，戰鬥一開始，吉爾達茲先以肉搏戰試探，並以極快的速度瞬移到魔導王背後使之反應不及而被粉碎魔法擊中，但在那瞬間魔導王將其複製且予以反擊，後來卡娜也隨之加入戰場，對魔導王發動了妖精光輝，結果被後者無效化而毫髮無傷，便開始挑釁吉爾達茲要殺掉卡娜，被激怒的他一時衝動莽然出拳，卻正中魔導王下懷，看破其動作而接下拳頭反摔他，持法杖瞄準吉爾達茲胸膛引爆，不過被後者分解了傷害，後來吉爾達茲持續跟魔導王肉搏戰，卡娜以卡牌攻擊輔助他，吉爾達茲抓準破綻使出「完全粉碎」，但仍被對方無效化，魔導王於是手持法杖刺向卡娜，不過被吉爾達茲用身體接了下來，原本應被貫穿內臟，但他身體異於常人，內臟早已被魔龍「亞克諾羅基亞」毀了，所以並沒有什麼大礙，逮住魔導王說破了其魔法的秘密及弱點，卡娜便用卡牌攻擊魔導王，又被吉爾達茲的鋼鐵左臂使出「破邪顯正・絕天」正面重創。最终戰对决亞克諾羅基亞时，在哈鲁吉翁与公会其他人通过手牵手一起传送魔力给露西施展“妖精之球”封印亞克諾羅基亞，最後透過梅兒蒂連結全大陸魔導士的魔力發動「妖精之球」，並成功消滅亞克諾羅基亞。

拉格薩斯·德雷亞（Laxus Dreyar）
配音（青年時期）：小西克幸（日本）；吳文民／林正騏【最終章】（台灣）；陳振聲【Animax版】／張方正【TVB版】（香港）
配音（幼年時期）：速水秀之（日本）；傅其慧（台灣）；黃淑芬【TVB版】（香港）
23歲（X792年為24歲），妖精尾巴的S級魔導士兼最強候補之一，外表帅气，雷神眾的領導者，被喻為是在妖精尾巴中，實力僅次於馬卡羅夫和吉爾達茲的魔導士。為妖精尾巴創始者之一尤里的曾孫和會長馬卡羅夫的孫子，並且是伊旺的兒子。深受公會夥伴愛戴。
脸上有雷电形状伤痕，肌肉发达，左胸有公会纹章和黑色纹身的黄色短发青年。個人十分喜歡戴著耳機聽音樂，特別是加入搖滾風格的古典音樂。此外與米拉珍·史特勞斯關係瞹味（最终话绯闻对象还加上卡娜、莉莎娜）。年少時开朗好动与马卡罗夫亲密，长大后变疏离，曾经因为父亲伊旺被公会除名一事而争执，但引发公会分裂而被赶出公会时，马卡罗夫依然关爱并传达祝福给他。
性格好强（尤其不想输同为灭龙魔导士的纳兹和戈吉尔），喜欢正面对决，不擅长与他人交流，所以常常一人行事，人际关系也仅限于“雷神众”，回归妖精尾巴公会后与伙伴（尤其是“雷神众”）的家人意识增强许多，性格也較以往沉穩，在妖精尾巴裡地位犹如年轻一代的兄长。妖精尾巴特有传递思念手势，也是拉格萨斯小时候发明的。
雷之滅龍魔導士，能使用各種雷系魔法。與其它滅龍魔導士一樣，搭交通工具會出現暈的毛病（通过雷神众之口证实）。雖然身為雷之滅龍魔導士，但拉格薩斯甚少出現於公會內和展示其魔法，所以納茲等人曾誤以為他只是一位使用雷電魔法的魔導士。在阿爾巴雷斯篇時，格雷提到拉格薩斯有在馬格諾利亞鎮放電的習慣。
幼年時身體十分孱弱無法繼承來自祖父的強大魔力無法成為魔導士，於是父親伊旺為了使自己更強大植入能使用雷之滅龍魔法的魔水晶，從而被歸類為第二世代的滅龍魔導士，亦即是非由龍來教導滅龍魔法而是自學的滅龍魔導士。曾經非常崇拜祖父馬卡羅夫並視他為自己的偶像，因此期盼能及早加入妖精尾巴成為其中一員。
但隨着長久以來背負著祖父威名帶來的期望與壓力，以及公會眾人對他身份的顧忌，後來再加上馬卡羅夫把父親伊旺給逐出公會等事無法認同和理解，因此祖孫的關係自此破裂，後來拉格薩斯更決心要超越馬卡羅夫，來證明自己不是活在自己祖父陰影的人。拉格薩斯及後經歷了眾多磨練，終於在X778年以17歲之齡通過S級魔導士升級考試，成為近數十年以來最年輕的S級魔導士之一。
但成為S級魔導士後的拉格薩斯性情大變，開始變得自大和傲慢，看不起弱者。及後與弗里德等持相同理念的公會成員建立雷神眾這個小隊，長年離開公會並逐漸脫離妖精尾巴的大家庭。
X784年因妖精尾巴被幽鬼的支配者襲擊，兩個公會進行開戰，所以被米拉珍通知希望遠在外地的拉格薩斯能助妖精尾巴一臂之力，但拉格薩斯卻認為妖精尾巴過於軟弱，因此斷然拒絕，沒有給予任何幫助，更諷刺公會眾人（提出除非露西愿意当他的女人或许可以考虑，被米拉愤然激动打碎通訊魔水晶）。公會戰爭結束後，拉格薩斯認為妖精尾巴會被欺負是由於內部太軟弱，之後又在酒吧聽到妖精尾巴被嘲笑，更激起了他的憤怒，回到公會後又看見曾為幽鬼支配者成員的戈吉爾和茱比亞被馬卡羅夫邀請進入妖精尾巴，此舉更令拉格薩斯不滿，於是忍無可忍的他決定搶走馬卡羅夫的會長位置，將妖精尾巴變成一個沒有人敢欺負的最強公會。
及後與雷神眾趁公會祭典時，挑起妖精尾巴內戰，設下陷阱讓公會成員們互相殘殺，自己則在旁觀看，但隨着雷神眾成員相繼被擊敗，走火入魔的他決定施放禁忌魔法「神嗚殿」，在限定時間內摧毀馬格諾利亞鎮，後與先後前來阻止他的米斯頓葛和艾爾莎交戰，但由於兩人的實力和拉格薩斯不相伯仲，所以皆是打成平手，隨後納茲也趕了過來，並和拉格薩斯單打獨鬥，可惜實力的差距，納茲被壓倒性擊敗。在將要被拉格薩斯的招式結束生命時，戈吉爾及時出現並拯救了納茲，於是雙人聯手，共同對抗拉格薩斯，面對納茲和戈吉爾兩位滅龍魔導士，受了眾多滅龍魔法的拉格薩斯卻毫髮無傷，而拉格薩斯也向兩人説出自己也是滅龍魔導士的秘密，並用滅龍魔法「雷龍的咆哮」重創兩人，更嘗試使出「妖精法律」消滅所有人，然而由於其內心並沒有視公會眾人為敵人，所以施法失效反消耗大量魔力，此時納茲也被拉格薩斯的所作所為激怒，以覺醒的姿態與拉格薩斯展開一對一決戰，最終魔力透支的拉格薩斯被納茲用滅龍奧義擊敗，內戰亦隨之結束。
內戰後主動承認自己的過錯，但因危及同伴和市民而被馬卡羅夫下令逐出公會，事後託付雷神眾的成員們好好留下並等待重聚之日，臨離開馬格諾利亞前看見會長和公會成員們在慶典中為其臨別，心中既內疚又感動而落淚，從而開始他的悔改之路。
妖精尾巴在天狼島舉行S級魔導士升級考試時，突然被闇黑公會「惡魔心臟」襲擊，在收到馬卡羅夫被敵方會長哈迪斯重創前的意念，他立刻從修煉途中趕到天狼島拯救同伴們，當主角小隊一行人被哈迪斯擊倒，而納茲亦差點被了結性命時，及時現身拯救了大家，並獨自與哈迪斯對決，在初期與哈迪斯打得不相伯仲，但由於體力不支和雙方的魔力差距終敗陣下來，在硬接了哈迪斯的終結技前，將自身所有雷電與魔力傳給納茲，使其開啟「雷炎龍模式」以代替他出戰，也是當中唯一知道前妖精尾巴第二任會長哈迪斯真正身分的孩子。「恶魔心脏」一战之后，在天狼岛上与雷神众、爷爷马卡罗夫（但是口头上仍然不承认公会一份子）、莉莎娜重逢（通过捏脸接触确认），同时这也是温蒂第一次见到拉格萨斯本人。之后与天狼島成员一同对抗「魔龙」亞克諾羅基亞，並與同伴被初代會長梅比斯施以「妖精之球」保护封印。
X791年解除封印後，吉爾達茲以會長身分承認他是妖精尾巴的一員，得以重回妖精尾巴，同年參加大魔鬥演武和大鴉尾巴的阿列克謝對戰，其真實身分是自己的父親伊旺，目的是想在比賽中和他進行交涉但被他拒絕，隨後一次打敗伊旺和其餘大鴉尾巴的四位成員。在大魔鬥演武最終回時，和擁有聖十稱號的裘拉對戰，最後用滅龍奧義戰勝對手震驚全場，事後曾獲推薦列入聖十大魔導之一，但被認定個性有瑕疵而不被納入（可能受到發動過妖尾內戰之黑暗史影響）。
在冥府之門襲擊時，與雷神眾於亞吉馬經營的餐廳「8is land」工作時，被冥府之門的暴風雨用自爆襲擊，為了讓其它人逃生自己吸入大量的魔障因子而差點送命。在動畫版中在戈吉爾擊敗特拉夫撒後，暴風雨準備要攻擊時，出現在二人中間，與其發生戰鬥，在戰鬥時被識破仍以病體參戰以不撓的毅力，在最後以特拉夫撒釋放的天地晦冥的水導電，以雷龍的咆哮造就四面八方的攻擊，擊倒暴風雨並閘道他的血製作魔障因子的解藥疫苗。
X791至X792年妖精尾巴解散期間與雷神眾一同在青色天馬擔當服務生，在一年後為營救馬卡羅夫等人前往西大陸，在往返途中被護聖十二盾的砂漠王阻撓以一擊打退對方。
阿尔巴雷斯帝国一戰時，擊敗十二盾之一的瓦尔，後來擊敗奈因哈特召喚出來的哈迪斯。
最終戰時被亚克诺罗基亚吸入时空裂缝，并与其他六名灭龙魔导士一起与对方展开最终决战，最終成功消滅亞克諾羅基亞。
在《百年任務》中證實埋入其體內的魔水晶是由「雷龍王」艾雷克西翁的心臟製成，之後取出了魔水晶並吞噬被吸引而來的雷龍王靈魂。

艾爾莎·史卡雷特
妖精尾巴的S級魔導士兼最強候補之一，公會內最強的女魔導士。
米拉珍·史特勞斯
妖精尾巴的S級魔導士兼員工，與艾爾莎並列為公會內最強的女魔導士。
米斯頓葛（Mystogan）
妖精尾巴的S級魔導士兼最強候補之一。于X784「伊多拉斯」事件解决后回到原來的世界成為新任的伊多拉斯的國王。

### 雷神众
拉格薩斯的親衛隊，平时这三人在一起参加任务時待在公会的时间很少。每個人都有眼魔法（艾芭格琳较为常用），且能凭借着优秀的眼力追踪、观察普通肉眼捕捉不到的高速移动带魔力对象，實力強大到就迅速殲滅隸屬巴拉姆同盟之一「六魔将军」旗下的闇黑公會「屍人之魂」。与拉格萨斯一起在“妖精尾巴最强之战”中不断地打倒同伴，但是最终被解除石化的艾尔莎、露西、米拉珍等成员給連續击败。在这件事结束以后，因为拉格萨斯主动承担所有后果自愿被逐出公会，三人按照拉格萨斯意愿也留在公会，等待拉格萨斯回归亲卫队再结成。现在在公会的时间变多和伙伴们的交际也变广。
弗里德·賈斯汀（Freed Justine）
配音：諏訪部順一（日本）；李景唐（ep.42～237）→孟慶府（ep.255～265）／林正騏【最終章】（台灣）；李建良【Animax版】／梁偉德【TVB版】（香港）
妖精尾巴魔導士，拉格薩斯親衛隊「雷神眾」隊長而且是实力最强者，因相當崇拜拉格薩斯而成立。20岁（X792年為21歲）。喜欢的东西是乐器，讨厌的东西是口香糖。左手背印有青草綠的公會紋章。使用西洋劍和「術式」魔法，根据艾尔莎的说法，战斗力和判斷力相当于S级魔导士。瞭解他所擁有的魔法的人很少，因此被稱為「暗黑」弗里德。右眼有暗魔法（平时用头发遮住），因此会使用暗之力。有速写术式一级资格，因此可以用剑划写运用到实战中。
特征是草绿色长发，西洋劍士打扮，左側腰配有一把西洋剑，頭髮有兩小撮閃電狀的呆毛和左眼的哭痣。外观俊美，曾经被会长拜托做画的模特。以性格來看比拉格薩斯更成熟，但在提到拉格萨斯相关话题的时候，表现也不像平时那样冷静沉著，會有情绪高涨的一面，在与被逐出公会的拉格萨斯再会时，也与其餘两人激动地流下了眼泪。对拉格萨斯似乎包含敬佩以上的感情，在单行簿番外漫画中出现疑似喜欢男色的表现。他是少數人中能忍受飛魚極度難吃的味道，但是過了很久之後還是會肚子痛，此外似乎很會做菜。
因為他很少在公會裡露臉，所以他的人際交際面也不廣，在公会被称为继吉尔达兹和米斯顿葛之后的神秘男人。因已經近半年沒有在公會裡露面，所以並不認識身為新人的露西。在與幽鬼支配者的戰爭中，他也身處在另一條街上。
參與妖精尾巴內戰，負責事前佈置陷阱，令许多公会同伴互相争鬥或者失去战鬥力。起初並不主張拉格薩斯攻擊同伴並勸告之，但還是迫于强势追隨他之后輕易打敗了卡娜，茱比亚选择自我伤害。甚至在與艾爾夫曼戰鬥時準備殺了他，因而刺激起米拉珍重新使用了「撒旦之魂」展開激烈交戰，最後被米拉珍以壓倒性擊敗失去了战鬥意志，流泪承认失败。最后结果是拉格萨斯承担所有责任自愿被逐出公会，而自己也跟着剃了代表反省的和尚頭，除此之外成功说服了打算引咎退位的马卡罗夫。在讨伐「六魔将军」篇结束后离奇地又恢复了原来的发型。
參加S級魔導士晉級賽，選畢可斯羅作同伴，因為弗里德認為在妖尾内战时欠了卡娜，假裝對衣著性感的女人完全沒輒，無法戰鬥而刻意落敗，讓卡娜和露西通過，原先在第一階段結束後就隨著吉爾達茲離開，但是因為注意到艾爾莎送出的信號彈因而急速回援，和畢可斯羅一同以壓倒性實力壓制拉斯提羅斯。然后与艾尔夫曼联手击败了袭击公会露营地的「恶魔心脏」成员悠马兹和卡瓦兹。面對亞克諾羅基亞一戰後七年回歸妖精尾巴，並和拉格薩斯、畢可斯羅、艾芭格琳到了某地去秘密修行。
「星空之匙」篇根据卡娜占卜分组结果，和格雷一组但是相性不好并且遇上新生六魔将军的天使，二人被其新魔法「天使魔法」击败。大魔鬥演武篇，「雷神众」三人都没有没有亲自下场比赛，为妖精尾巴A队和B队场边加油打气，尤其是轮到拉格萨斯对战时情绪激动，相信他会打赢。龙从日蚀大门出现时，三人曾经短暂对峙炼狱炎龙「亚特拉斯弗雷姆」，但魔法攻击没有效果。
在冥府之门篇开始，三人同拉格萨斯在原评议员亚吉马经营的位于哈鲁吉翁的餐厅「8island」帮忙完成委托，但因为隸屬「冥府之門」的「九鬼门」的暴风雨突然寻上门暗杀亚吉马，与之对抗但因吸入魔障因子，无法使用魔法而且生命处于危殆被及时出现的拉格萨斯所救，虽然结果是获胜但因为对方的自爆攻击，大多数魔障粒子进入拉格萨斯肺部，还有一部分逸散到城镇危害居民，拉格萨斯等人倒下不得不被送回公会接受波琉西卡的治疗，等待着获得暴风雨的血液制作血清。公会被引爆时被变作卡牌带到冥界岛上。暴风雨被格雷（动画版是重新清醒过来的拉格萨斯）給击殺后获得其血液最终得救。
公会解散后“雷神众”和拉格萨斯一起加入了「青色天马」，继一夜之后成为了那裡的王牌。由戈吉尔为首的新妖精尾巴B队来到「青色天马」迎接回归妖精尾巴，在西大陆乘坐天马飞船成功与“营救马卡罗夫”小组汇合。
在阿尔巴雷斯帝国战争中，在卡尔地亚大教堂用“术式”设置覆盖整个马格诺利亚屏障，起到防御空中攻击的作用。但屏障出现漏洞，与出现在那里的分身12盾的瓦尔·异希特对峙，毕可斯罗和艾芭格琳为保护之陷入苦战，一夜赶到后终于与之联手击破了分身瓦尔，但是从自爆的分身瓦尔手上保护他们的一夜，艾芭格琳和毕可斯罗都受到了重伤。之后四人一起接受波琉西卡在公会内治疗。这令拉格萨斯因为同伴被伤害变得愤怒激动。Universal One发动后，醒来与「剑咬之虎」的史汀格在一起行动，指示他汇合方向后分头行动先找拉格萨斯。
最终戰对决亞克諾羅基亞时，与露西、蕾比来到公会图书馆寻找初代留下记载“妖精之球”的魔法书，找到后一起前往哈鲁吉翁中途分开行动，与蕾比分头布置超大型术式作用于亞克諾羅基亞肉体，便和露西、蕾比和艾克希特們趕往港口與同伴會合，並解放所有魔力發動妖精之球成功消滅亞克諾羅基亞。
漫畫27集提到原本的名字為阿爾皮翁，但覺得這名字跟其他雷神眾比起來很長，所以縮短，一開始的設定是使用古文來攻擊，所以「很古老喔（FURUIZO）」→「古~喔（FURIZO）」→最後就變成了弗里德。形象设计是前作《RAVE》アルパイン年轻时的样子。

畢可斯羅（Bixlow）
配音：川原慶久（日本）；黃天佑／于正昌【最終章】（台灣）；陳旭恆【Animax版】／周倚天→李致林【TVB版】（香港）
妖精尾巴的魔導士，拉格薩斯親衛隊「雷神眾」一員。22岁（X792年為23歲）。喜歡的是靈魂，討厭的是白魔術。舌頭印有黑色公會紋章。使用「降靈魔法」中的附身人偶，能讓靈魂附在人偶或物品上。另外眼睛為「造形眼」，如果人类看到他的眼睛靈魂就會被操控，因此平時戴著面具。身型大自身防御力高，曾经劝导格雷应该多穿几件衣服。
对“雷神众”有很强团队意识，自己听说了拉格萨斯要离开就打算和艾芭格琳一起跟随离开。原先個性有點自負，在妖精尾巴內戰後思想轉變為替公會及夥伴著想。有伸出舌头的习惯，把自己操控的人偶统称“Baby”。雖然外貌很恐怖（額頭及鼻樑一帶畫有1個倒轉的人型圖案），但私底下他為自己平时操控的5個人偶（外观模仿图腾柱）取了很可愛的名字，由左數起分別是皮皮、波波、巴巴、貝貝、布布。乍一看是个性突出的人，但与其他“雷神众”中的其余两人相比，可能是年长者所以是个比较符合常识的人。对于弗里德不符合常识的发言也会进行吐槽。
參與妖精尾巴內戰，迎战格雷却后者踏入无法使用的魔法的设置术式得以获胜。他可以看得見人的靈魂，之前就已經懷疑洛基不是人類，一直幫洛基保密，在妖精尾巴之戰洛基又再次出現他就確定洛基是星靈，称呼露西cosplay女王，一開始露西陷入苦戰，但在最後露西與洛基的合作之下，被洛基以「獅子王之光耀」擊敗。
被弗里德選作S級魔導士晉級賽的同伴，因为“妖尾内战”发生的事同弗里德假装無法戰鬥而刻意落敗，讓卡娜和露西通過。原先在第一階段結束後就隨著吉爾達茲離開，但是因為注意到艾爾莎送出的信號彈因而急速回援，和弗里德以壓倒性實力一同壓制拉斯提羅斯。然后与艾尔夫曼联手击败了袭击公会露营地的「恶魔心脏」成员悠马兹和卡瓦兹。面對亞克諾羅基亞一戰後七年回歸妖精尾巴，並和拉格薩斯、弗里德、艾芭格琳到了某地去秘密修行。
「星空之匙」篇根据卡娜占卜分组结果，和温蒂一组但是温蒂对于他有些不了解，感到困惑。在山上二人遇上新生六魔将军的艾利高尔，开始时面对其新魔法「气象魔法」被压制，但温蒂向之施展“治愈魔法”因此失去的记忆开始恢复，二人配合最终成功击败艾利高尔。大魔斗演武篇，「雷神众」三人都没有没有亲自下场比赛，为妖精尾巴A队和B队场边加油打气。龙从日蚀大门出现时，三人曾经短暂对峙炼狱炎龙「亚特拉斯弗雷姆」，但魔法攻击没有效果。
在冥府之门篇开始，三人同拉格萨斯在原评议员亚吉马的「8island」帮忙，但因为「九鬼门」的暴风雨突然上门暗杀亚吉马，与之对抗但因吸入魔障因子，无法使用魔法而且生命处于危殆。后来拉格萨斯及时出现拯救了他们，连同拉格萨斯等人不得不被送回公会接受波琉西卡的治疗。公会被引爆时，被同样变作卡牌带到冥界岛上。暴风雨被格雷（动画版是重新清醒过来的拉格萨斯）击败后，获得其血液最终全员才得救。
公会解散后“雷神众”和拉格萨斯一起加入了「青色天马」，继一夜之后成为了那里的王牌。在阿尔巴雷斯战争中，与艾芭格琳为保护施展保护全马格诺利亚屏障的弗里德，与12盾瓦尔制作的“弱点兵”进行对战，但是被对方用白魔法解除操控灵魂，陷入苦战。后来一夜中途加入代替保护弗里德，三人以为来的是拉格萨斯白白地惊动一番。经由格雷等提醒，与艾芭格琳更换对手双双成功战胜，12盾瓦尔分身也被弗里德和一夜击破。但是从自爆的分身瓦尔手上保护他们的一夜，艾芭格琳和弗里德都受到了重伤。之后四人一起接受波琉西卡在公会内治疗。这令拉格萨斯因为同伴被伤害变得愤怒激动。Universal One发动后，醒来与艾芭格琳分头寻找同伴。艾琳战败后，在地形恢复的马格诺利亚与弗里德、拉格萨斯等公会伙伴汇合。
最终对决亚克诺罗基亚时，在哈鲁吉翁与公会其他人通过手牵手一起传送魔力给露西施展“妖精之球”封印亚克诺罗基亚。
漫畫27集表明名字的由來是從「很大」、「投擲」的感覺來聯想。

艾芭格琳（Evergreen）
配音：世戶沙織（日本）；傅其慧／陳筱寧【最終章】（台灣）；鄭佩嘉【Animax版】／梁少霞、林元春〈代配〉【TVB版】（香港）
妖精尾巴的魔導士，拉格薩斯親衛隊「雷神眾」唯一女性成員。20岁（X792年為21歲）。喜欢的是妖精，讨厌的是恶魔。右胸上方印有翠綠色的公會紋章，戴棒狀耳環及紅寶石項鍊。使用「石化眼」魔法，如果看到她眼睛就會被石化，因此平時戴著眼鏡。外表充满女性魅力，性格刚毅且好胜，缺乏与公会内女性伙伴交往。髮型原本只有在側邊綁個馬尾，伊多拉斯事件後頭髮是整個放下來並帶點捲髮，服裝也有些改變。由于与弗里德认识很久，自己也学会术式改写。暱称是“艾芭”，但基本上只允许拉格萨斯和雷神众成员使用（其後艾爾夫曼都以此稱呼她，但似乎不討厭艾爾夫曼使用）。与温蒂、茱比亚一样住在公会女子宿舍“Fairy Hills”。
從小就喜歡有妖精出現的故事，不知不覺「變成妖精」就成了她將來的夢想，加入「妖精尾巴」也只是因為受到這名字的誘惑（因此对拥有“妖精女王”称号的艾尔莎有很强敌对态度），對公會名字以外的事完全不感興趣，不知何時由於缺少了與人的協調性而在公会内被孤立。但她的强大实力被“雷神众”发掘，她对“雷神众”的感情非常强烈，甚至在自己听说拉格萨斯被逐出公会后，还说要和毕可斯罗一起退出「妖精尾巴」。
參與妖精尾巴內戰，在「妖精尾巴小姐」选举中途加入並把露西、米拉、茱比亚等人全部石化作石像。後与艾尔夫曼交战，把对方变作石像击败。然而因为艾尔莎一只眼睛是“义眼”（魔法效果减半）的缘故，艾尔莎提前解除石化并正式参与「妖尾内战」。為了分出誰是真正的「妖精女王」而與艾爾莎展開激烈交戰，结果实力不敌，虽然拿远程操控粉碎露西等人石像作为挡箭牌，最後被艾爾莎的威嚇性拒绝嚇到並被打了一拳擊晕，因而解除了公会内女性成员的石化。
因沒有被弗里德選作S級魔導士晉級賽的同伴而十分不滿，後來主动找上艾爾夫曼做同伴。在第一次选拔中和米拉珍展開激烈交戰時，米拉珍被兩人的「計謀」（欺騙米拉他們兩人要結婚，使其動搖）嚇了一跳後被一拳擊倒。在闇黑公會「惡魔心臟」來襲的戰鬥中與艾爾夫曼並肩作戰，对抗拉斯提罗斯但被击败。艾尔夫曼代替受伤的她，在公会露营地联同弗里德、毕可斯罗对战恶魔心脏的成员。面對魔龍亞克諾羅基亞一戰後七年回歸妖精尾巴，並和拉格薩斯、畢可斯羅、弗里德到了某地去秘密修行。
「星空之匙」篇根据卡娜占卜分组结果，和温艾尔莎、马克斯一组这让艾芭格琳重新燃起对艾尔莎“谁是真正的妖精女王”的斗争心。然后，三人遭遇新生六魔将军的眼镜蛇，眼镜蛇学会新的声音魔法实力变得更强，艾芭格琳和马克斯无法应付，只有艾尔莎足以与之较劲，战斗结果未分出胜负就离开了。大魔斗演武篇，「雷神众」三人都没有没有亲自下场比赛，为妖精尾巴A队和B队场边加油打气。艾尔夫曼与巴格斯战斗时，安慰着丽莎娜认为他肯定会获胜，看的激动时抓住弗里德头不放。结束后与伙伴们一起至医护室探望他，感叹道“没有更好的战斗方式了么”，然后“雷神众”留下来护卫，被毕可斯罗打趣的怂恿着陪睡。露西受伤后，与艾尔夫曼，温蒂、露西等一起为场外的战斗中的纳兹VS双龙传递意念。在米拉和珍妮的泳装写真对决时，与观众席上其他女魔导士作为一份子一起炒热气氛，互相争奇斗艳（穿皮衣，执鞭子形象）。龙从日蚀大门出现时，三人曾经短暂对峙炼狱炎龙「亚特拉斯弗雷姆」，但魔法攻击没有效果。
自從天狼島事件之後，與艾爾夫曼似乎有曖昧關係，交流加深，有很多互相刻意配对上的描写。不過在公會中除了拉格薩斯和雷神眾其餘兩人外，其他人並不知情。曾经被波琉西卡形容不要像小两口吵架。在大魔斗演武战都休息日时，为了转换心情艾尔夫曼邀请艾芭格琳去了龙舌兰乐园游玩。幻想与艾尔夫曼组建家庭以后，男方想要一个女孩而不是男孩对此吐槽。最终回时，仍然与艾尔夫曼关系保持暧昧。
在冥府之门篇开始，三人同拉格萨斯在原评议员亚吉马的「8island」帮忙并换上女侍应服（但被毕可斯罗形容很不合适），但因为「九鬼门」的暴风雨突然上门暗杀亚吉马，与之对抗但因吸入魔障因子，无法使用魔法而且生命处于危殆。后来拉格萨斯及时出现拯救了他们，连同拉格萨斯等人不得不被送回公会接受波琉西卡的治疗。公会被引爆时，被同样变作卡牌带到冥界岛上。暴风雨被格雷（动画版是重新清醒过来的拉格萨斯）击败后，获得其血液最终全员才得救。
公会解散后“雷神众”和拉格萨斯一起加入了「青色天马」，继一夜之后成为了那里的王牌。与珍妮（包括竞争方面）交流变多。在阿尔巴雷斯战争中，与毕可斯罗为保护施展保护全马格诺利亚屏障的弗里德，与12盾瓦尔制作的“弱点兵”进行对战，但是被对方用雾气魔法干扰鳞粉魔法命中，陷入苦战。后来一夜中途加入代替保护弗里德，三人以为来的是拉格萨斯白白地惊动一番。经由格雷等提醒，与毕可斯罗更换对手双双成功战胜，12盾瓦尔分身也被弗里德和一夜击破。但是从自爆的分身瓦尔手上保护他们的一夜，毕可斯罗和弗里德都受到了重伤。之后四人一起接受波琉西卡在公会内治疗。这令拉格萨斯因为同伴被伤害变得愤怒激动。Universal One发动后，醒来与波琉西卡在一起先找到了受伤倒下的布兰緹什，后到地下室和露西、哈比會合。纳兹与格雷对决结束后，与温蒂、茱比亚汇合帮忙照顾在别个地方休息的格雷和茱比亚，而纳兹交给露西和哈比照顾。
最终对决亚克诺罗基亚时，在哈鲁吉翁与公会其他人通过手牵手一起传送魔力给露西施展“妖精之球”封印亚克诺罗基亚。
漫畫27集表明名字是長青樹的意思。

## 其他成員
馬卡歐·康波德（Macao Conbolt）
配音：川鍋雅樹（日本）；吳文民／于正昌【最終章】（台灣）；陳振聲【Animax版】／陳廷軒→雷霆→翟耀輝【TVB版】（香港）
妖精尾巴的魔導士，於X785年至X791年間擔任第四代會長(代理)。右上臂印有紫色的公會紋章。使用「紫色火焰」。納茲小時候也曾在他身上學習火焰魔法。和瓦卡巴同齡且同期進入公會，是非常要好的酒友，同時也是競爭對手。妖精尾巴最强之战裡，与之对战结果未说明（推测两败俱伤）。因沉浸於工作中而和妻子離婚，有一個兒子羅梅歐。
當故事女主角露西剛剛成為了妖精尾巴一員後，馬上隨納茲及哈比去找尋因到哈克貝山討伐瓦肯而失蹤超過一星期的馬卡歐，後來被納茲打敗了的瓦肯身上被拯救出後才得知他是為了令兒子羅梅歐為自己而光榮，而接了這工作，結果他打倒了19頭瓦肯後卻被第20頭用接收魔法接收了。
X784年接替失蹤的馬卡羅夫成為妖精尾巴的代理會長，隔年在魔法評議院的命令下勉為其難地成為第四代會長。外表憔悴变老了许多。与儿子罗梅欧关系变差。常以開會為藉口去美女很多的青色天馬，因此和會長波布很好。由於天狼組的消失，公會日益衰減，X791年在鎮上新公會兼債主「黃昏之鬼」的欺壓下，一度想解散公會，正好此時天狼組歸來，他也顺利卸下會長的職務。森多比亚事件完结后，与瓦卡巴一起代表「妖精尾巴」出席大司教恢复健康的重新就任活动。

瓦卡巴·米涅（Wakaba Mine）
配音：關口英司（日本）；黃天佑／何志威【最終章】（台灣）；李建良【Animax版】／馮錦堂→李錦綸、劉昭文〈代配〉【TVB版】（香港）
妖精尾巴的魔導士，X785年至X791年間擔任會長輔佐。左胸膛印有黃色的公會紋章。飞机头叼烟斗。很怕老，七年后头发变少了许多。使用煙魔法，以各式各樣形式的煙來戰鬥的魔導士老手。和馬卡歐同齡且同期進入公會，是非常要好的酒友，同時也是競爭對手。此外已婚（以前很漂亮的看板娘但后来发福），有個想加入黃昏之鬼的女兒。

傑德（Jet）
配音：川鍋雅樹、滑川恭子〈幼年〉（日本）；孫誠、錢欣郁〈幼年〉／林谷珍【最終章】（台灣）；陳振聲【Animax版】／胡家豪【TVB版】（香港）
妖精尾巴的魔導士，本名為薩爾斯凱。使用「神足」魔法，能提高自己的速度。左後肩印有帶紅框線的白色公會紋章。與蕾比跟特洛伊是青梅竹馬，並且一起組成小隊「陰影齒輪」，喜歡蕾比。曾向蕾比告白却在短短两秒钟就被拒绝了。
X784年與蕾比跟特洛伊被幽鬼支配者的戈吉爾偷襲，成為兩個公會交戰的導火線，因此戈吉爾剛加入妖精尾巴時，与特洛伊看戈吉爾不順眼。在妖精尾巴最强之战时被阿尔札克击败。在动画75集得知他是每年妖精尾巴二十四小时耐力路跑锦标赛蝉联数年的冠军（因为自己用魔法跑步的关系）。但却在今年以和纳兹、格雷、戈吉尔并列最后一名收场。X784至X791年蕾比消失的期間，與特洛伊一起工作，等著蕾比歸來。不再带着帽子和同色黄色大衣，头发扎成马尾和穿得更轻便。
蕾比回来之后，他对她的感情又重新点燃，但蕾比好像喜欢戈吉尔的样子，不过无论自己想法如何，他觉得只要蕾比幸福就好。在大魔斗演武后与特洛伊跟着戈吉尔和利利去出任务，说是要让蕾比看见他们帅气的一面，结果反被居住在任务地点的土著抓住。
喜欢的食物是寿司，喜欢的人是蕾比，讨厌的食物是虾子。

特洛伊（Droy）
配音：關口英司、笹本菜津枝〈幼年〉（日本）；黃天佑、馮嘉德〈幼年〉／林正騏【最終章】（台灣）；陳振聲→黎景全【Animax版】／梁志達→鄧志堅【TVB版】（香港）
妖精尾巴的魔導士，本名為朵萊爾。使用「植物」魔法，操控急速成長的植物。左後肩印有帶紅框線的白色公會紋章。與蕾比跟杰德是青梅竹馬，和蕾比、傑德組成三人小隊「陰影齒輪」。曾向蕾比告白卻在短短一秒鐘就被拒絕了。留着脑袋后一束头发翘起并分叉发型。不知单恋了多少次，一直持续著在告白后就被甩掉的生活。
X784年與蕾比跟傑德被幽鬼支配者的戈吉爾偷襲，成為兩個公會交戰的導火線，因此戈吉爾剛加入妖精尾巴時，和杰德看戈吉爾不順眼。在妖精尾巴最强之战时被阿尔札克击败。X784至X791年蕾比消失的期間，與傑德一起工作，但是愛上了食物，因此體型變胖許多。在这七年间对“食物”的欲望觉醒后，不知不觉间就变成了这副体型。期间曾经追求人鱼脚跟的拉妮丝，但被拒绝。
在蕾比回来后虽然对于蕾比的爱慕之心又开始复燃，但是看着不知道是不是喜欢戈吉尔的蕾比，懊恼的心情又使他加大了食量，体重一升再升。在大魔斗演武后与杰德跟着戈吉尔和利利去出任务，说是要让蕾比看见他们帅气的一面，结果反被居住在任务地点的土著抓住。
喜欢的是队伍（七年后变成喜欢吃饭），讨厌的是蜘蛛。

阿爾札克·高尼爾（Alzack Connell）
配音：下山吉光（日本）；黃天佑／林正騏【最終章】（台灣）；黎景全【Animax版】／陳卓智【TVB版】（香港）
妖精尾巴的魔導士，使用槍彈魔法，來自西部大陸的移民。妖精尾巴最强之战里面，他非常努力为了救比丝卡战胜了包括杰德和特洛伊在内许多公会成员，但对战弗里德的时候，台风弹被轻易用剑劈开之后还被其利用术式规则导致不能呼吸而败北。在天狼組消失的期間實力提升許多，那7年間是公會裡的頂級魔導士。X784年愛上比絲卡，曾一度把洛基誤當作情敵，隔年因為比絲卡懷孕，兩人便決定結婚，女兒阿絲卡的「阿」取自於他。

比絲卡·高尼爾（Bisca Connell）
配音：新井美（日本）；傅其慧／林美秀【最終章】（台灣）；賴芸芬→馬慧琪【Animax版】／羅杏芝→陳琴雲【TVB版】（香港）
妖精尾巴的魔導士，使用槍手魔法，從異空間的儲藏室召喚出無數種槍械，是來自西部大陸的移民。原名為比絲卡·姆蘭（Bisca Mulan）。
在加入妖精尾巴之前冒充為妖精尾巴的魔導士，並化名為「紅磨坊」到各處偷搶，外號「超高速的紅磨坊」。後來被艾爾莎教訓過後痛改前非，因敬仰艾爾莎和需要工作而加入妖精尾巴。在妖精尾巴小姐選拔比賽，表演泳裝及射擊。後不幸被艾芭格琳石化，在艾爾莎打敗艾芭後解除魔法，射擊一顆神鳴殿魔水晶，但因為生體連結魔法而被電擊暈倒。X784年愛上阿爾札克，X785年因為懷孕而向阿爾札克求婚，女兒阿絲卡的「絲卡」取自於她，目前是公會中唯一的媽媽魔導士。七年内舉辦過的大魔鬥演武也有與阿爾札克一起為公會參加過，但是碰巧當年比赛項目不是射擊相關而落敗歸來。不喜歡吃甜食。養了一隻叫“Sunny”的老鼠。

瓦倫·拉寇（Warren Rocko）
配音：景浦大輔（日本）；黃天佑／林正騏【最終章】（台灣）；待查詢【Animax版】／巫哲棋→張裕東【TVB版】（香港）
妖精尾巴的魔導士，七年前是长刘海短发，七年后变头顶尖尖凸起的短发。香肠嘴且好色（会用心电感应传达露西新衣服性感但总是因此让全部人知道），与马克斯互为损友。使用心靈對話術魔法「心電感應」（常用译作：「念话」），戰鬥的時候能讀出對手的想法，传播距离顶多去到五公里远。在公會內屬於相當有實力的人物，能獨力外出完成工作（非战斗人员）。妖精尾巴最强之战里，对战马克斯并取胜。在「天狼組」消失的7年間，他每天到高处（本身怕高）仍堅持著呼喚同伴的名字。

馬克斯·阿洛則（Max Alors）
配音：井口祐一（日本）；吳文民／于正昌【最終章】（台灣）；待查詢【Animax版】／關令翹→林筠翔→關令翹【TVB版】（香港）
妖精尾巴的魔導士，使用沙塵魔法。左上臂印有公會紋章。七年前是西瓜皮头，七年后留着胡子的短发，与瓦伦互为损友。常在公会出现一片混乱时，会（被？）以屁股插着扫帚的形象混杂人群里。年幼的時候沒有什麼朋友，所以現在很喜歡與人交談，曾擔任公會商店的店員、各種公會活動的主持人。具备生意头脑，妖精尾巴公会解散一年间自己做买卖，自给自足。X784年天狼組消失後成員漸漸減少，他為此感到難過，X791年天狼組歸來時實力提升了不少。刚回来后纳兹曾经与之比试，曾经占据着上风直至纳兹使出“雷炎龍”模式。
阿尔巴雷斯篇，妖精尾巴公会陷入「护圣十二盾」四面围堵的绝望境况时，首位喊出“即使如此，我们还要战斗因为妖尾公会是我们的家，要守护的家园。”鼓舞了公会成员士气。
在《百年任務》中得知，曾向阿爾巴雷斯帝國新任皇帝阿吉爾學習過沙魔法。並且在對付木神龍阿爾德隆篇中以領導角色帶領著瓦倫、拿布、畢吉達、拉姬、吉娜娜及利達斯一起對抗木神龍守護神之一的「死之命運」，並由他給予對方致命一擊後及時拯救了頻死邊緣的夏璐璐。

利達斯·裘納（Reedus Jonah）
配音：關口英司（日本）；李景唐→孟慶府／林谷珍【最終章】（台灣）；待查詢【Animax版】／陳廷軒→蔡德鈞→李錦綸→張錦江【TVB版】（香港）
妖精尾巴的魔導士，特征是粉红色的卷发（动画版则是橘色）。使用能讓自己畫的圖活動並變成武器的魔法「繪畫魔法」，但是要畫在自己身上才能發動此魔法，為了讓畫的面積增大，請會長施加巨人魔法「體」在自己身上以增加身體的體積。幽鬼篇，护送露西离开并藏身仓库但不敌敌人夹击最后被戈吉尔带走露西。妖精尾巴最强之战里，由于很怕拉格萨斯不敢出战被马卡罗夫命令去东边森林找波琉西卡帮忙，但是术式的范围包围整个城镇导致出不去，之后被弗里德发现并追击，画出假露西拖延时间但失败，成为第一个被弗里德打败的对手。X784年至X791年間因為馬卡羅夫不在的關係，施加在他身上的巨人魔法失效，因此身材變回了原本很瘦的樣子。

拿布·拉薩羅（Nab Lasaro）
配音：遠藤大輔（日本）；吳文民／林谷珍【最終章】（台灣）；待查詢【Animax版】／劉昭文【TVB版】（香港）
妖精尾巴的魔導士，使用「降靈魔法」，讓動物靈附在自己身上的力量來戰鬥。常站在委託欄前卻不接工作，理由是「要找只有唯有他一人才可以辦到的任務」，X784年至X791年間他確實為了工作而外出過，但是每次都會放棄工作而回來。幽鬼篇，被戈吉尔打伤手臂。妖精尾巴最强之战里，与毕吉达对战并获胜，但之后被毕可斯罗打败。七年后身材变胖，头发变长竖起来。

畢吉達·艾可（Vijeeter Ecor）
配音：景浦大輔（日本）；孫誠／何志威【最終章】（台灣）；陳灝瑋（香港・TVB）
妖精尾巴魔導士，使用「舞者魔法」，藉由跳舞來提升自己半徑10公尺內的夥伴戰鬥力。喜歡跳舞，想存錢去舞蹈聖地敏斯特雷爾去留學。妖精尾巴最强之战里，对战拿布但输给了拿布。X784至X791年天狼組消失的期間，參加了各式各樣的舞蹈比賽，本來打算用優勝獎金重建公會，但是最終都沒能取得優勝。擅长一个人跳舞而不擅长社交舞。

菈姬·歐利耶塔（Laki Olietta）
配音：葉山郁美（日本）；錢欣郁／蔡雅如【最終章】（台灣）；鄭佩嘉【Animax版】／高可慧→何寶珊【TVB版】（香港）
妖精尾巴的魔導士，使用造型魔法「木」，可以瞬間以「木」造出自己想要的形狀。紫色短髮，戴著眼鏡，七年後留成長髮。七年後是紮著馬尾穿抹胸裙打扮，解散公會後一年又剪短了頭髮。性格較為乖僻，說話喜歡用奇怪的表達方式（例如吃飯叫做餵食胃袋）。在X791年時實力提升不少，X784年至X791年間為了拯救公會財務危機，自願擔任週刊索沙拉的模特兒，但是因為編輯相當好色而逃回公會。幽鬼的支配者篇，打倒了許多幽鬼成员。妖精尾巴最强之戰裡，對戰四名主動挑釁的女性魔導士連勝，但是之後被畢可斯羅打敗。星空之匙篇，与吉尔达兹一组调查，被吉尔达兹形容长大了不少，最后还找到了真正的米歇露。大魔斗演武篇，提示公会成员虽然担心纳兹等人潜入情况但在王国士兵监视下不要在会场外逗留太久以免起疑心。阿尔巴雷斯篇，用魔法修复纳兹与暗杀者杰柯布战斗后，被马卡罗夫破坏的公会。女生宿舍里面摆满各种诡异自制刑具，让参观的茱比亚敬而远之。在公会里与吉娜娜关系较好。

羅梅歐·康波德（Romeo Conbolt）
配音：伊瀨茉莉也、葉山郁美〈代班〉（日本）；馮嘉德／林美秀【最終章】（台灣）；待查詢【Animax版】／許盈→袁淑珍【TVB版】（香港）
妖精尾巴魔導士，馬卡歐兒子，右肩印有鮮紅色公會紋章。使用火焰魔法。
X784年納茲救了自己的父親後就很崇拜納茲，從那時起的夢想就是加入妖精尾巴，加入公會後又於兔兔丸的魔法教室學習「七色火焰」（但不敢提起他与纳兹的关系）。在天狼組消失後從沒在別人面前笑過，X791年天狼組回來後才露出了許久未見笑容。
阿尔巴雷斯帝国篇，刚开始自信满满打算到东边战线支援，但被告知东边已委託給伊修加尔四天王守衛。之後得知要面对集结的十二盾和100万敌人時感到害怕双脚发抖，但是见到公会所有人都在全力以赴地战斗，打开一条通往公会的路（尤其是吉尔达兹打败了「尸骸」赛雷纳以后），终于下定决心与同伴一起前进。

吉娜娜（Kinana）
配音：笹本菜津枝（日本）；錢欣郁／【最終章】（台灣）；待查詢【Animax版】／黃昕瑜【TVB版】（香港）
妖精尾巴的員工，想學習接收魔法。伊多拉斯篇结束之际末公会内登场。小時候被邪惡的魔導士變成蛇，10年來一直維持著蛇的樣子生活，由六魔將軍的眼鏡蛇（愛力克）飼養著，名為邱貝利歐斯。
X784年被馬卡羅夫發現後，才恢復原樣，但沒有身為蛇時候的記憶，時而會憶起有人有溫柔的聲音對她訴說著「讓我聽聽你的聲音吧」。那时候身材较胖，语尾加“吉娜”（20岁），七年后（27岁）苗条和成熟了不少。动画原创“星空之匙”篇与眼镜蛇再见面。大魔斗演武篇，疏散人群时有感应到爱力克来到。結局時與菈姬交談時得知與愛力克成為了情侶。与公会里米拉、菈姬关系较好。会唱歌。公会解散一年后，学会了魔法而且穿上一件浅蓝色的斗篷和拥有一支魔法杖，魔法类型不明。《百年任务》篇，首次展现习得的「毒霧」魔法。

梅斯特·葛萊達（Mest Gryder）
配音：阪口周平（日本）；黃天佑／林谷珍【最終章】（台灣）；待查詢【Animax版】／李鎮然【TVB版】（香港）
評議員諜報部成員，實際為妖精尾巴的魔導士，在右肩印有公會紋章。使用「瞬間移動」和「記憶」魔法，能随意改變/读取人（包括自己）的記憶。面上有三道划痕的黑色短发（一开始是和尚头）青年，对温蒂有好感，在公会成员眼里则是对小孩子感兴趣的“变态”。拉哈尔的好友，认为他是以后当上大人物的正当人物，不应该插手事后处理，所以大魔鬥事件后有修改了他的记忆。拉哈尔死后感到非常愤慨。在渴望知道某人的秘密的時候會張口咬旁人的腦袋。
於X782年為幫助馬卡羅夫收集西大陸的情報，不惜消除自己的記憶，並化名為多蘭巴魯特潛入評議院。X784年由於屏蔽自身記憶的緣故，想替評議會找到妖精尾巴的把柄而冒充是米斯頓葛的弟子，而混入S級魔導士升級考試中。因为老是作出奇怪的举动，引起夏璐璐不信任找他做温蒂搭档参加考试，加上利利的怀疑他说的话，一度被认为是卧底和恶魔心脏“炼狱七眷属”之一。因為原本記憶的關係，惡魔心臟來襲時想幫助成員們逃離天狼島但遭到拒絕，後來無意間聽到瑟雷夫提及亞克諾羅基亞，便和評議會的調查部隊的一同撤離天狼島，自此一直對於捨棄他們而逃離感到自責。
在星空之钥篇中，他為此在天狼島事件後退出了評議院，外形变得邋遢和借酒精麻醉自己。直到拉哈爾為了解決教會引發的六魔將軍集體逃獄事件而前來向他求助，为保护与温蒂长相相似的卡嘉，短暂与新生六魔将军的——镭射交手，事件结束才回到評議院。X791年，受拉哈尔邀请观看大魔鬥演武，見到從天狼島回來的成員們安然無恙而感動流淚。会场外遇到杰拉尔假扮的米斯顿葛，上前拆穿但被原评议员亚吉马化解矛盾。大魔鬥演武期间，会长马卡罗夫为之重新恢复记忆，感动之余他说着距离西大陆的情报还差一点就拿到了请再等等。知道月蚀计划存在以及七头龙出现后，与拉哈尔商量着最终同意释放被囚禁的罪犯——「毒」之灭龙魔导士眼镜蛇解决这次危机。龙群消失以后，眼镜蛇老实地回去监狱，以及留话语给多兰巴鲁特。
大魔斗演武事件结束后，接受杰拉尔的请求把王室拥有黑魔法一事隐瞒，尤其不能让评议院知道。为避免造成帝制崩溃，梅斯特已经背后教训过菲欧烈王室而且主动修改拉哈尔在内所有相关人员记忆，采取睁一只眼闭一只眼的对策。
同年在「冥府之門」襲擊評議院時，他是唯一的倖存者。之后他亲自去监狱找眼镜蛇问清真相，与眼镜蛇达成谈判条件释放所有六魔成员，同时通知杰拉尔此消息。并後於千鈞一髮之際從費斯的自爆中救出溫蒂和夏璐璐，與冥府之門的戰鬥結束後，馬卡羅夫正式恢复他的记忆以及成员身份，告知他為了保護成員們，妖精尾巴必須要解散。公會解散後按照馬卡羅夫的拖延計畫，帮助重建魔法評議院，期間等待妖精尾巴的成員們再次聚首，X792年，告知納茲等人解散公會的真相並重回妖精尾巴，参与潜入西大陆首都营救马卡罗夫作战的一份子。原计划与艾尔莎等人先前往迦拉科尔岛，安排了情报员（「魔女之罪」的空乃）约定碰头和问出潜入路线。在岛上，纳兹等人与阿尔巴雷斯帝国军队长马林发生冲突，包括露西和艾尔莎和自己在内都因魔法属性被克制而束手就擒，最后因「护圣12盾」的布兰緹什以讨厌麻烦为由，假装杀死自己部下扯平了梅斯特受伤以及出于忠告告诉马卡罗夫仍然活着但警告妖精尾巴成员不要再靠近西大陆，同时展示了自身强大的魔法后撤离岛，双方才就此结束。再者，与情报员空乃在海底顺利碰头，靠着乘坐「奥林匹亚」的飞快速度前往西大陆重新营救计划。在马卡罗夫即将被瑟雷夫杀死前一刻，梅斯特「瞬间移动」出现及时救走了他然后与纳兹等人重聚，之后就是开始来自与同样「护圣12盾」的阿吉爾撤退战，在有拉格萨斯与同伴乘坐着「青色天马」的“克里斯提纳”增援下营救作战成功。
与阿尔巴雷斯战争正式开打，公会内经历与杰柯夫一战后，布兰缇什被纳兹等人释放还解除了手铐，这在梅斯特眼里非常不值得信任，于是跟踪他们出发去东边找12盾之首欧加斯特谈判。暴露后，一起乘上巨大化哈比并想好了对策。谈判过程，無察觉地修改了布兰缇什的记忆，把欧加斯特设定是布兰“爷爷”而且是必须亲手了结的最痛恨的人。布兰缇什如梅斯特计划地用巨大化的刀刃成功刺穿了欧加斯特，纳兹发现后问其理由。这一举动激怒了欧加斯特导致谈判破裂在此发动世间最大的魔力，变身并发动了一个热属性的魔法，打算让布兰緹什以外的所有人熔化。后来这个魔法被纳兹大部分抵消，并且因为艾琳发动Univeral One魔法的影响，梅斯特与纳兹等人分散各地，欧加斯特的伤口后来也被布兰缇什缩小治疗。在瑟菈的声音引导下，向梅比斯所在的公会出发。利用“瞬间移动”能力找到逃离公会中的梅比斯。到外海找到了吸引黑龙的艾尔莎与青色天马等人，送回了玛格诺利亚。之后送格雷和茱比亚先一步抵达港口哈鲁吉翁。最终对决黑龙时，与公会同伴一起手牵手传送魔力给露西开展“妖精之球””封印黑龙。

桃華（其他譯名：托卡）
於續篇「百年任務」中登場，是妖精尾巴三名新人中唯一通过测试留下的一位，自稱崇拜和寻找纳兹而加入「妖精尾巴」（實情是她喜歡的是哈比，由於當時哈比說了納茲的名字出來，因而被托卡誤當把「納茲」這個名字為哈比名字）。公会纹章在右手手背。
水之魔导士→白灭魔导士。真正的托卡是身份是来自艾莲提亚世界（第三个平行世界）艾克希特，数年前被白魔導士（同样来自艾莲提亚世界的白灭巫女“法莉丝”，但不是大魔女）奪取了身體（或者说合体）来到亚斯蓝德世界，暗中进行将亚斯蓝德世界“染白”的使命。综上所述，有雙重人格（平时以主导者法莉丝的相貌活动，因此两人分离后法莉丝保持一直所认识的“托卡”）：一面是單純善良的「托卡」，另一面是打算把一切歸於虛無的「白魔導士」法莉絲。真實外貌是一隻打扮華麗，戴著玫瑰镌刻头环的穿蕾丝裙的貓。

## 過去成員
尤里·德雷亞（Yuri Dreyar）
配音：小西克幸（日本）；吳文民／林谷珍【最終章】（台灣）；關令翹【TVB版】（香港）
「妖精尾巴」創始元老成員兼第一代公會成員，馬卡羅夫父親、伊旺祖父、拉格薩斯曾祖父。性格勇敢熱情，非常自信，有時有點脫線。梅比斯曾经向拉格萨斯提及关于他的曾祖父，认为两人虽然为公会所做的大相径庭但都有一共同点就是为伙伴着想的心。
於外传《FAIRY TAIL ZERO》登場。過去曾是財寶獵人公會「風精的迷宮」的成員，X686年時原本在做財寶獵人，與沃洛德、普雷希特一起登陸天狼島尋找S級寶物「天狼玉」，後來帶領梅比斯和澤拉離開天狼島，開始了五人的旅程，是貫穿妖精尾巴整個故事的靈魂人物。後來為了對抗青色髑髏，和瑟雷夫學習雷之魔法。在X690年5月與麗塔結婚，兩人在X696年3月有了第一個兒子，由梅比斯取名為馬卡羅夫，最後於X700年時逝世。
- 雷之魔法

沃洛德·辛肯（Warrod Sequen）
妖精尾巴創始元老成員兼第一代公會成員，于X731年退出公会，但与同为圣十的妖尾会长马卡罗夫仍有联络，想见识妖尾年轻一代成员。現為伊修迦爾四天王之一，存活岁数已经超过100岁。
亞吉馬（Yajima）
原魔法評議員第六席。妖精尾巴出身魔導士，年輕時與當時的公會同伴馬卡羅夫、波布、波琉西卡、羅布及高德曼就已經是好朋友，甚至曾經組隊過。
波布
青色天馬會長兼創辦人。妖精尾巴出身魔導士，年輕時與當時的公會同伴馬卡羅夫、高德曼、波琉西卡、羅布及亞吉馬就已經是好朋友，甚至曾經組隊過。
高德曼
四頭獵犬會長兼創辦人。妖精尾巴出身魔導士，年輕時與當時的公會同伴馬卡羅夫、波布、波琉西卡、羅布及亞吉馬就已經是好朋友，甚至曾經組隊過。
羅布（Rob）
樂園之塔的奴隸。妖精尾巴出身的魔導士，年輕時與當時的公會同伴馬卡羅夫、高德曼、波琉西卡、羅布及亞吉馬就已經是好朋友。公会纹章在背中央。故事對他描述不多，主要是艾爾莎憶述的往事中提及。
雷斯
续篇《百年任务》出场，约50多年前妖精尾巴出身魔导士，与当时的第三代妖精尾巴会长的马卡罗夫、高德曼、波布等人是同一时期公会伙伴。公会纹章在右背上。
执行任务时被怪物群袭击而受重伤，由于伤势过重无法治疗但仍被马卡罗夫以“同是妖精尾巴的同伴，都是家人”为由不能放弃。死亡后丧失生前记忆，为寻回记忆开始寻找凶手于是加入了噬龙者公会「迪亚波洛斯」。
王強吉（Wang ChanJi）
配音：後藤宏樹（日本）；黃天佑（台灣）
24歳。和喬伊同期加入公會，亦敵亦友。X791年已不在「妖精尾巴」裡。
- I'm dog：能讓右臂變成鐵之犬的魔法。

喬伊·福爾朋（Joy Fullbun）
配音：尾崎真波（日本）；李景唐（台灣）
22歳⇒29歳（7年後）⇒30歳。和王強吉同期加入公會，亦敵亦友。X791年已不在「妖精尾巴」裡。
- 肌肉語言：能讓身邊的人長出肌肉的魔法。

奇可·C·哈密特（Chico C. Hammit）
配音：滑川恭子（日本）；馮嘉德（台灣）
22歳。是妖精尾巴女生宿舍房東希尔达女兒，偷偷喜歡著拉格萨斯。X791年已不在「妖精尾巴」裡。
- 都市傳說：能運用在街頭遊蕩的靈體的魔法。

蜜姬·奇金泰格（Mickey Chickentiger）
18歳。為中堅隊伍「青年一百萬死者」的隊長，绰號為「鬼公主」。因為喜歡格鬥，「魔法鳥」小嗶常跟在她旁邊。与菈姬关系不和，妖精尾巴最强之战里面与同伙挑战她但被打败。X791年已不在「妖精尾巴」裡。
- 魔法鳥：能變成火球、盾牌等物體的魔法。

托諾·拉比茲（Tono Rabbits）
15歳。X784年在公會裡是被看好的年輕魔導士，X791年已不在「妖精尾巴」裡。
- 光魔法：像光暈一樣從身體裡發出能量來攻擊自身周圍一帶的魔法。

美國＋罪（Mikuni Shin）
16歳。X791年已不在「妖精尾巴」裡。
- 土魔法：藉由棍棒敲擊地面讓威力加倍的魔法。

## 相關人士
波琉西卡（Porlyusica）
配音：津田匠子（日本）；錢欣郁／【最終章】（台灣）；賴芸芬【Animax版】／蔡惠萍【TVB版】（香港）
妖精尾巴公會的顧問藥劑師，醫術高超的治癒魔導士。外表是龙牙装饰披风的粉色头发中年女性，年轻时是一个穿黑色修道服的长发美人。调配的药剂治好不少人，曾治好艾爾莎的右眼。隱居在馬格諾利亞東邊森林深處的小木屋，非常討厭人類。
虽然不是妖精尾巴的正式成员以及不会魔法，但與馬卡羅夫、波布、羅布、高德曼、亞吉馬年輕時就已經是好朋友，常逗留在公会里。从那时起就爱与马卡罗夫拌嘴，被同伴高德曼和罗布说像夫妻吵架然后一起否认，但实际内心心系他的生死。
溫蒂形容其聲音與個性與「天龍」格蘭帝列相似，而事實上波琉西卡正是伊多拉斯世界的格蘭帝列，跟亞斯藍德的格蘭帝列不同是位真正的人類。而亞斯藍德的格蘭帝列是非常喜歡人類，但是因為伊多拉斯的人類性格是和亞斯藍德的人類是相反的，因此身為伊多拉斯的格蘭帝列是非常討厭人類。曾經跟亞斯藍德的格蘭帝列交談過，但沒有直接見過面，她將格蘭帝列的兩大天空魔法的滅龍奧義「銀河」以及「照破·天空穿」的咒語書交給溫蒂，並希望溫蒂能夠變強。之後由於溫蒂昏倒的關係，於是擔任「妖精尾巴」藥學顧問而來到大魔鬥演武會場。
- 治愈魔法：与亚斯蓝德的魔法不同，详细情况不明。

阿絲卡·高尼爾（Asca Connell）
配音：新井里美（日本）；馮嘉德／陳筱寧【最終章】（台灣）；葉曉欣【TVB版】（香港）
阿爾札克和比絲卡的女兒，名字取自阿爾札克的「阿」和比絲卡的「絲卡」。阿爾札克和比絲卡經常帶她到公會，也十分很疼愛她。使用武器為木製玩具槍，以普通的木塞作子彈，故此攻擊力非常低。
希爾達
配音：麻生美代子（日本）；錢欣郁（台灣）
仅在OAD出场。公會女生宿舍長，奇可母亲。曾經對小時候的艾爾莎等女性很好，但在六年前因搭乘的馬車墜落山崖已經身亡，留著給艾爾莎裝滿寶石的盒子。

## 備註
1. ↑  原中文配音員李景唐先生因個人因素無法再繼續配合製作，台視回應第二季目前已全數完成製作，第二季目前已全數完成製作，但自第三季（冥府之門篇後段，第248集）起，男主角納茲將由孟慶府先生擔任配音工作。
2. ↑  魔力不足时无法转换
3. ↑  已故，後來梅比斯無意中創造出她的幻影，或者說是思念體，只有梅比斯才能感受到她的存在
4. ↑  於漫畫第449話中證實，X690年第二次通商戰爭結束後的6年X696年再度與瑟雷夫相遇，並從其口中得知其身體並不是停止成長而是和黑魔導士瑟雷夫一樣受到安克瑟拉姆詛咒，得到不死之身
5. ↑  因為梅比斯生前很喜歡妖精，據說只有不哭才能遇到妖精，因此生前幾乎没有哭過。
6. ↑  大魔鬥演武时，三人都能用眼力观察到双方都变成影子追逐的戈吉尔和罗格
7. ↑  無獨有偶的是聲演阿爾札克的聲優下山吉光與聲演比絲卡的聲優新井美於現實中也是夫妻，兩人育有1子。
8. ↑  2015年2月7日的見面會中，真島浩表示「姆蘭」名字的靈感來自於紅磨坊的法文。
9. ↑  無獨有偶的是聲演比絲卡的聲優新井美與聲演阿爾札克的聲優下山吉光於現實中也是夫妻，兩人育有1子。

## 外部連結
- 動畫官方網站（東京電視台）（页面存档备份，存于）（日語）